# Історія Криму
Крим — півострів на півдні України в межах Автономної Республіки Крим, Севастополя та частини Генічеського району Херсонської області, омивається водами Чорного та Азовського морів. З огляду на своє географічне розташування, землі півострова були одними з перших на території України зон розселення людини.

## Давня історія

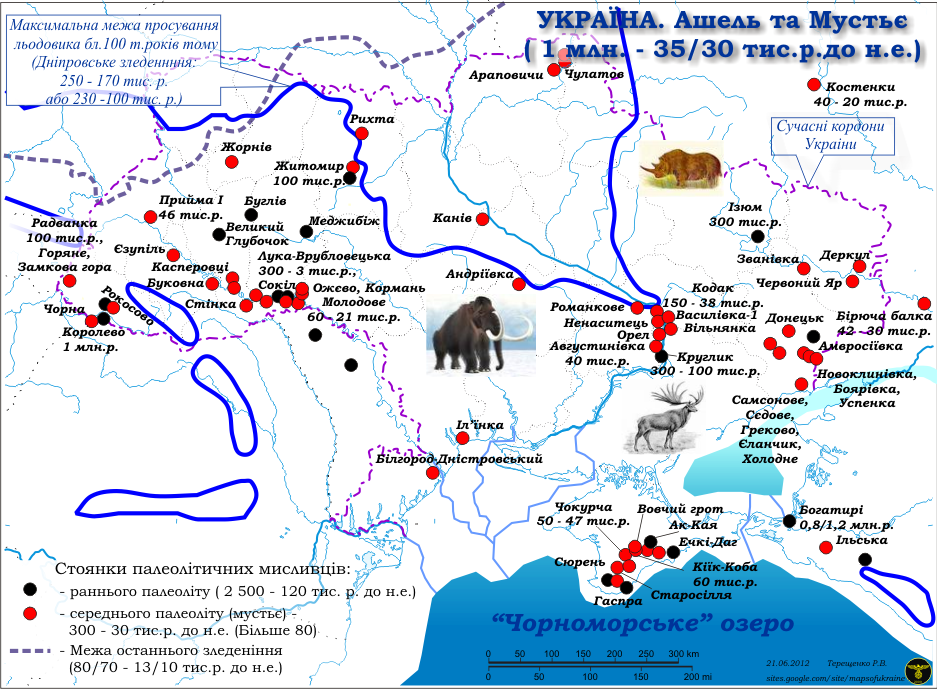
Ранній та середній палеоліт України

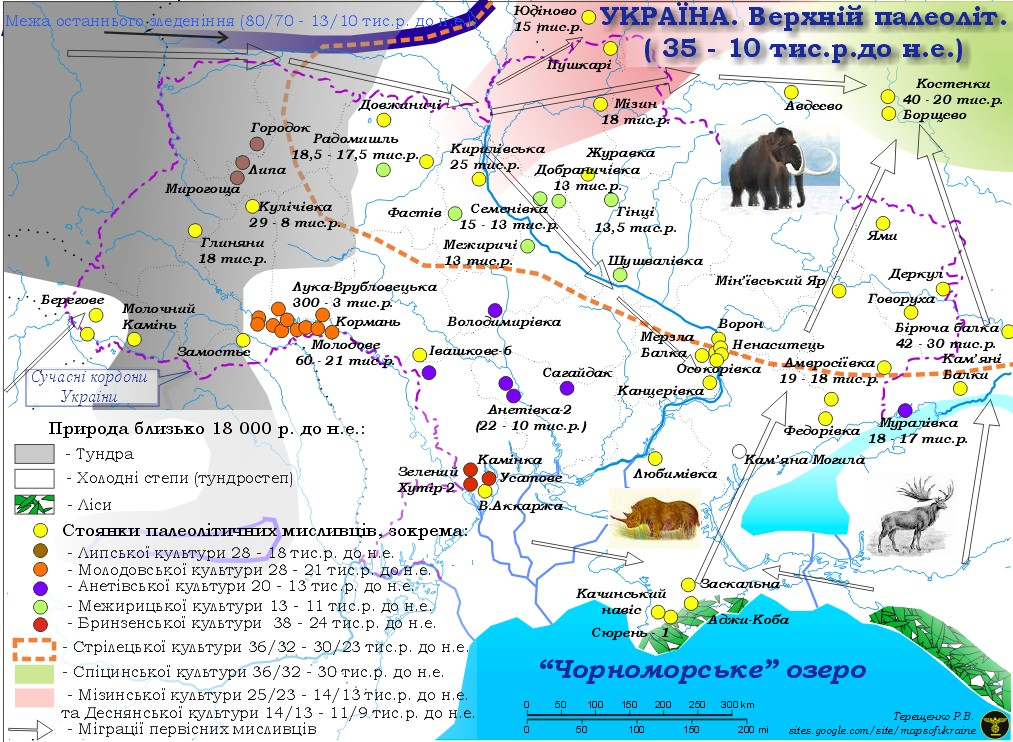
Пізній (верхній) палеоліт на теренах України

### Найдавніші часи

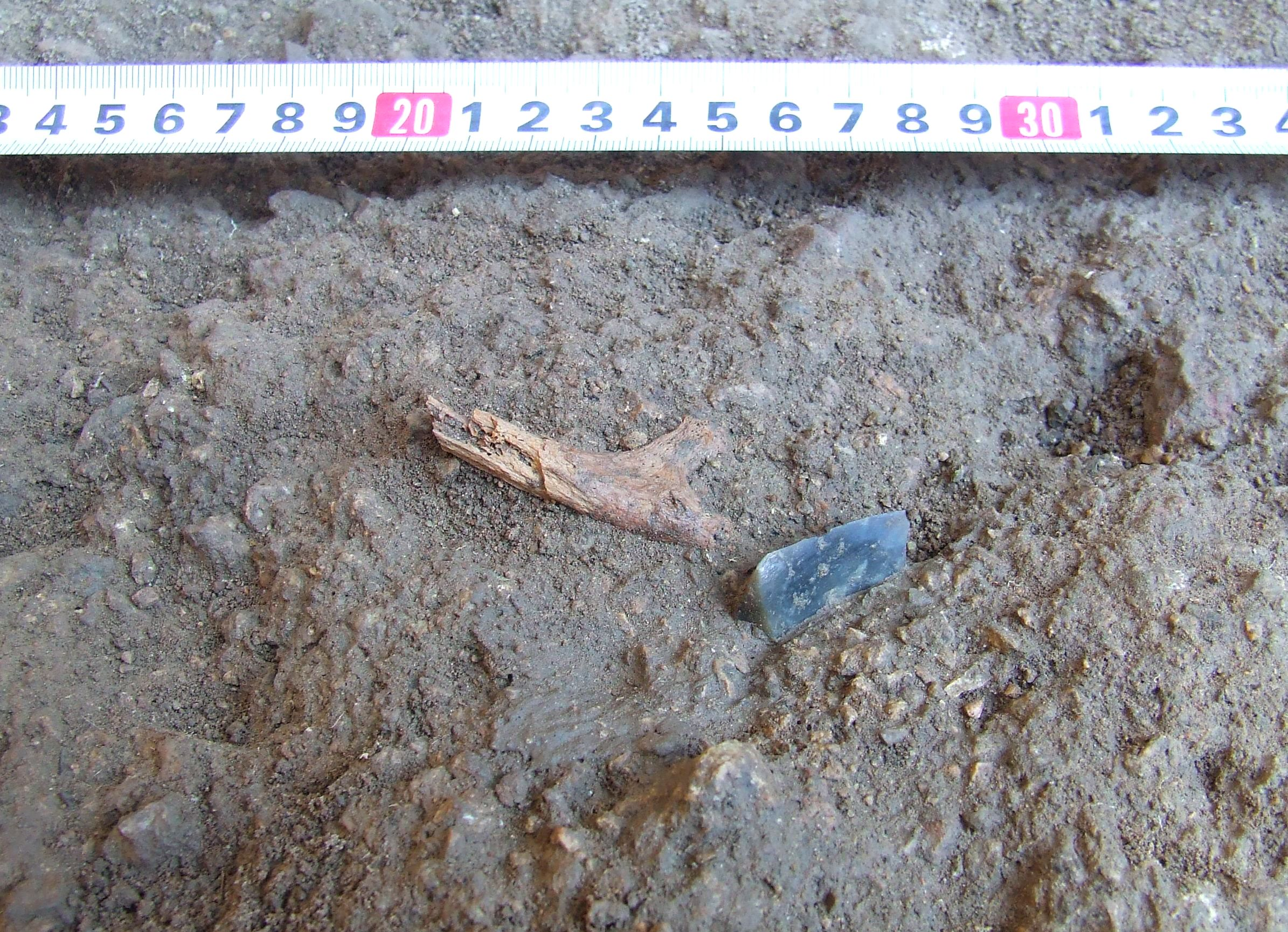
Знахідки розкопок шару пізнього палеоліту стоянки Бура-Кая — уламок кістки та залишки знаряддя. Розкопки археологічного шару пізнього палеоліту (граветтської археологічної культури, носіями якої, зокрема, були кроманьйонці) в багатошаровій стоянці Буран-Кая в скельному навісі в Білогірському районі Автономної Республіки Крим, як проводились спільною українсько-французькою експедицією влітку 2013 року.

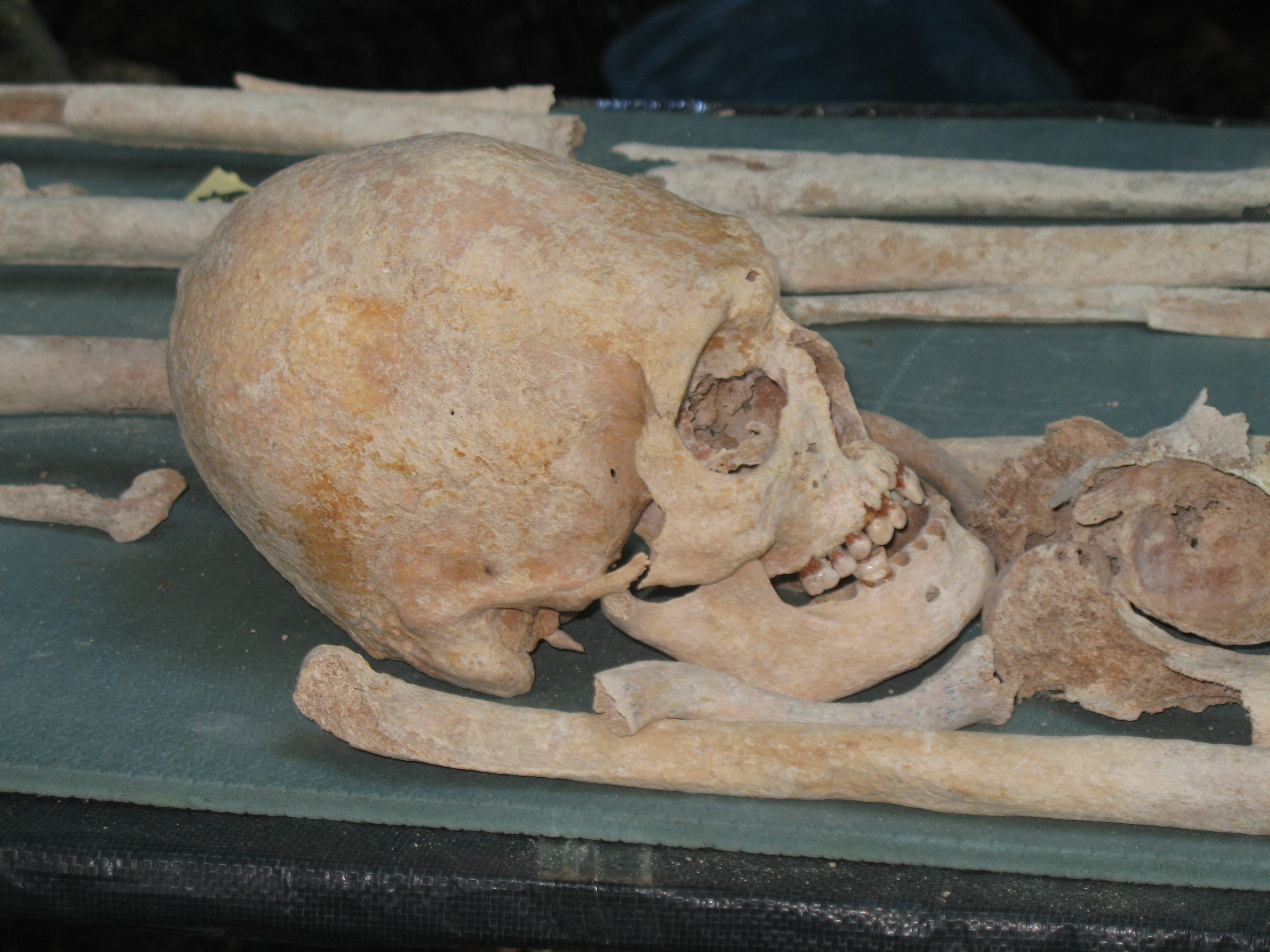
Череп зі слідами штучної деформації із поховання аланів на схилах печерного міста Мангуп-Кале

Найдавніші археологічні знахідки датуються епохою середнього палеоліту (близько 100 тис. років тому) і виявлені у печерах Кіїк-Коба та інших. Вони є найдавнішою пам'яткою неандертальського поселення на території України.

### Перші державні утворення кочовиків

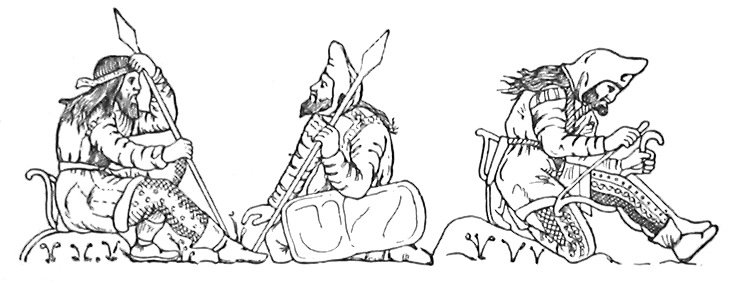
Скіфські воїни зображені на кубку з електрума, знайденому в кургані Куль-Оба поблизу Керчі

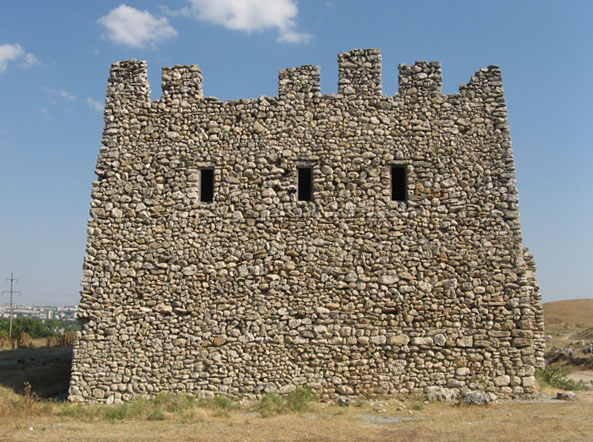
Відновлений Мавзолей царя Скілура в Неаполі Скіфському на території сучасного Сімферополя

Першим відомим за назвою населенням Криму були кімерійці (XII століття до н. е.), згадувані в античних джерелах Ассирії. Це були скотарські племена іранського походження. Їхнє перебування в Криму підтверджується стародавніми і середньовічними істориками, а також топонімами східної частини Криму: Кімерійські переправи, Кімерік. У середині VII століття до н. е. частина кімерійців була витіснена скіфами зі степової смуги в передгір'я і гори Криму, де вони утворили компактні поселення.
В 1 тисячолітті до н. е. у передгірному і гірському Криму, а також на південному узбережжі, мешкали таври. Від таврів походить стародавня назва гірської і прибережної частини Криму: Таврика, Таврія, Таврида. До 21 століття збереглися і були досліджені залишки укріплених сховищ і житлових споруд таврів, їхні кромлехи (кільцеподібні огорожі з вертикально поставлених каменів) і таврські гробниці — кам'яні скрині.
Новий етап історії Таврики почався з захоплення Криму скіфами. Цей період характеризувався якісними змінами у складі населення. Дані археології свідчать, що після цього основою населення північно-західного Криму були народності, що прийшли з Придніпров'я. До кінця III століття до н. е. держава скіфів значно зменшилася під натиском сарматів. Скіфи змушено перенесли столицю на річку Салгир (поблизу сучасного Сімферополя), де виник Неаполь Скіфський, або грецькою Неаполіс.
Скіфська держава в Криму існувала до другої половини III століття н. е. і була знищена готами, які з'явилися тут (за переказами, зі Скандинавії) приблизно на початку III століття.

### Грецькі колонії у Криму

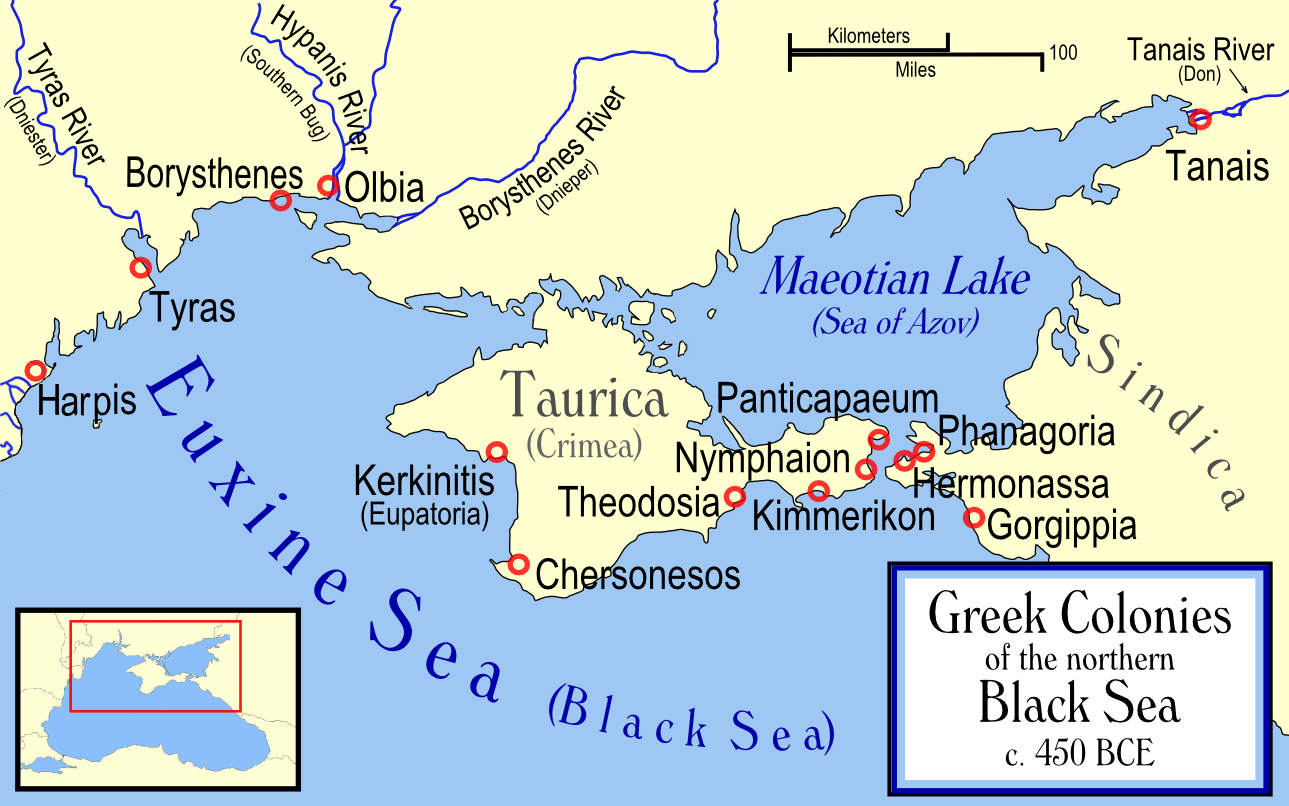
Грецькі колонії у Криму

Детальніші відомості з цієї теми ви можете знайти в статті Боспорська держава.
Детальніші відомості з цієї теми ви можете знайти в статті Давньогрецькі міста Північного Причорномор'я.
У 6 ст. до н. е. грецькі колоністи засновують на території Криму поселення Пантікапей, Керкінітида, Феодосія та кілька інших. Херсонес з'явився століттям пізніше. Але саме йому та Пантікапею судилося стати великими центрами греків в Криму.
Згодом до Демократичної рабовласницької республіки Херсонес Таврійський увійшли землі західного Криму Керкінітіда (Євпаторія), Калос-Лімен (Чорноморське). Херсонес, розташований в межах нинішнього Севастополя, ховався за могутніми кам'яними стінами. Він був заснований на місці таврського поселення греками з Гераклеї Понтійської.

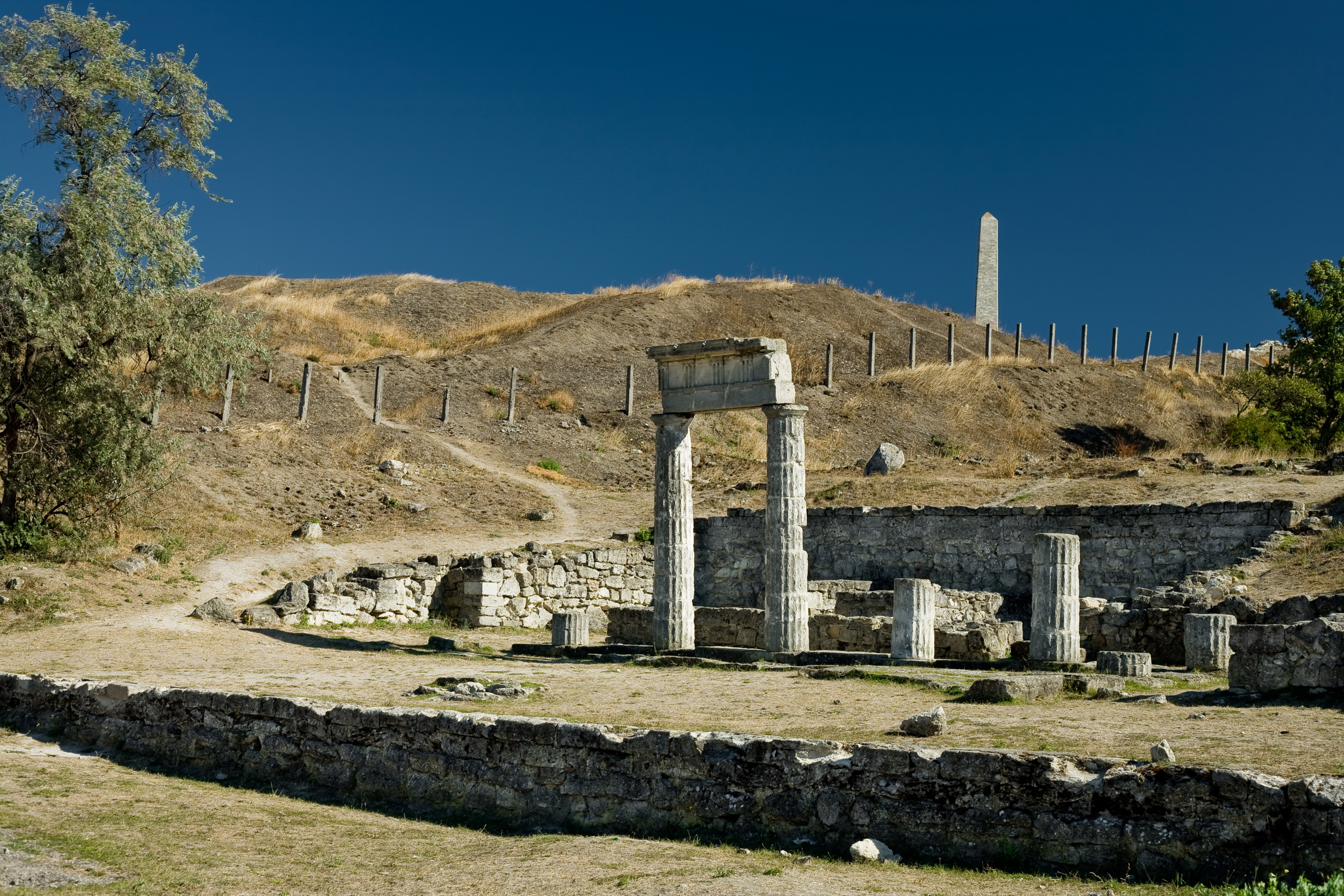
Руїни Пантікапея, гора Мітридат, Керч

У східному Криму виникла Боспорська держава, столицею якої став Пантікапей («шлях риби») (сучасна Керч). Акрополь цього міста знаходився на горі Мітрідат, а поруч археологи розкопали кургани елек-Чесменській і Царський. Усередині цих курганів були виявлені кам'яні склепи — унікальні пам'ятники боспорської архітектури.
Грецькі колоністи привезли на береги Кімерії-Таврики своє мистецтво будування кораблів, вирощування винограду, оливкові дерева й інші культури, споруджували чудові храми, театри, стадіони. У Криму виникли сотні грецьких поселень — полісів. Античні греки створили великі історико-літературні твори про Крим. Евріпід на кримському матеріалі написав драму «Іфігенія в Тавриді». Греки, що жили в Херсонесі Таврійському і в Боспорі Кімерійському, знали «Іліаду» і «Одіссею», в яких Кімерія безпідставно характеризувалася як «сумна область, покрита вічно вологим туманом і млою хмар». Геродот у V столітті до н. е. розповів про релігійні вірування скіфів, про таврів.

### Римська доба
Детальніші відомості з цієї теми ви можете знайти в статті Римська доба в Криму.

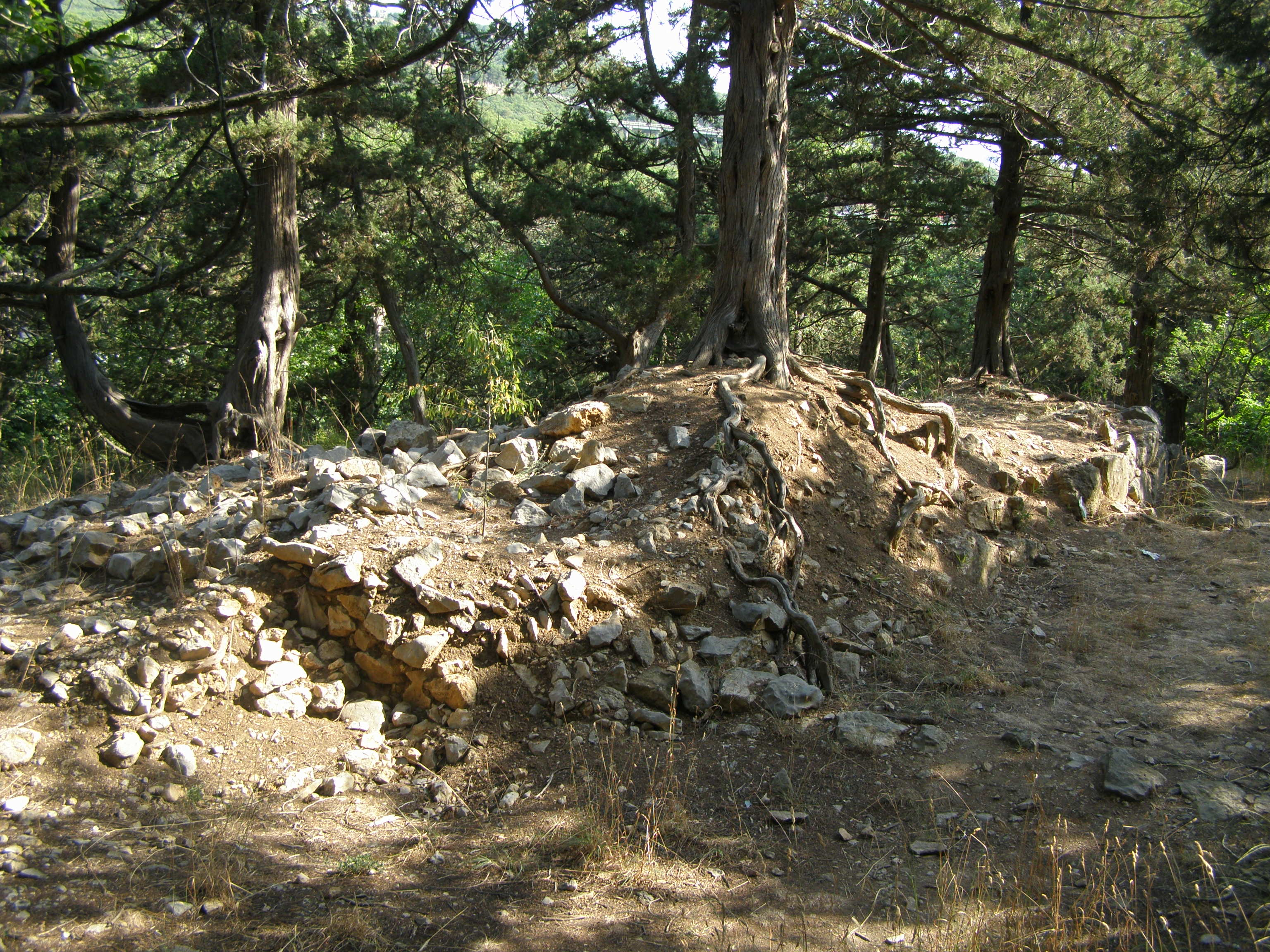
Залишки римського військового табору Харакс

Для захисту від набігів скіфів наприкінці II століття до н. е. Боспорське царство та Херсонес Таврійський стають частиною Понтійського царства. Боспорським царем став Мітрідат VI Євпатор. Він провів кілька війн (Мітрідатові війни) для захисту своїх земель від Римської республіки. В останній, третій Мітрідатовій війні, він зазнав поразки, через що у 63 році до н. е. покінчив життя самогубством у Пантікапеї. Після цього Боспорське царство на правах васала стало залежним від Риму. При цьому держава зберігала власну автономію та свого правителя.
У I—II століттях Боспор переживав період свого другого розквіту.
У 60-х роках н. е. імператор Нерон намагався скасувати автономію Боспору, проте через його смерть у 68 році цей план не був втілений у життя.
За царя Савромата II наприкінці II століття Боспорське царство вдало протистояло навалам скіфів та сарматів. До держави було приєднано материкову частину історико-географічного регіону Таврія. Проте у 250 році Крим атакували готи. В 341—342 роках вони здійснили ще один набіг, внаслідок якого цар Рескупорід VI був повалений. Готський вождь Германаріх поставив правити державою підконтрольного йому Рескупорода VIII.
У часи римського панування Крим пережив економічне піднесення. Крім того, після нього залишилося багато архітектурних пам'яток: перебудований на арену для гладіаторських боїв херсонеський амфітеатр, водопровід неподалік Херсонеса, залишки військового табору Харакс, храм Юпітера Доліхена в Балаклаві, Календська тропа (залишки дороги римської конструкції). В цей час у Криму з'являються перші християни. Зокрема, сюди був засланий та тут помер 4-й Папа Римський Климент I.

## Початок та розквіт Середньовіччя (III—XIII століття)

### Велике переселення народів
Велике переселення народів зачепило Крим, адже основним шляхом народів був великий степ від Монголії до Карпат, частиною якого було північне Причорномор'я. В середині III ст. тут з'являються готи, які, ймовірно, були вихідцями з Скандинавії. Вони витіснили скіфів та на деякий час зруйнували Боспорську державу. Наприкінці IV ст. готів з степів витіснили гуни. Але готське населення оселилось у південно-західній частині гірського Криму на багато століть вперед (їх країна відома під назвою Дорі). Кримські готи стали найкращими землеробами півострова та мали добрі стосунки з Візантією. Серед них успішною була проповідь християнства, наприкінці IV ст. Іван Золотоустий надає готам свого єпископа та засновує Готську єпархію.
Наприкінці IV ст. готів потіснили гуни. Це була перша поява в Криму народу з Далекого Сходу Азії, який мав монголоїдні риси. Їхня поява в Європі стала одним з вирішальних ударів, що привели до занепаду Західної Римської імперії. Найвищої могутності держава гунів отримала під час правління Атіли. Однак після його смерті в 453 році держава гунів занепадає. Частина їх племен знаходить притулок у степовому Криму. Гуни існували в кримських степах до кінця VI ст., коли вони були приєднані до Західного тюркського каганату.

### Візантія в Криму. Середньовічний Херсонес

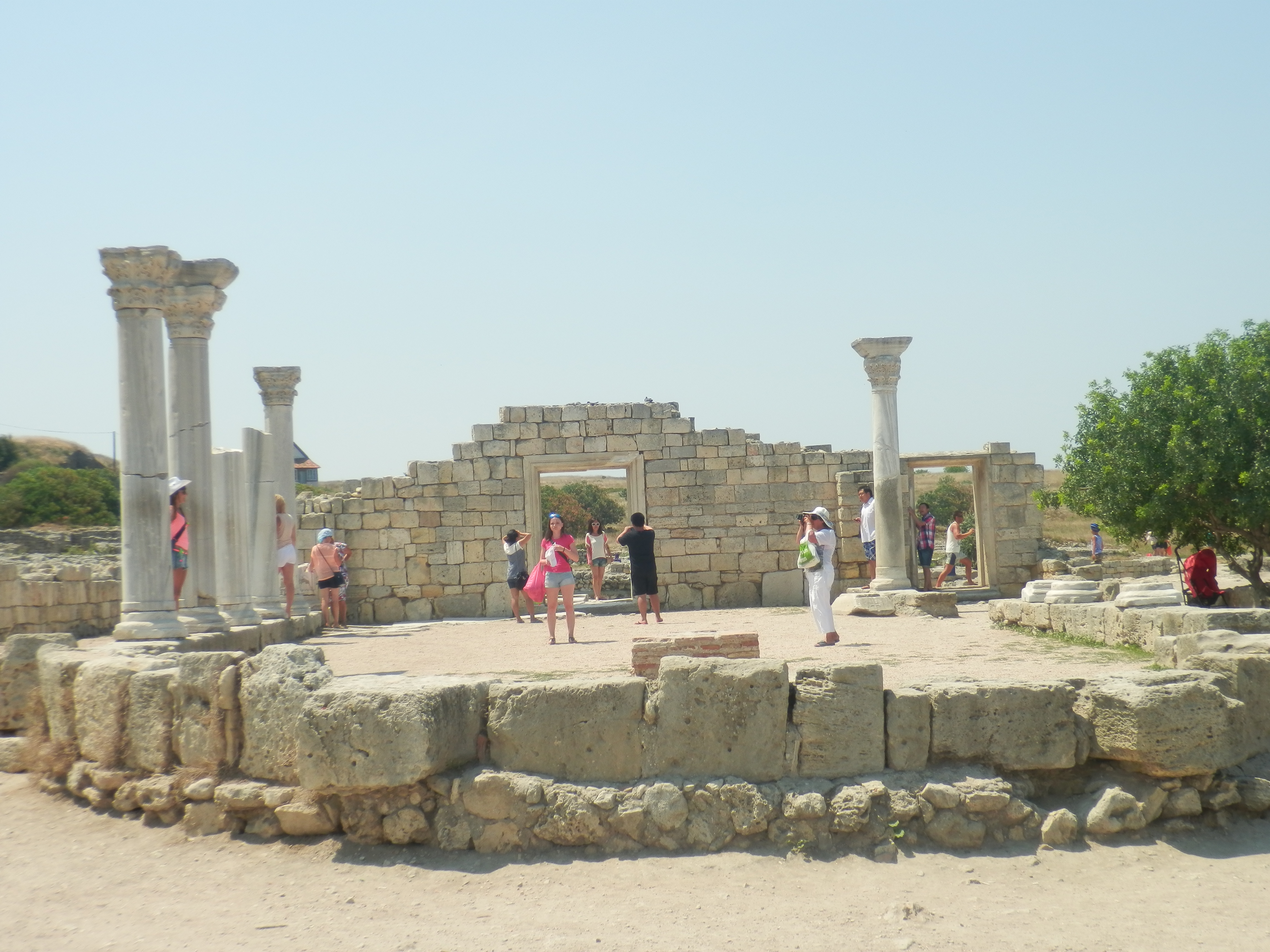
Середньовічна базиліка, Херсонес. Зображена на купюрі «Одна гривня»

Поява готів та гунів звузила території грецького світу в Криму тільки до Херсонеса. Боспорська держава припинила існувати після знищення гунами. Хоча в тяжкий час для імперії, на початку III ст. (готська навала до Риму) та на початку IV ст. (навала гунів), римський гарнізон залишав і Херсонес.
Коли в VI столітті гуни втрачають силу, Рим-Візантія відновлює контроль над Боспором. Особливо роль Риму в світі посилюється під час правління імператора Юстиніана (527—565 рр.), який мріяв про возз'єднання західної та східної частини Римської імперії (і на короткий час йому вдалось це зробити). За його правління на морському узбережжі та у внутрішніх горах Криму будують лінію укріплень, що повинна була захистити південний Крим від можливого натиску нових кочовиків. На морі будуються фортеці Алустон, Гурзувіти (Гурзуф), фортеця в Боспорі. Також нові захисні стіни будують у головному форпості Візантії — Херсоні (так стали називати Херсонес в середньовіччі). В 6-му столітті будуються фортеці у «печерних містах» південно-західного внутрішнього Криму: Мангуп, Ескі-Кермен, Кирк-Ор, та менші за розміром Тепе-Кермен, Бакла, Сюйрень.
Вторгнення війська тюркютів наприкінці VI ст. знову звужує зону впливу Візантії тільки навколо Херсону. Вони осадили місто в 581, але не змогли взяти.
У IX столітті закінчується влада хозар в Криму, Константинополь знову розширює свою владу на весь південний берег півострова до Керчі.
Варто відмітити, що Візантія не тільки потерпала від нашестя кочовиків, але і вміла з ними домовлятися. Звичайно це означало виплату дані, але в момент дії миру війська кочовиків могли захищати кордони візантійських територій від інших нападників. Також Візантія співпрацювала з кочовиками у торгівлі (адже всі сухопутні шляхи контролювали кочовики, а морські шляхи контролювала Візантія). Війська язичників часто брали участь у внутрішніх міжусобних конфліктах імперії (як, наприклад, руський князь Володимир допомагав Василію ІІ у боротьбі з Вардою Фокою).
Форпостом Візантії стає Херсон. Це було єдине місто з перевагою грецького населення (на південному березі півострова жили алани та готи, які теж прийняли християнство та грецьку культуру). Населення міста в цей період складає від трьох до восьми тисяч осіб. Саме цьому періоду належить більшість руїн Херсонеса, що залишились в наш час — адже місто активно будувалось. Вулиці були або вимощені бруківкою, або посипані щебенем чи керамічним боєм, тому вони були чисті та не потерпали від бруду.
В Римській імперії Херсон вважався далекою провінцією на кордоні з варварами. Сюди відправляли на заслання неугодних осіб (серед тих, хто був тут в засланні, були римський папа Мартін та імператор Юстиніан II).

### Християнство в Криму

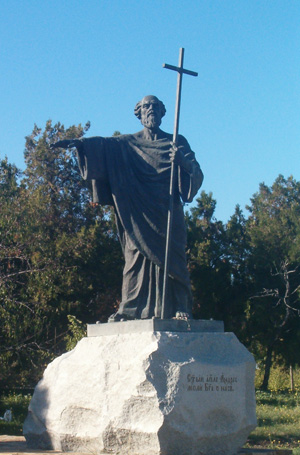
Пам'ятник апостолу Андрію в Херсонесі

Перші християни з'явились в Криму в найраніший час християнства. Дорогою через Крим пройшов апостол Андрій, у Херсонес був засланий папа римський Климент. Єпархія в Криму з'явилася ще до визнання християнства в Римській імперії на початку IV ст. Проте широкого поширення християнство отримало після визнання головною релігією імперії. В візантійських містах будують храми, а за підтримки імператорської влади місія йде до варварів.
В Криму найбільш успішної християнська місія була серед готів, які сприймають християнство. Відомо, що 381 року на Константинопольському соборі брав участь ґотський єпископ Ульфіля. У 8 ст. з'являється самостійна Ґотська митрополія, яка проіснує до кінця 17 ст., коли буде об'єднана в Ґотську і Кафську митрополію.
Вважається, що під час іконоборства багато прихильників іконошанування переховувались в Криму у печерних монастирях. Деякі історики вважають, що роль захисту іконошанування серед кримських християн перебільшена. Але принаймні в житії Стефана Нового рекомендується монахам ховатися від іконоборства на околицях імперії, в тому числі він згадує Крим як безпечне для противників іконоборства місце.
У 6-8 століттях виникають печерні монастирі Качі-Кальон, Шулдан, інкерманський монастир та бахчисарайський монастир.

### Нові кочовики

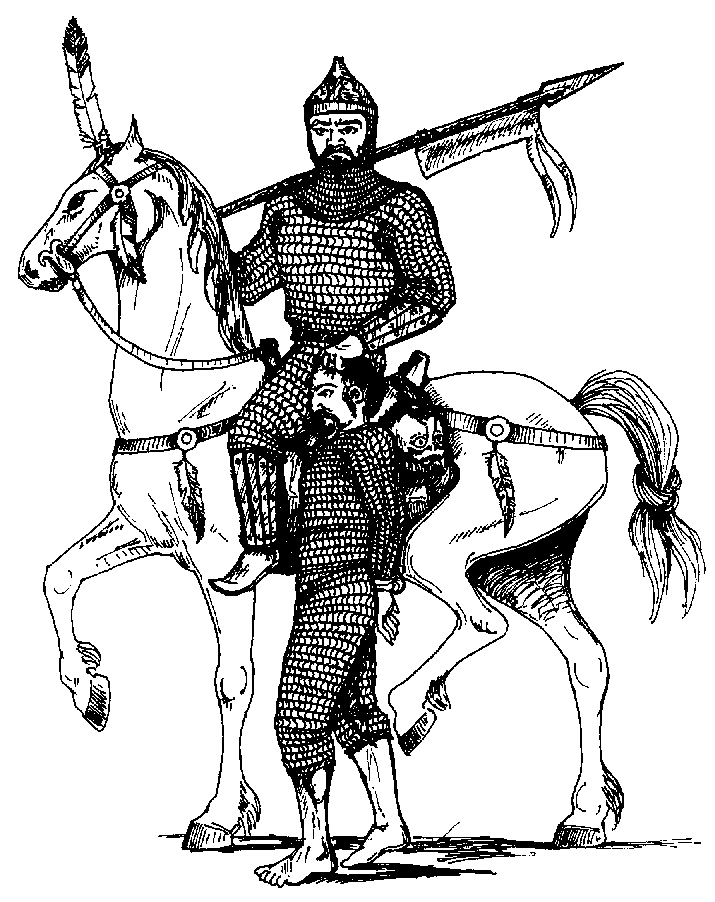
Хозарський воїн з полоненим. Реконструкція Нормана Фінкельштейна.

У другій половині VII ст. в Криму з'являються хозари. Вони оволоділи майже всім півостровом, крім Херсона. Їх фортецею стає Боспор. Хозари надовго закріпились тут. Вони дали основу кримському народу караїмів. У 10 столітті Хозарський каганат приходить в занепад після поразки від руських військ.
У 9 столітті в Крим ненадовго заходять угорці, але їм не вдалося тут закріпитись. В цьому ж столітті на півострові з'являються печеніги.
Новим сильним кочовим народом стали половці, або кипчаки, які завоювали Крим у XI ст. Вони підкорили собі Крим на два століття, поки в Криму не з'явились монголи. Те, що II століття на півострові не з'являлись нові володарі надало цьому періоду певної стабільності. Половці стали головним народом, з якого в майбутньому сформувались кримські татари.

### Русь та Крим
За даними радянських археологів, найдавніші слов'янські могильники в Криму можуть датуватися IV ст. Проте відомо, що радянські вчені видавали могильники за обрядом трупоспалення за безумовно слов'янські, хоча трупоспалення було відомо не тільки предкам слов'ян, але в тому числі і древнім тюркам, і римлянам — етносу, що з'явився в Криму в I столітті н. е., що на відміну від «слов'янського заселення» підтверджено серійними джерелами.
Залишилася легенда про похід руського князя Бравлина до Корсуня, який записаний в жітії Стефана Сурожського. Але неможливо встановити, наскільки ця легенда достовірна.
За даними житія Костянтина, Кирило (Костянтин) Філософ перед від'їздом з місіонерською метою в Хозарський каганат перебував у 860—861 роках у грецькому Херсонесі, у якому «знайшов же тут Євангеліє і Псалтир, написані руськими письменами, і людину знайшов, яка розмовляла тією мовою».
У IX ст. укріплюється руська держава, розширюються її кордони, виникають торгові та військові стосунки між Руссю та Херсоном. Найвідомішим є Корсунський похід Володимира Святославича в 988 (цей рік вказаний в «Повісті минулих літ». За іншими версіями це мав бути 989 рік). Княжа армія змогла взяти Херсон. Князь Володимир одружується на сестрі імператора Анні, а його військо (а згодом і вся Русь) приймає християнство. Після цієї події зв'язок між Руссю та Херсоном ще більш поглиблюється, оскільки багато священників, книг та церковних предметів йдуть на Русь саме з Херсона.
В 12-13 століттях руські купці активно продавали свої товари через торговий порт Сурож (так вони називали сучасний Судак).
Як повідомляв Ібн аль-Асір, після битви над Калкою 1224 року, у якій русько-половецьке військо було розбите військом Субедея та Джебе, руські купці та багатії, що проживали в Херсонесі, втекли до Малої Азії. За Ібн абд-ез-Захвером, у 1260-х роках жителями міста Крим були руси, кипчаки та алани. У XIV столітті за міськими мурами Кафи діяла православна (руська) церква, згадувана в статуті Кафи 1316 року.

## Пізнє середньовіччя (13-16 століття)

### Італійські торгові колонії в Криму

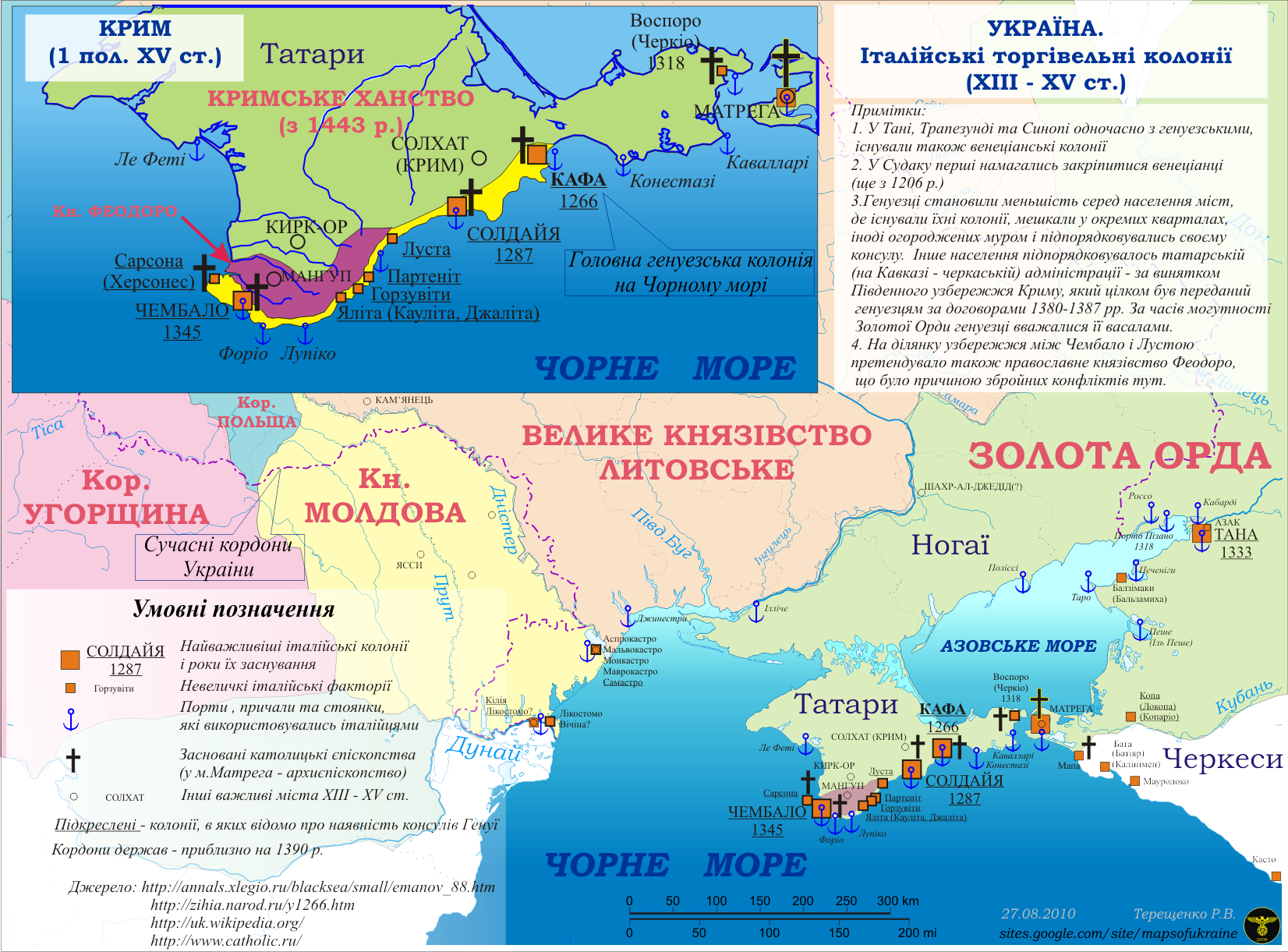
Крим і прилеглі землі у другій половині 14 — першій половині 15 століть

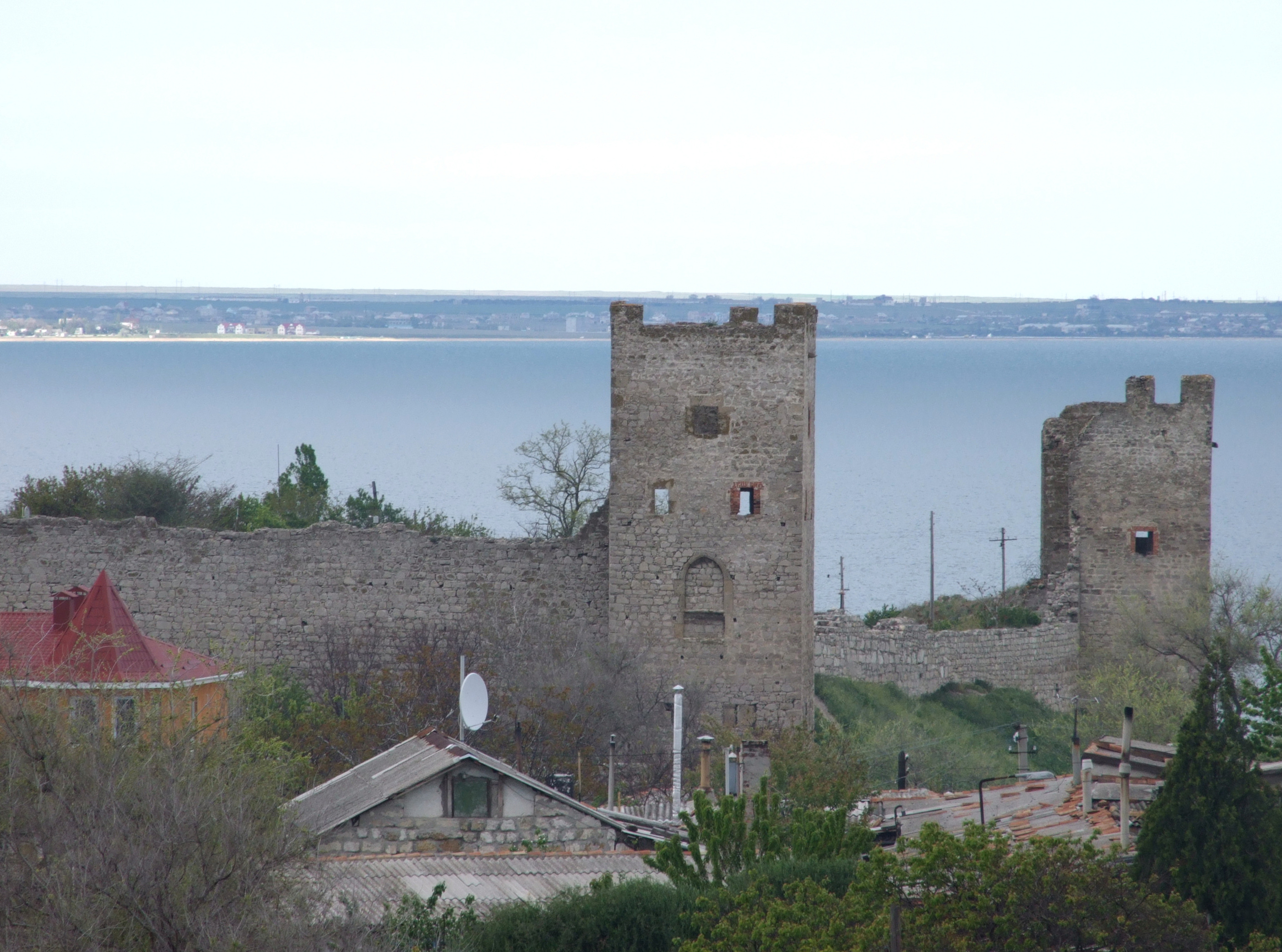
Залишки генуезької фортеці в Феодосії

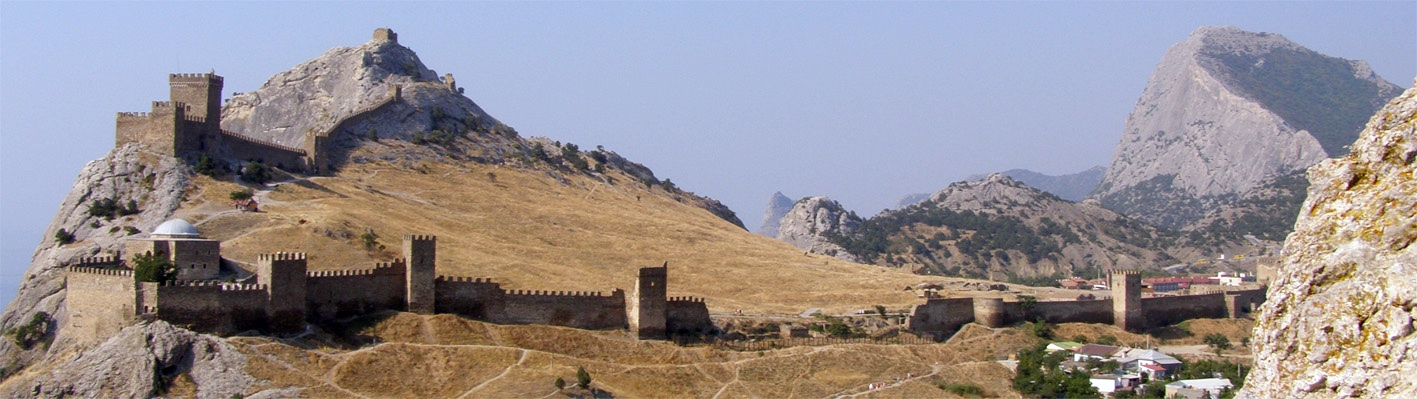
Генуезька фортеця, Судак

В XI столітті Генуя та Венеція стають європейськими морськими лідерами та засновують свої факторії уздовж берегу Середземного моря.
В 1204 у ході хрестового походу хрестоносці, яких підтримували венеційці, захопили та пограбували Константинополь. Після цього венеційці поширюють географію своїх торгових маршрутів у Чорне море. Солдая стала їх базою в Криму. Але протриматися на півострові венеційцям судилося небагато більше століття. В 1365 генуезці відбирають в них Солдаю.
Генуезці укладають союз з Нікейською імперією, яка очолила рух за відновлення Візантії. В 1261 хрестоносці вигнані з Константинополя, Міхаїл Палеолог відновлює імперію. Генуезцям, як його союзникам, імператор гарантував монопольне право на торгівлю в Чорному морі. Генуезцям доволі швидко вдається встановити перевагу над венеційцями в Чорному морі.
У 13-14 століттях генуезці поширюють свій вплив на південне узбережжя Криму. Першим та згодом головним містом генуезців стає Кафа, де вони оселились з 1266. У 1318 генуезці засновують базу в Воспоро (Керч), у 40-х роках 14 ст. — Чембало (Балакалава), а у 1365 відвойовують у Венеції Солдаю (Судак). Також їм належало кілька сіл в цій зоні. Володіння генуезців в Криму отримали назву «Генуезька Газарія».
У 13 столітті у головних опірних пунктах в Криму будуються фортеці: Кафа, Чембало, Солдая, Луста (Алустон). Найбільша з них була в Кафі, однак до нашого часу краще всіх збереглася Судацька фортеця — тому саме вона є найвідомішою середньовічною фортецею Криму.
Кафа у 14-15 століттях стає дуже великим містом для того часу. У 15 столітті її населення становило 70 тисяч осіб, що можна було порівняти з населенням Константинополя. Населення Кафи (як і інших міст генуезців) складалось переважно не з італійців, а з вірмен та греків.
Генуезці продавали зерно, сіль, шкіри, хутра, віск, мед, ліс, рибу, ікру з причорноморських районів, сукна — з Італії і Німеччини, олію і вино — з Греції, прянощі, коштовні камені, мускус — з країн Азії, слонову кістку — з Африки і багато інших товарів. Велике місце займала торгівля полоненими (слов'янами, черкесами, аланами), купленими у кримськотатарських ханів і османських султанів.

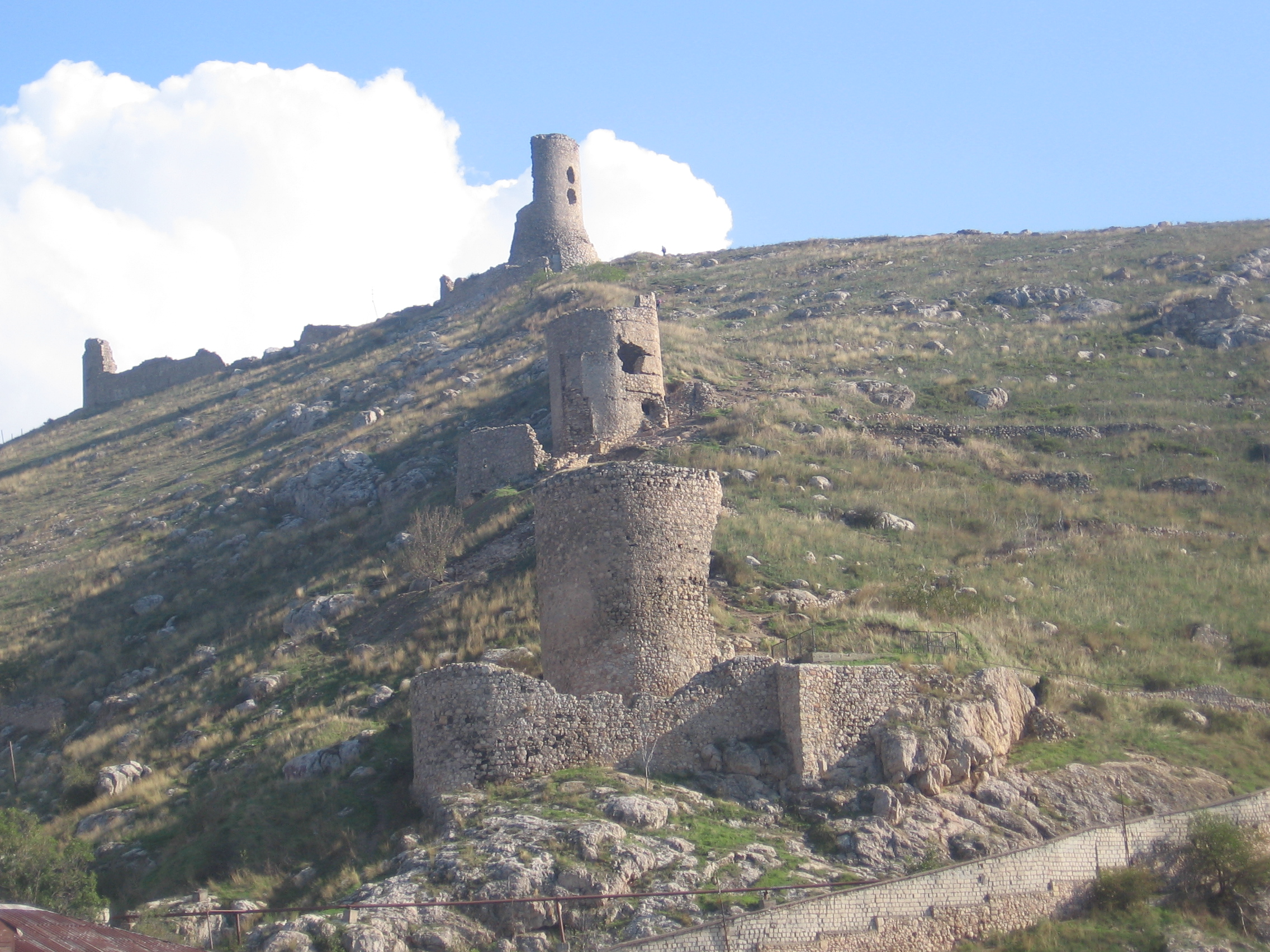
Залишки фортеці Чембало

Генуезці не завжди мали гарні стосунки з татарами. Не раз татари нападали та грабували їх міста. У 1382 татари підписують з Генуєю договір, яким Генуї надано право володіння південним берегом півострова. Звісно, в суперечках з татарами генуезці часто досягали миру, сплачуючи їм гроші.
В 15 столітті починається конфлікт Генуї та князівства Феодоро, яке також прагнуло взяти під контроль морську торгівлю. У 1323 та у 1333-34 між ними відбулися війни. У 1333 війська Феодоро, скориставшись смутою в поселенні Чембало, захопили його. Але генуезці скоро привезли військову допомогу на кораблях, відбили Чембало та спалили порт феодоритів Авліту та фортецю Каламіту, а потім через Кафу зрушили на Солхат, щоби покарати хана Хаджі-Герая, який підтримав феодоритів. Однак військо генуезців було розбито під Солхатом.
У 1475 війська Османської імперії захопили всі землі генуезців в Криму. Кафа тримала оборону лише 5 днів. За однією версією, ворота османам відкрили місцеві жителі, які належали до православ'я та нелояльно ставились до італійського панування. За іншою версією, генуезці не схотіли оборонятися, коли зрозуміли, що сили османів набагато їх переважують. Однак Солдайя прийняла бій, останні її захисники були спалені в її стінах.

### Князівство Феодоро

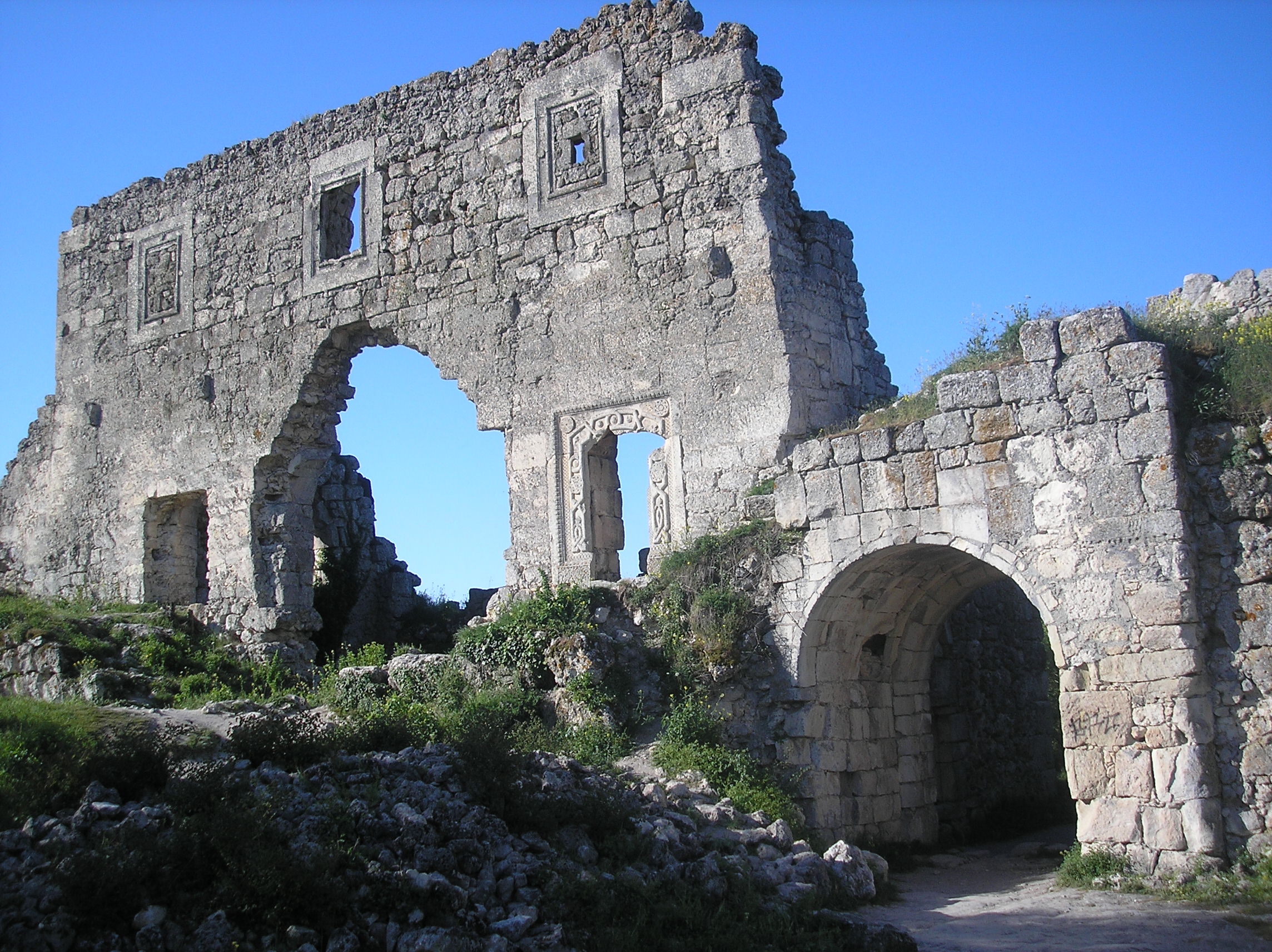
Стіна цитаделі Мангупа

Кримські готи здавна поселились у південно-західній частині Кримських гір. Точна дата створення ними держави Феодоро невідома, але це у другій половині 13 століття. Столицею цієї держави був Мангуп. Її територія простягалась від Інкерману до фортеці Фуна (с.Лучисте, біля Алушти). На півдні воно обмежувалось володіннями генуезців та не охоплювало південний берег. На півночі кордон приблизно йшов по річці Бельбек.
Населення Феодоро сповідувало православ'я. Офіційною мовою була грецька, але у побуті зустрічались Кримськоготська мова та, ймовірно, кипчацькі мови. Ще до заснування держави цей край славився найкращим землеробством на півострові. Цей регіон найкраще був забезпечений прісною водою та мав багато родючих гірських долин.
З заснуванням держави Феодоро розквітає торгівля. Феодоріти не змогли добути порти у генуезців, але на початку 15 століття вони будують фортецю Каламіта у початку Севастопольскої бухти, а трохи пізніше тут з'являється порт Авліта. Фактично феодоріти перейняли на себе вплив Херсонесу, який після спалення ногайцями в 1299 році втратив своє значення. Порт Авліта був головним конкурентом генуезьких портів в 15 столітті. У 1433 генуезці у помсту за напад феодоритів на Чембало зруйнували Каламіту, але потім її відновили.
Князівство Феодоро припинило існування в 1475, коли його захопили османи. Мангуп тримав облогу 5 місяців, з травня до жовтня 1475 року.

### Занепад Херсонесу
13 століття принесло багато змін, що погано позначились на житті міста. У 1204 в ході хрестового походу захоплений та пограбований Константинополь, Візантійська імперія перестала існувати на 60 років. Поряд з тим в Криму з'являються нові морські торговці — візантійці, генуезці, пізніше — феодоріти. Менше товарів йде через Херсонес, а торгівля мала величезне значення в його житті, оскільки місто не мало достатньо земель для власного сільського господарства та було змушено навіть хліб купувати у інших.
У 1299 Херсонес спалили війська хана Ногая. В 1363 місто захопили війська литовського князя Ольгерда, а в 1397 — Вітовта. Остаточний удар, після якого місто вже не відновилось, завдав ординський темник Єдигей у 1399.

### Золота Орда. Заснування Кримського ханства

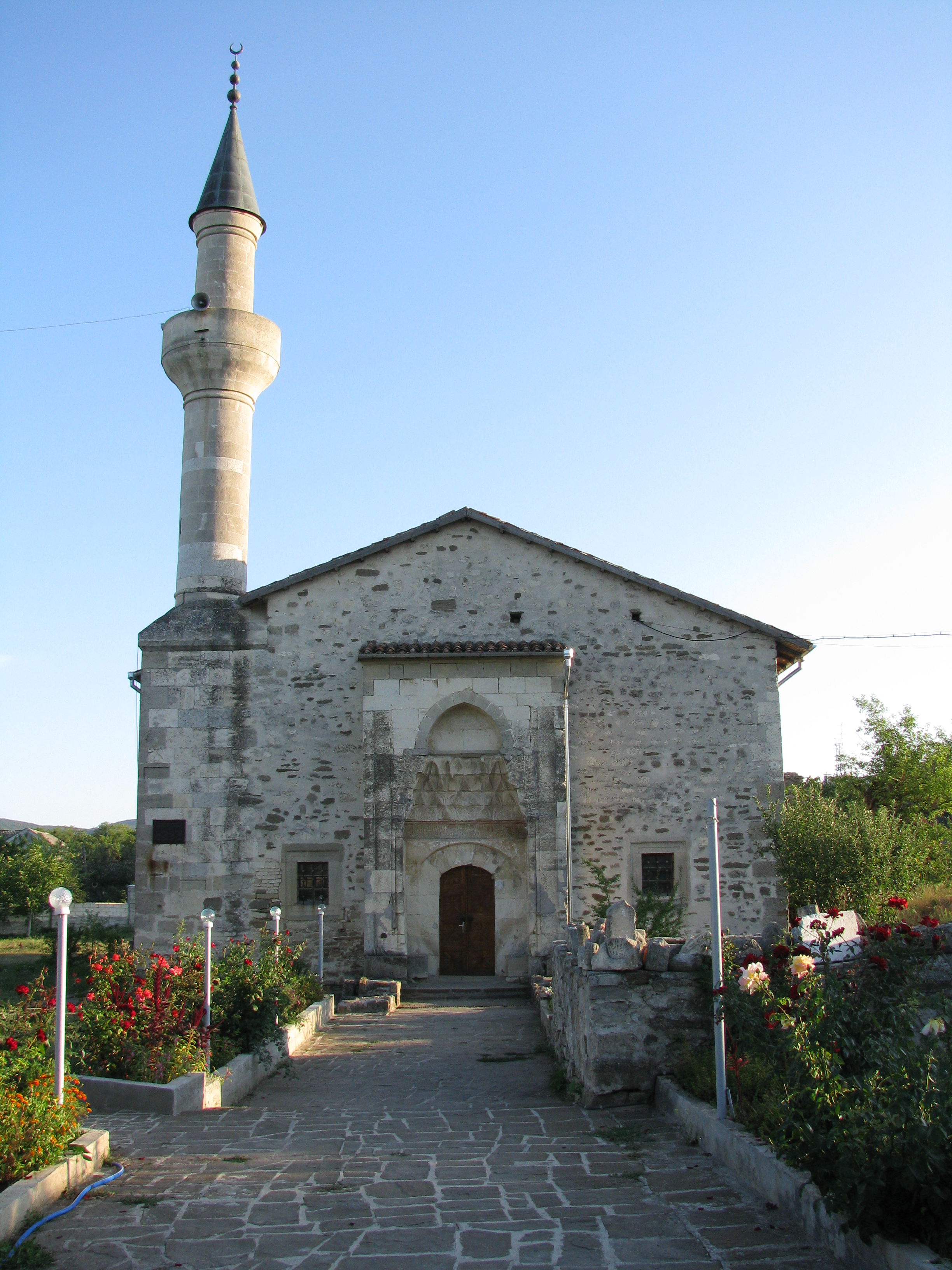
Мечеть, побудована за часів панування Золотої Орди

Перша поява монгольського війська в Криму зафіксована в 1223, коли армія Чингісхана захопила Сугдею. Однак тоді монголи незабаром покинули півострів, і лише в 30-ті роки 13 ст. появились знову та підпорядкували Крим собі. Крим став улусом Золотої орди, центром кримського юрта стало місто Солхат або Крим (сучасний Старий Крим. Саме це місто дало назву всьому півострову).
При цьому склад населення Криму зберігся незмінним, але воно повинно було платити данину хану. Неодноразово ханські війська проводили спустошливі набіги в Крим. Так, війська ногайської орди вторгалися в Крим в 1278 та в 1299, у ході останнього набігу був зруйнований Херсонес, Кафа, Судак та Кирк-Ор.
Під час правління хана Узбека Золота Орда приймає іслам сунітського толку.
У другій половині 14 сторіччя у Золотої Орді починається тенденція до роздрібненості, постійно виникають смути. У цих обставинах фактично посилюється незалежність кримського улуса. В 15 столітті кримські хани знаходять підтримку у боротьбі проти Золотої Орди у Литовському князівстві, яке було зацікавлене в послабленні Орди. З 14 сторіччя в Литві оселилася група татар, як полонених, добровільних переселенців, так і переселенців з панства, які ховались в Литві від міжусобних війн. В литовській еміграції народився і майбутній засновник Кримського ханства Хаджі Герай. У 1427—1428 він зробив першу спробу отримати владу над Кримом, але зазнав невдачу. У 1431 він за підтримки Литви збирає нове військо, якому вдалося закріпитись в Криму.
Воювати приходилось не тільки з численними розрізненими супротивниками всередині Золотої Орди, але і з генуезькими військами, яким було невигідно встановлення в Криму незалежної міцної держави. В 1433 Герай підтримав князя Феодоро у захоплені фортеці Чембало, але генуезці згодом спорядили армію та вибили феодоритів з Чембало та знищили у помсту Каламіту. Після цього війська спрямували на Солхат, щоби покарати Герая, але у битві генуезькі війська були розбиті. Але в 1434 Хаджі Герай все ж змушений був залишити Крим, не зумівши протистояти вторгненню військ Улу-Мухаммеда.
Наступний етап боротьби Герая за владу пройшов у 1441—1445 роках. В результаті Хаджі Герай домігся перемоги та став правителем Криму. Точний рік заснування незалежного Кримського ханства встановити складно, але частіше їм вважається 1449.
Після отримання незалежності від Золотої Орди, Кримське ханство знов змінює зовнішньополітичний курс, який стає промосковським. Тоді у Москви та Криму був спільний ворог — Велика Орда, у боротьбі з якою Москва знайшла союзника в Криму. Хаджі Герай, який вважав себе спадкоємцем ханів Золотої Орди, дарує московському князю ярлик із золотою печаттю з правом володіння землями.
Всередині Криму після отримання незалежності кримські татари підтримують дружбу з князівством Феодоро. За часів Хаджі Герая стосунки з генуезцями були поганими. В 1454 кримські татари навіть вмовили османів привезти свою ескадру до Кафи, але тоді генуезці змогли відкупитися. Його наступник Менґлі I Ґерай підписав з генуезцями союзницький договір та навіть захищав Кафу від османів в 1475, за що 3 роки провів у османському полоні.
Столицею ханства за Хаджі Герая став Кирк Ор, укріплене місто неподалік сучасного Бахчисарая, яке зараз більше відомо під назвою Чуфут-Кале.
В цей період розпочинається становлення кримськотатарського етносу. Хоча історичну державну основу йому надали монголи, проте вони через меншу численність розчинились у місцевому населенні. Основою кримськотатарського народу стали не монголи, а половці (кипчаки). І лише північні ногайські татари частково зберегли монголоїдні риси.

## Кримське ханство— васал Османської імперії. Османське панування в Криму

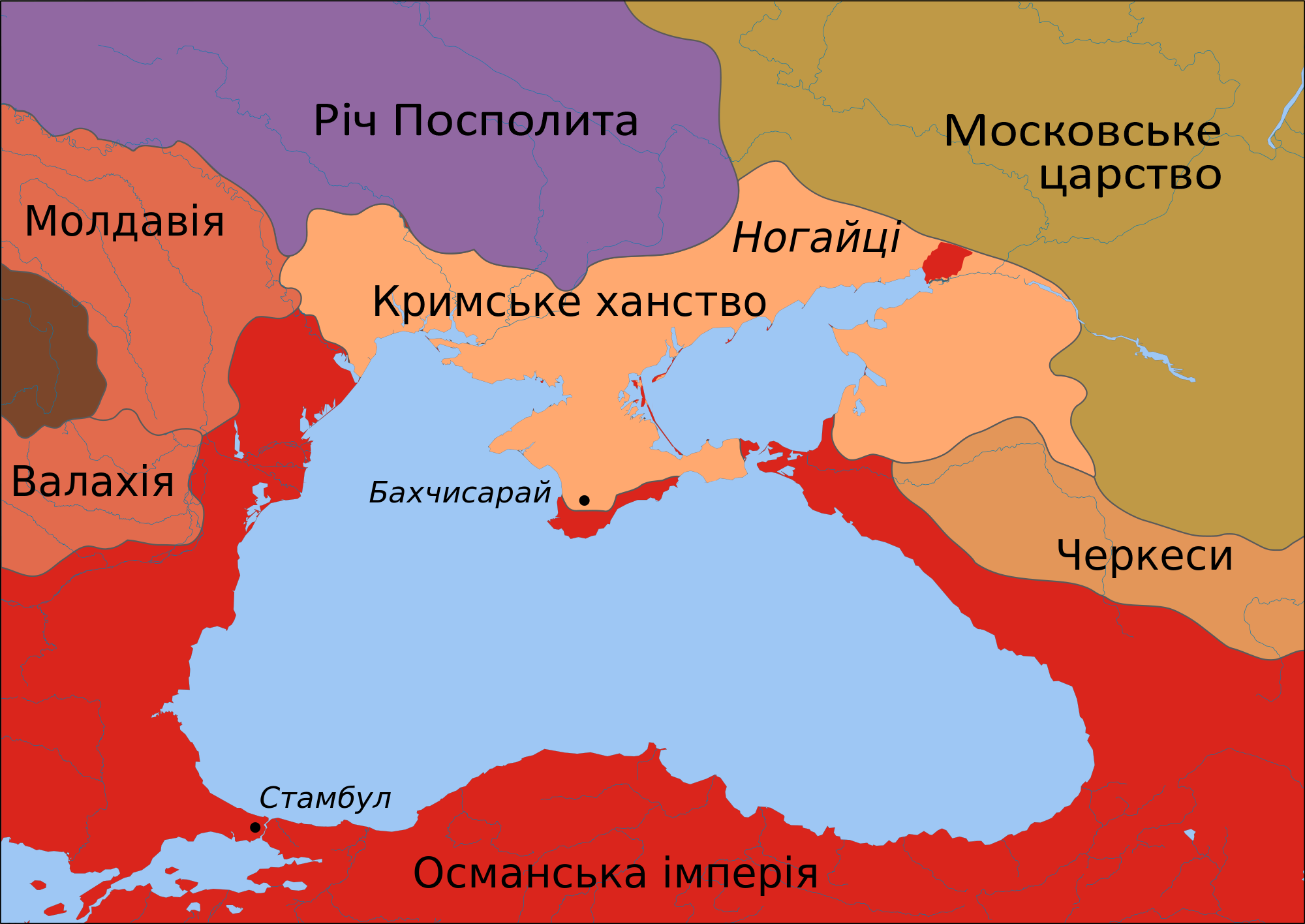
Крим під час османського панування

В 1475 війська Османської імперії почали наступ на Кримське узбережжя. Основний удар був направлений проти генуезців та Мангупа. Війська Менглі Герая прийшли на допомогу генуезцям в Кафу, але проти нього склали заколот кримськотатарські беї. Хан був арештований і доставлений в Стамбул. Там він підписав васальську угоду з Османською імперією. Згідно з нею «друг падишаха був другом хана, а ворог падишаха — ворогом хана». Перші три роки кримським ханом османи призначили Джанібека. В планах османів було підкорити всі землі Великої Орди. Але пізніше султан відмовився від первісних планів та повернув Менглі Герая на престол. За умовою договору султан повинен був призначати кримських ханів тільки з роду Гераїв, нащадків Чингісхана. Султани не зраджували цьому договору, але на всі триста років існування васалітету Криму хани сильно залежали від Стамбула та змінювались за волею султана дуже вільно. За цей період змінилося 44 (за іншим підрахунком 48) ханів.
У цей період всі внутрішні території Криму увійшли під контроль Кримського ханства. влада його простиралася і за його межами у північне Причорномор'я та в сторону Кубані. Південний берег Криму від Балаклави до Кафи не входив в Кримське ханство та підкорявся безпосередньо Османській імперії. Також османські укріплення були в Гезльові, на Арабатській косі, Перекопі та в Керчі. Найбільшим містом Криму залишається Кафа, яка за свідченнями істориків в певний період не поступалася за численністю Стамбулу. Столицею ханства спочатку був Крик Ор, потім — Салачик, а з 1532 вона перенесена трохи далі в нове місто Бахчисарай. Велике значення мало і місто Гезльов (сучасна Євпаторія), яке було єдиним портом ханства.

### Внутрішний устрій ханства

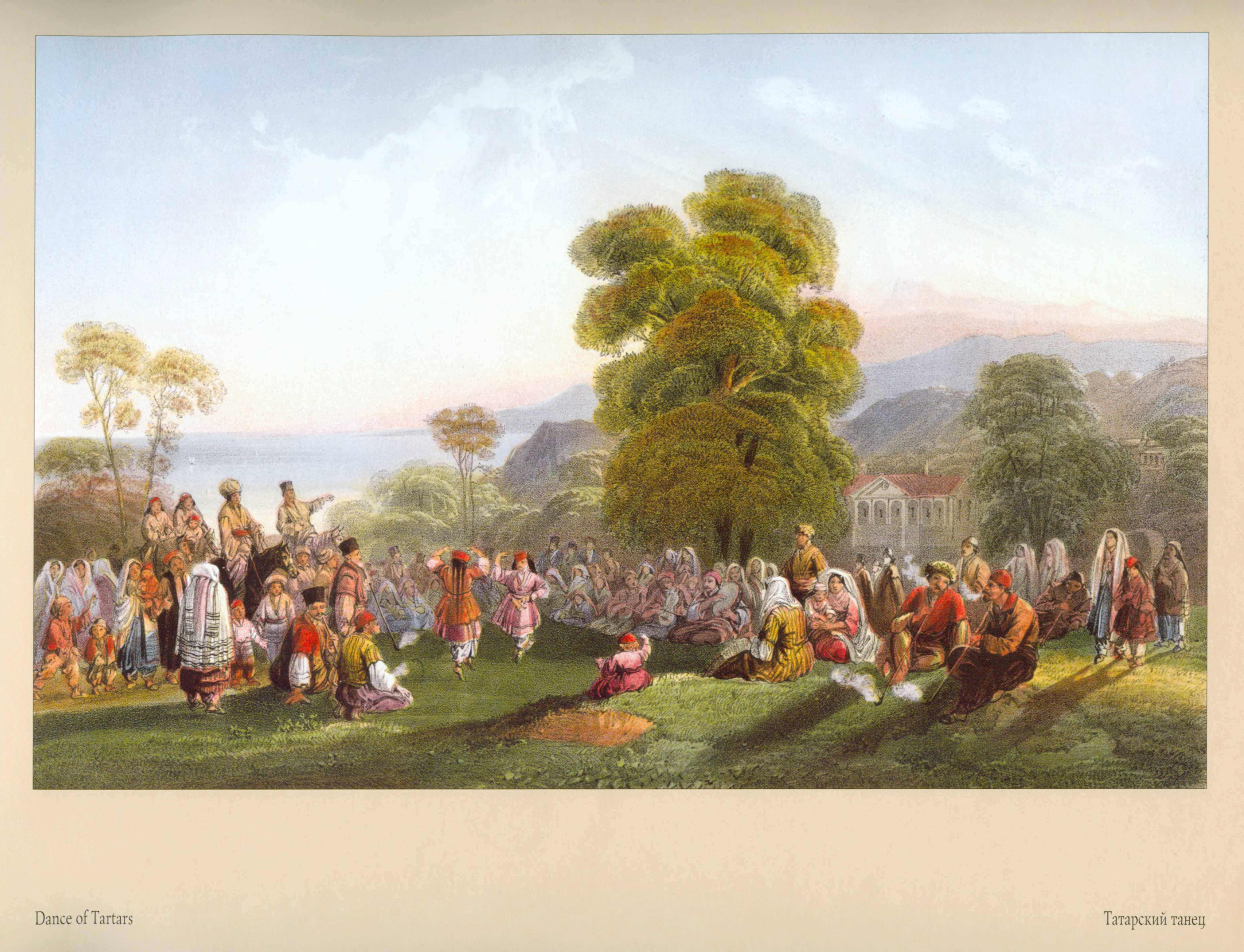
Карло Боссолі. Кримськотатарський танець

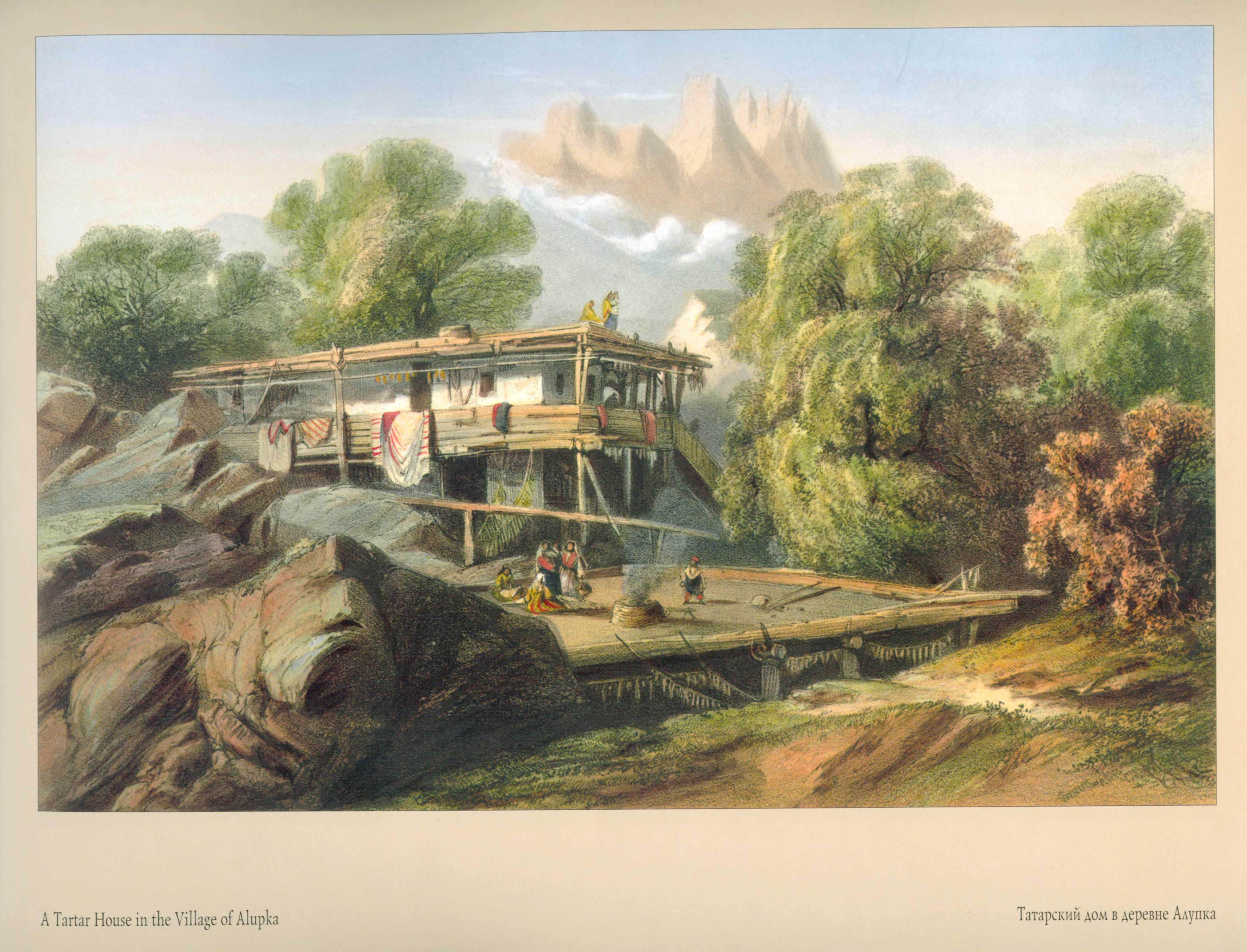
Традиційний кримськотатарський будинок, у якого другий поверх ширше першого. Картина Карло Боссолі

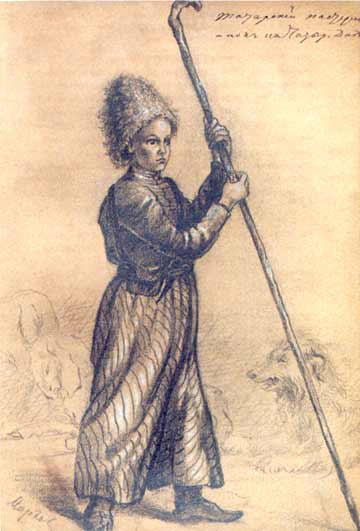
Кримськотатарський хлопчик пастух

Ханство було феодальною державою, в якої не було жорсткої централізації. Найбільшими феодалами після хана були беї. Головними бейськими родами були Ширини (їх землі були навколо Карасубазару), Мансур (ногайські степи), Барин, Аргин, Кипчак. Род Ширинів був історично другим за впливом після ханського роду Гераїв, та саме Ширини часто очолювали антиханські заколоти. Беї володіли своїми землями, збирали з них податки та повинні були виставити на прохання хана військо.
Меншими феодалами були мурзи.
Окрім класичної феодальної залежності, в Криму зв'язок феодала та підлеглого йому народу підсилювалося родовим поділом суспільства.

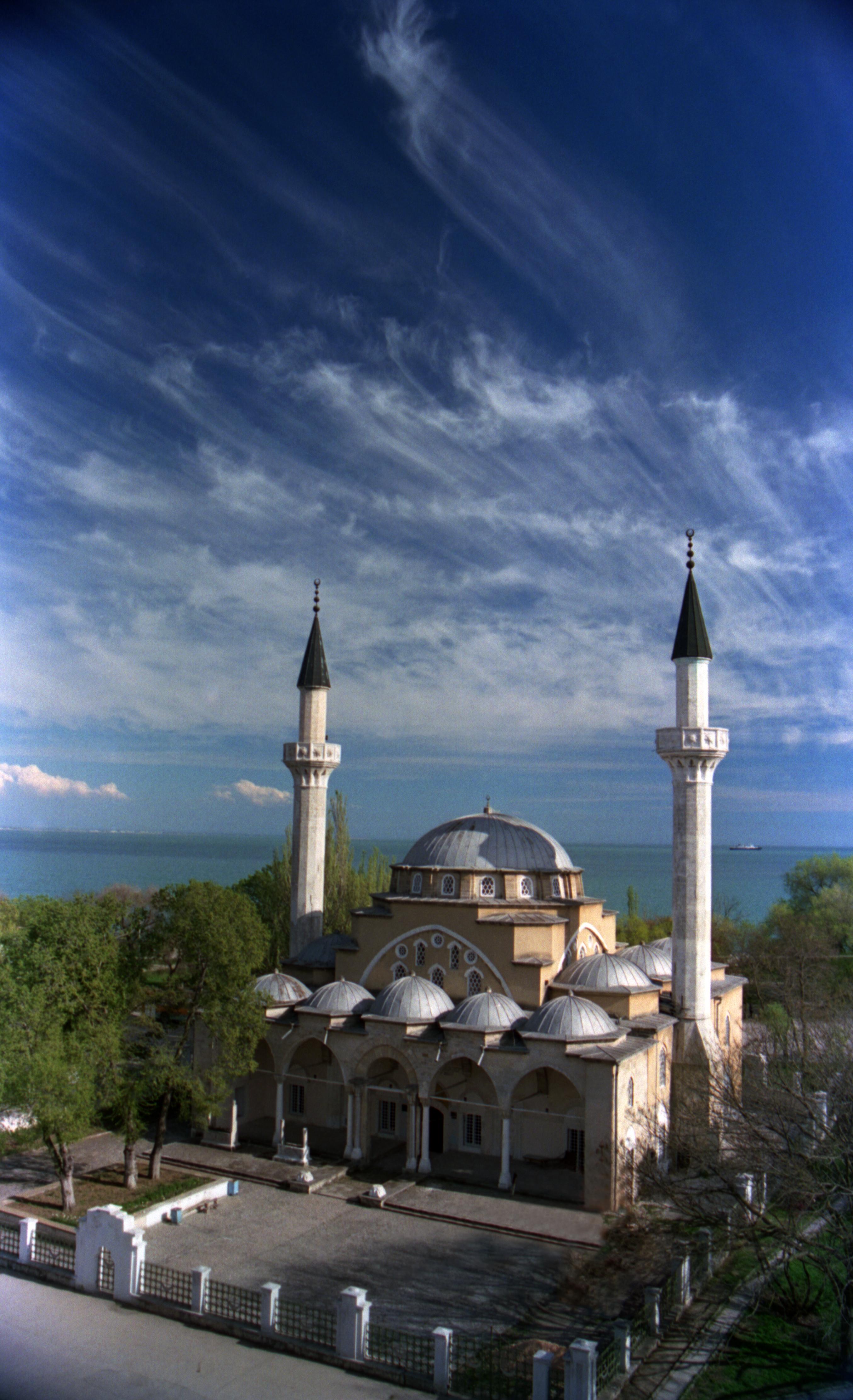
Мечеть Джума-Джамі, 1564, Євпаторія

Регулярного війська не було, але майже кожний чоловік з дитинства навчався військовій справі. Під час потреби беї збирали свій народ до походів. Кримськотатарське військо було швидке та мобільне. Ефективне у 15 столітті, воно мало змінилося до 18 століття. Тож у останні сторіччя кримське військо сильно поступалося в силі регулярним військам європейських держав, в яких в цей час розвивається абсолютизм та централізація. До того ж у кримських татар не було гарних гармат, тому вони рідко штурмували укріплені міста.
Більшість населення займалося сільським господарством. Кримське ханство успадкувало регіон з розвиненими сільськогосподарськими традиціями. Тут вирощували пшеницю, ячмінь, фрукти та овочі, виноград, льон. З кримського меду готували східні солодощі. Головним об'єктом скотарства було вівчарство. На південному березі та в передгір'ї кримські татари швидко перейшли до осілого способу життя. В степу ще довго зберігалось кочівництво. Навіть вирощування пшениці тут було кочовим: після того, як земля збіднювалася, її залишали та переходили до іншої землі.
Головним промисловим виробництвом був видобуток солі. Сіль з Криму продавали всюди: і на Русь, в Річ Посполиту, в Османську імперію. Ремісництво було гарно розвинене, але мало середньовічну форму. Сольові видобутки були володінням хана. Славилися кримські кинджали та ножі. В Криму виробляли навіть вогнепальні карабіни.
Велику долю в економіці Криму мала работоргівля. Ринки рабів були в Кафі, Карасубазарі та Гезльові. Рабів брали в полон у прикордонних землях, тобто переважно з руських земель.
Основним експортом, крім рабів, була пшениця, сіль, худоба, шкіра. Ввозили в Крим свинець, папір, курильні трубки, інвентар для побуту та сільського господарства. Після того, як османи прогнали генуезців, вони встановили свою монополію на торгівлю.
Кримські міста цілком відповідали рівню східної архітектури. Запрошувались архітектори з Османської імперії та Персії. До нас дійшли з тієї епохи мечеть Джума-Джамі, ансамбль Ханського палацу.
Літературною мовою була османська. Початкова освіта була поширеною, але закладів вищої освіти в Криму не було.

### Зовнішня політика
Зовнішня політика після 1475 в цілому підпорядковувалась Османської імперії. Спочатку Кримське ханство було в союзі із Москвою та воювало з Литвою, бо Москва, як і Крим, боролася з Великою Ордою. Але з початком 16 століття, коли Московська Русь зміцнилася та стала представляти загрозу, а Велика Орда, навпаки, фактично припинила існування, Кримське ханство стало періодично воювати як з Литвою та Польщею, так і з Москвою. Винищувальні походи кримських татар на Русь траплялися дуже часто у 15 — першій половині 17 століть. За один похід кримські татари могли вивезти з собою до 100 тисяч полонених — ясир — яких потім продавали на ринках рабів. Однак з 17 століття походи кримців стали менш успішними через укріплення запорозької січі та створення укріплених поселень на Слобожанщині.
Крім воєнних здобутків, від Москви, Литви та Польщі Крим отримував данину.
(див. Українсько-кримськотатарські відносини)
При цьому слід відзначити, що Кримське ханство не було централізованою державою. Окремі беї мали своє військо ті інколи чинили походи самостійно, навіть проти волі хана та Османської імперії.

### Взаємовідносини з козацтвом

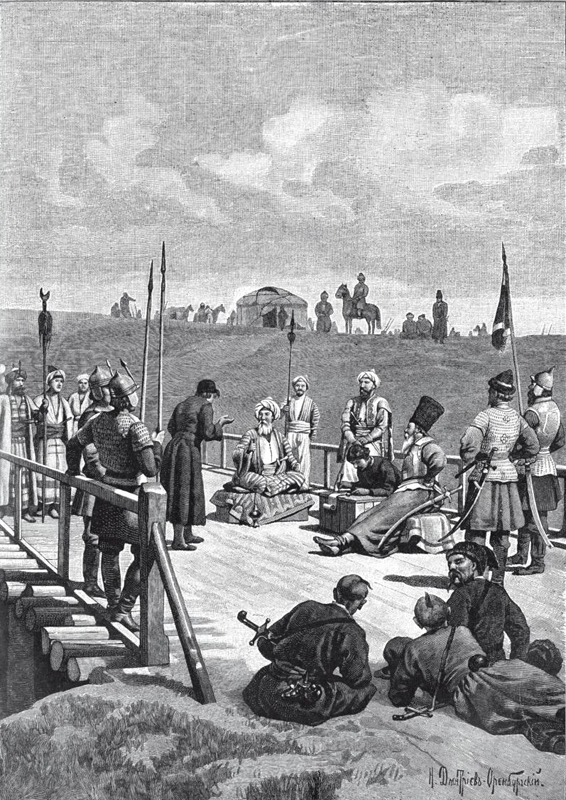
Перемовини з ханським послом про мир посеред степу. Картина

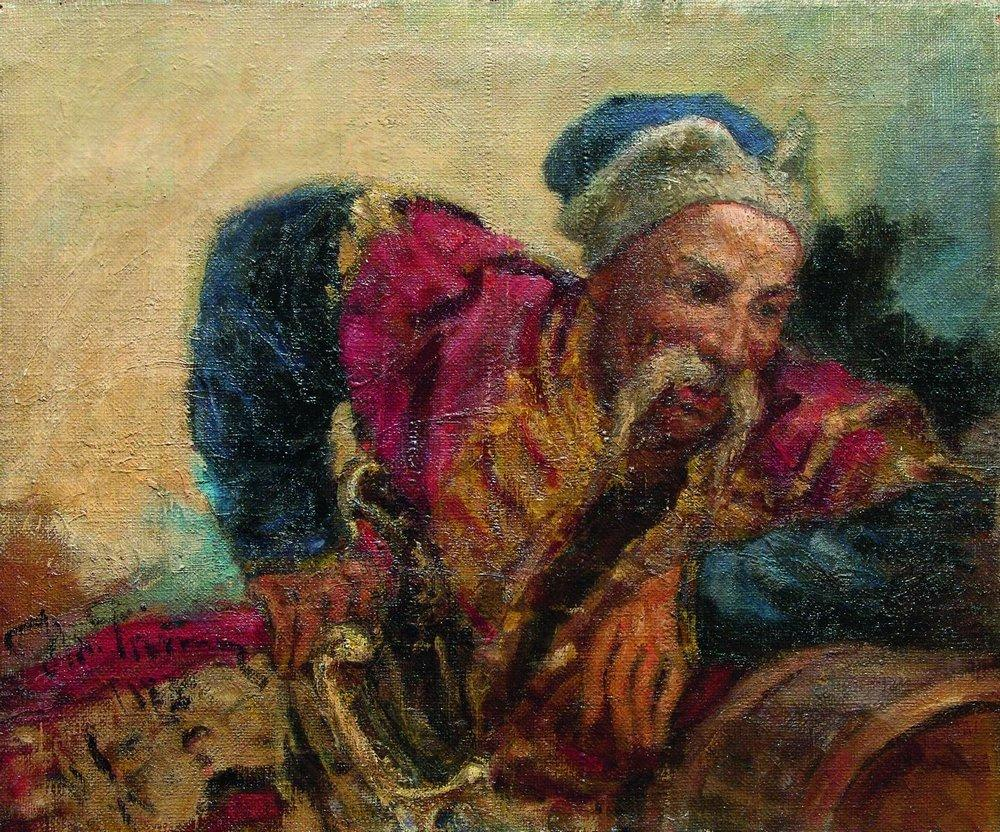
Отаман Іван Сірко, фрагмент картини Запорожці пишуть листа турецькому султану

В цілому козаки та кримські татари були ворожими групами. Не тільки кримці вторгалися на землі Русі, дуже часто і запорожці влаштовували набіги в Крим та спалювали кримські поселення, особливо після другої половини 17 сторіччя. Найбільш відомий підкорювач Криму серед запорожців — кошовий отаман Сірко, який не раз руйнував Перекопську фортецю.
У мирних стосунках козаки купували у кримських татар сіль з Сиваша, а кримці отримували у козаків гарантії ненападу на їх пастухів, які випасали худобу за межами півострова.
Іноді козаки та кримські татари йшли на військову співпрацю. Найбільш відомі приклади — союз гетьмана Хмельницького з ханом Ісламом Ґераєм та правобережного гетьмана Дорошенка з Селім Ґераєм. Однак, це не єдині приклади. Так, 1521 Мухамед Ґерай повстав проти османського султана Шах-Алі (ставленика Василя ІІІ) та покликав на допомогу козаків. Коли османські кораблі вирушили до Криму, козаки напали на Стамбул. Султан був вимушений відкликати флот із Криму. До того ж в Криму османське військо було розгромлено кримськими татарами, на боці яких виступив козацький полк. Рештки османської армії вимушені були залишити півострів. Після цієї перемоги Мухамед Ґерай в урочищі Карайтебен уклав договір з козацькою старшиною, за яким козаки зобов'язувалися допомагати кримським татарам, а кримські татари — козакам.
У ході повстання Хмельницького протягом 1648 року українсько-кримське військо здобуло перемоги над поляками в битвах під Жовтими Водами, Корсунем, Пилявцями. Союз українського гетьмана з кримським ханом був короткочасним. Порта не була зацікавлена у виникненні на сході Європи ще однієї християнської держави з виходом до Причорномор'я. Тому союз кримського хана з Гетьманщиною було розірвано, що призвело до трагедії під Берестечком.
Кримські татари допомагали козакам у Конотопскій битві, в ході якої їм вдалося розбити московське військо.

### Експансія Росії в Крим

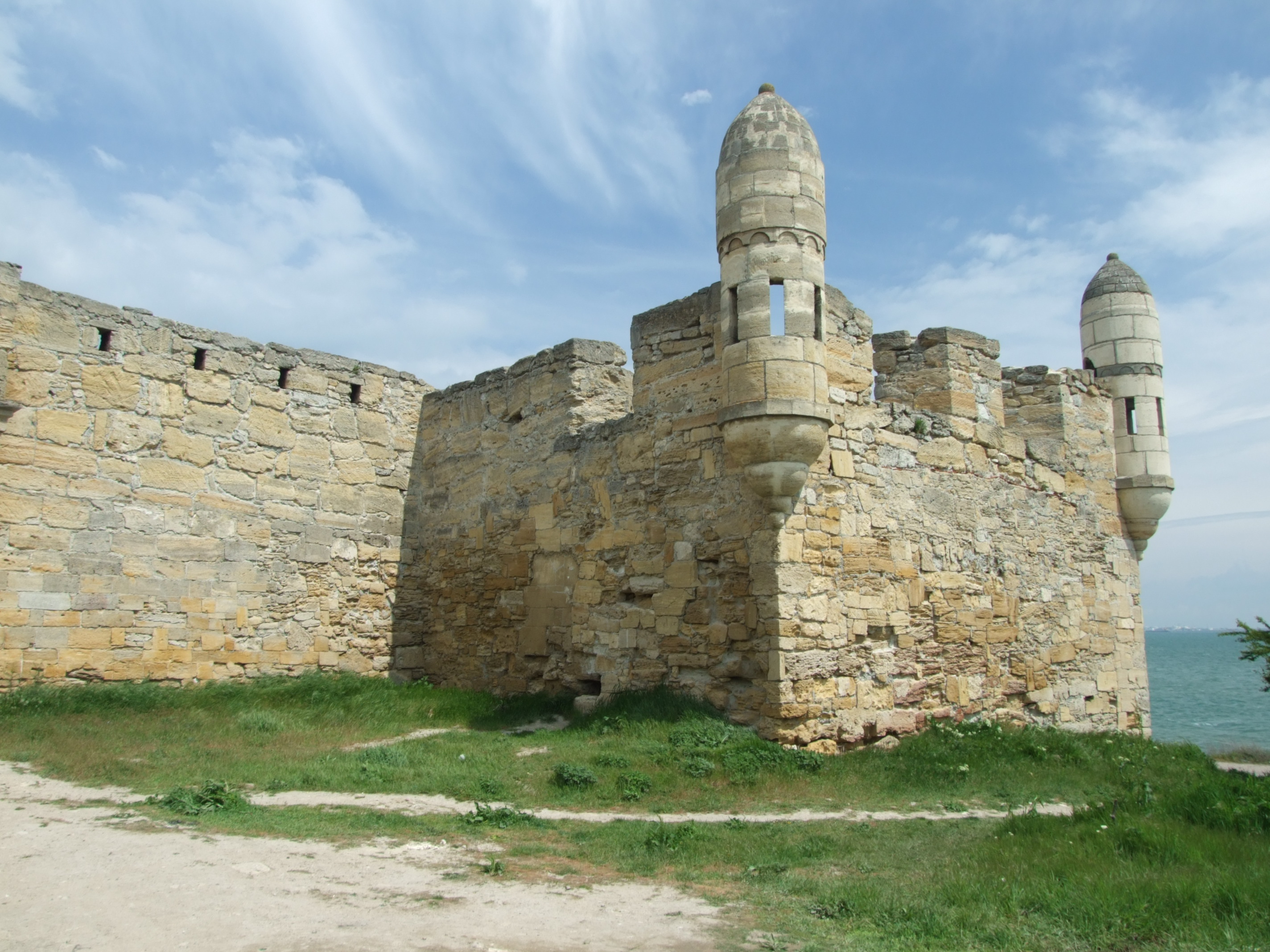
Фортеця Єні-Кале поблизу Керчі. Побудована у 1703 у розпалі російсько-турецьких війн

У 18 столітті Росія посилюється та перетворюється в імперію. Важливою метою стає вихід до Чорного моря. Вже у ході російсько-турецької війни 1686—1700 московські війська проникали в Крим.
У 1736 в ході війни 1735-1739 років російські війська знов перейшли Перекоп, дійшли вглиб півострова та спалили Бахчисарай. Кримські війська відійшли на південь у гори та не були повністю знищені. Вторгнення повторилося 1737, коли російські війська перемогли кримську армію під Карасубазаром та спалили це місто.
У всіх кримських походах у склад російських військ входили запорозькі козаки.
У наступній війні Російської та Османської імперії, що проходила в 1768—1774, в 1771 році російські війська зайняли Крим. Перед цим, в 1769, війська хана Крим-Гирея зробили останній в історії похід на запорізькі землі.
Зайнявши Крим, російські війська залишили невеликі гарнізони в його містах та відступили. Керч та Єні-Кале (а також Азов та Кінбурн за межами півострова) стали російськими базами. За умовами Кючук-Кайнарджійського мирного договору Кримське ханство припинило бути васалом Османської імперії та ставало незалежним. Керч, Єні-Калє, Кінбурн, Азов та Кабарда ставали російськими фортецями.
Звісно, існування російських військових загонів в Криму та російської бази в Керчі не давало підстав для повної незалежності Криму. За волею Росії ханом стає Шагін Ґерай. Його правління продовжувалось до 1783 року.

## Крим у складі Російської імперії

### Переселення християн з Криму у 1778

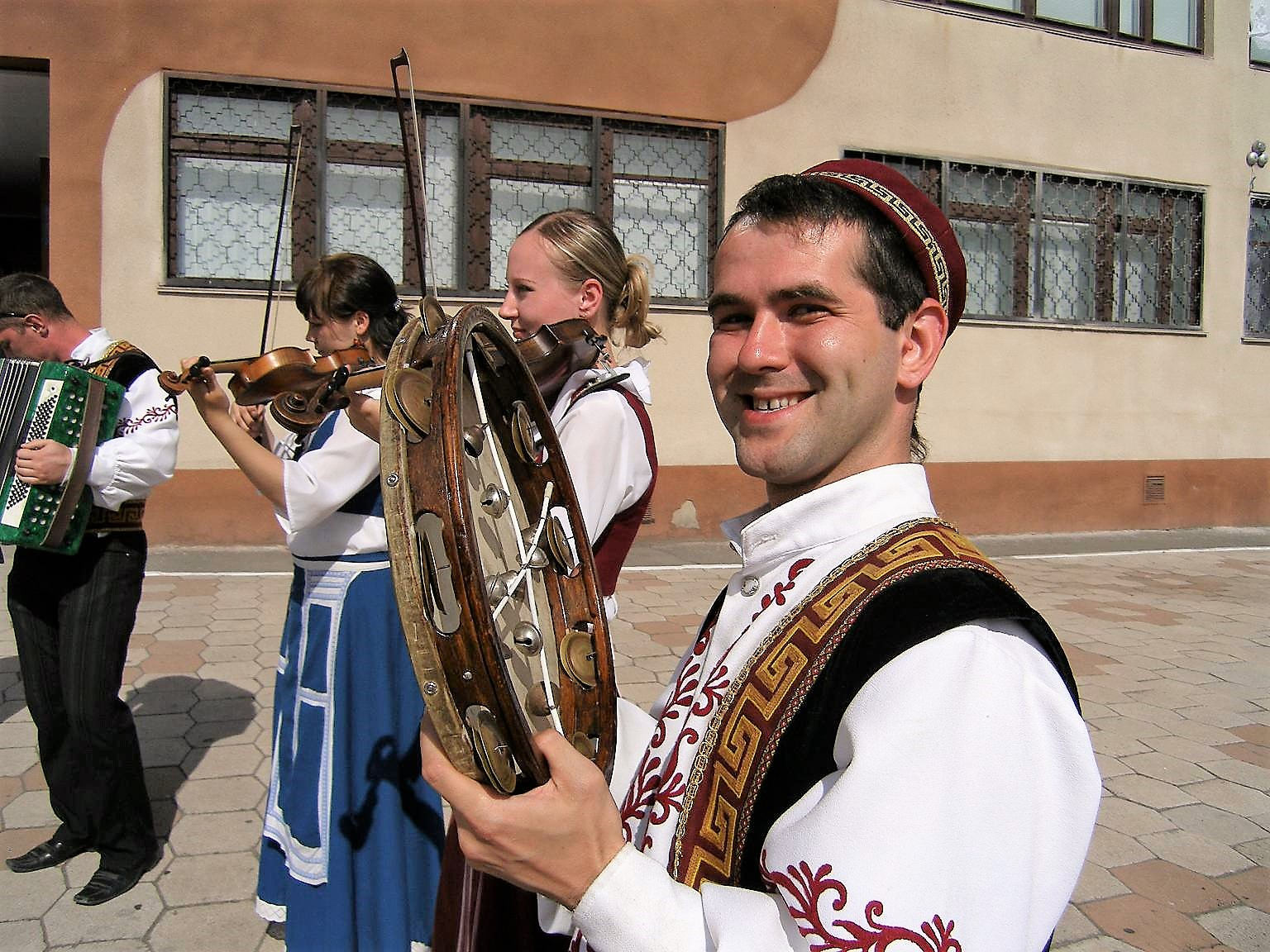
Греки Приазов'я у наш час

Після фактичного підпорядкування Криму до Російської імперії в 1771 році, але ще до офіційного входження півострова у склад Росії, імператриця Катерина ІІ вирішила, що місцевих християн (які складалися переважно з греків та вірменів) потрібно переселити на російські території (сам Крим до 1783 року ще офіційно не увійшов до Росії). Мотиви цього рішення викликають суперечки серед істориків: одні вважають, що імператриця бажала захистити християн від можливих утисків з боку мусульман; інші — що метою було послаблення економіки Кримського ханства. Переселення проводилося примусово та було погано організовано. За півтора місяця в серпні та вересні 1778 року більше тридцяти одної тисячі християн було переселено спочатку в придніпровські запорізькі землі, але пізніше вони переїхали до Приазов'я (греки переважно осіли на півдні сучасної Донецької області, а вірмени — в низов'ї Дону). Взимку 1778-79 через погані умови проживання серед переселенців спалахнула епідемія, від якої багато людей померли. Деякі християни, що не бажали переїжджати, називали себе мусульманами та залишились в Криму.
Саме це переселення дало поштовх до розвитку та назву місту Маріуполь. Від нього бере початок історія грецького населення в Приазов'ї.

### Від 1783 року до середини 19 сторіччя
8 квітня 1783 Катерина II видає маніфест «Про прийняття півострова Кримського, острова Тамані і всієї Кубанської сторони під Російську державу». Кримське ханство ліквідовувалось, а Крим ставав частиною Російської імперії.
Османська імперія не могла погодитися з цим. На початку серпня 1787 османський уряд висунув Російській імперії ультиматум, вимагаючи повернення Криму, визнання Грузії васальним володінням османського султана і згоди на огляд російських торгових суден, що проходять протоками. Оскільки умови ультиматуму не були прийняті, розпочалася нова війна між Російською та Османською імперіями, в якій Росія одержала перемогу. За умовами Ясського мирного договору до Російській імперії відійшла територія між Південним Бугом і Дністром та Крим.
Перехід Криму до Росії приніс багато змін для життя півострова. Поступово зникають риси життя минулих сторіч. Після 1783 розпочалася перша хвиля масового виїзду з Криму кримських татар, насамперед династія Гіреїв, їх почт, знать, що не прийняла російське панування, їх родини та слуги. Греки та вірмени були переселені ще в 1778. Разом з тим, півострів активно заселяли нові жителі, переважно росіяни та українці. В 1783 заснований Севастополь, в 1784 закладений Сімферополь. Саме ці міста згодом стануть найбільшими та центральними на півострові. З 1783 Севастопольська бухта стає базою для нового флоту Російської імперії — чорноморського.
Разом з тим 17 листопада 1784 року відбулися збори знатних беїв і мурз Криму в Бахчисараї під головуванням муфтія Мусаллаф-ефенді, який разом з кадіаскером Сеїт Мегмет-ефенді домігся рішення про підтримку про приєднання Криму до Російської імперії. Муфтій першим поставив свій підпис під вітанням на адресу російської імператриці Катерини II, що планувала прибути на півострів. Згодом муфтій та кадіаскер привели до присяги імператриці беїв з родів Мансур і Ширін та іншої кримськотатарської знаті. Було створено «Кримський уряд», що представляв кримськотатарську знать та повинен був допомагати цивільному правителю Таврійської області Василю Каховському і генерал-губернатору Григорію Потьомкіну. Очолив цей «уряд» Мегметша-бей, мурза Ширін. 1784 року створено кримськотатарське військо.
12 березня 1807 року за ініціативи Кай-бея Балатукова і Ахмет-бея Хункалова було сформовано чотири кінних полки п'ятисотенного складу (Сімферопольський, Перекопський, Євпаторійський і Феодосійський). Вони брали участь у війні 1812 року і війні шостої коаліції, відзначившись при захоплення Данцигу і Парижу. 1817 року полки було розформовано.
Прагнучи інтегрувати кримськотатарське населення, його звільняли від рекрутської повинності (до 1871 р.), а землі мусульманського священства (вакуфи) звільнялись від податків. Кримськотатарська знать, беї та мурзи, отримала звання дворянства. Підтверджувалась особиста свобода кримських татар, вони не знали кріпосного права. Проте абсолютно вільними назвати їх теж було не можна. За умовами земельної реформи визнавалось лише дві форми власності на землю: державна та приватна (так, як було у всій імперії), тоді як у Кримському ханстві існувало 10 режимів власності на землю. У більшості випадків у простих селян відбирали землю. Земля ж кримськотатарської знатті, якій дарували дворянство, залишилась за нею. Отже, безземельні кримськотатарські селяни потрапляли в залежність до дворян-землевласників, у яких вони або влаштовувались працівниками, або брали землю в оренду. Було конфісковано увесь ханський домен, що став частиною державних (казенних) земель. До цього фонду увійшли також колишні турецькі володіння на південному узбережжі та в горах, що перейшли у розпорядження хана Шагін-Гірея після Кучук-Кайнарджійського договору. До скарбниці відходили так звані «порожні землі» беїв і мурз, що емігрували з Криму, а також кочового населення степової частини півострова.
Для точного визначення розміру кордонів казенних земель за дорученням Г.Потьомкіна 1787 року було підготовлено «Камеральний опис землям і садам після виведення християн і мурз, що виїхали за кордон, і надійшли в скарбницю», складений колишнім ханським відкупником Абдул-Хаміт-агою і доглядачем перекопської митниці колезьким асесором Михайлом Караценовим. Цей кадастр виявився надзвичайно неточним і поверховим, «без жодних вказівок на кількість землі та угідь». До нього потрапило багато земель, які не були «порожніми», а перебували у чиїйсь власності або вже оброблялися місцевими селянами. Незважаючи на очевидні недоліки, цей документ надовго став головним покажчиком для визначення ділянок, призначених до роздач та продажу.
Земельна реформа була одним із чинників широкої еміграції кримських татар. Поміщики, що прибули до Криму замість того, щоб займатися заселенням отриманих безкоштовно «пустопорожніх» земель, активізацією сільськогосподарського виробництва або ж розвитком різних фабрик, мануфактур, почали привласнювати землі, що обробляються кримськотатарськими селянами, і боротися за привілеї, якими раніше не було. У деяких випадках вони намагалися звичну для більшості російських губерній «внутрішньоколоніальну» практику щодо поміщицьких селян перенести на нові території, застосувати її на особисто вільному кримському населенні. Численні неточності щодо статусу землі, призначеної до роздачі, слабке якість майнових реєстрів разом із низьким рівнем виконавчої стали причиною багаторічних конфліктів «нових» і «старих» власників кримських земель спричинило занепад сіл та сільського господарства наприкінці 18 сторіччя. Однак існування великих землевласників поряд з існуванням вільного безземельного селянства та швидке заселення Криму вихідцями з інших територій імперії привели до процесу спеціалізації господарств. З початку 19 сторіччя активно розвивається вівчарство, овочівництво, виноградарство та тютюнництво. При цьому  на початку ХІХ ст.
У 1804 році в Судаку відкрито училище виноробства, в 1812 таке училище відкрито в Магарачі. Вино вироблялося в Криму і раніше, але релігія кримських татар обмежувала його використання та об'єми виробництва. На початку 19 сторіччя виноградарство та виноробство активно розвиваються.
З 1823 по 1837 була побудована гравійна шосейна дорога між Сімферополем та Ялтою. До 1848 дорогу продовжили від Ялти до Севастополя. Через те, що будівництво велося під наглядом генерал-губернатора Воронцова, цю трасу часто пов'язують з його іменем.
У 1827 році з кримських татар, які переважно мали бойові відзнаки, було сформовано ескадрон, найменований 20 липня лейб-гвардії Кримсько-Татарським, який було зараховано до лейб-гвардії Козачого полку. 26 липня його офіцерам надали права старої гвардії. 1863 року ексадрон перетворено на кримськотатарську команду у складі імператорського конвою (особистої охорони імператора та його родини).

### Кримська війна

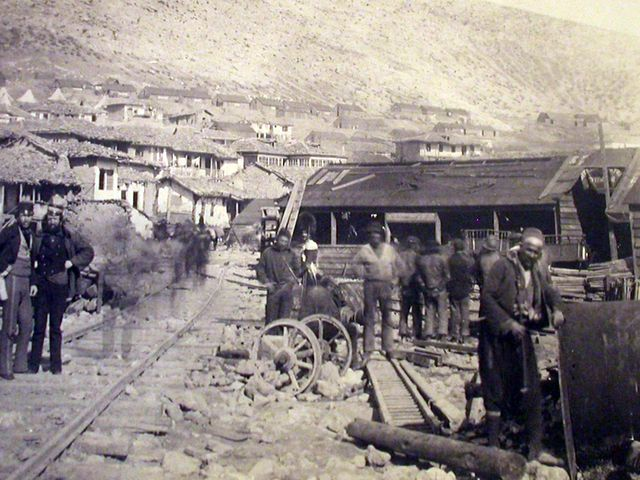
Під час Кримської війни британці побудували біля Балаклави залізницю завдовжки 23 км. Після виводу британських військ її розібрали та продали Османській імперії

Кримська війна спочатку проходила за межами півострова, і тільки в вересні 1854 британо-французькі війська підійшли до кримського берега та висадились в Євпаторії. Основний удар війни припав на Севастополь.
Війна велася за умови повної технічної переваги британських та французьких військ. Проте Севастополь, який був погано захищений із суші, тримав оборону 349 днів з 13 вересня 1854 до 28 серпня 1855.
За її результатами Севастополь був майже повністю знищений. З обох сторін загинуло більш ніж 200 тисяч осіб. До занепаду прийшло багато сільських місцевостей навкруги зони бойових дій. Російській імперії заборонили мати військовий флот. Його відродження почалося тільки в 1871.

### Крим у другій половині 19— на початку 20 століть

Трамвай у Севастополі

З 60-70 років 19 сторіччя Крим, як і вся імперія, починає стрімко розвиватися. Величезне значення для подальшого розвитку мало будівництво залізниці. 1875 в Криму перша залізниця з'єднала Севастополь з Харковом та Москвою. Шлях пролягав через Джанкой (на той час ще село), міста Сімферополь та Бахчисарай. В 1892 залізниця дійшла до Феодосії, в 1900 — до Керчі, лише у 1915 — до Євпаторії.

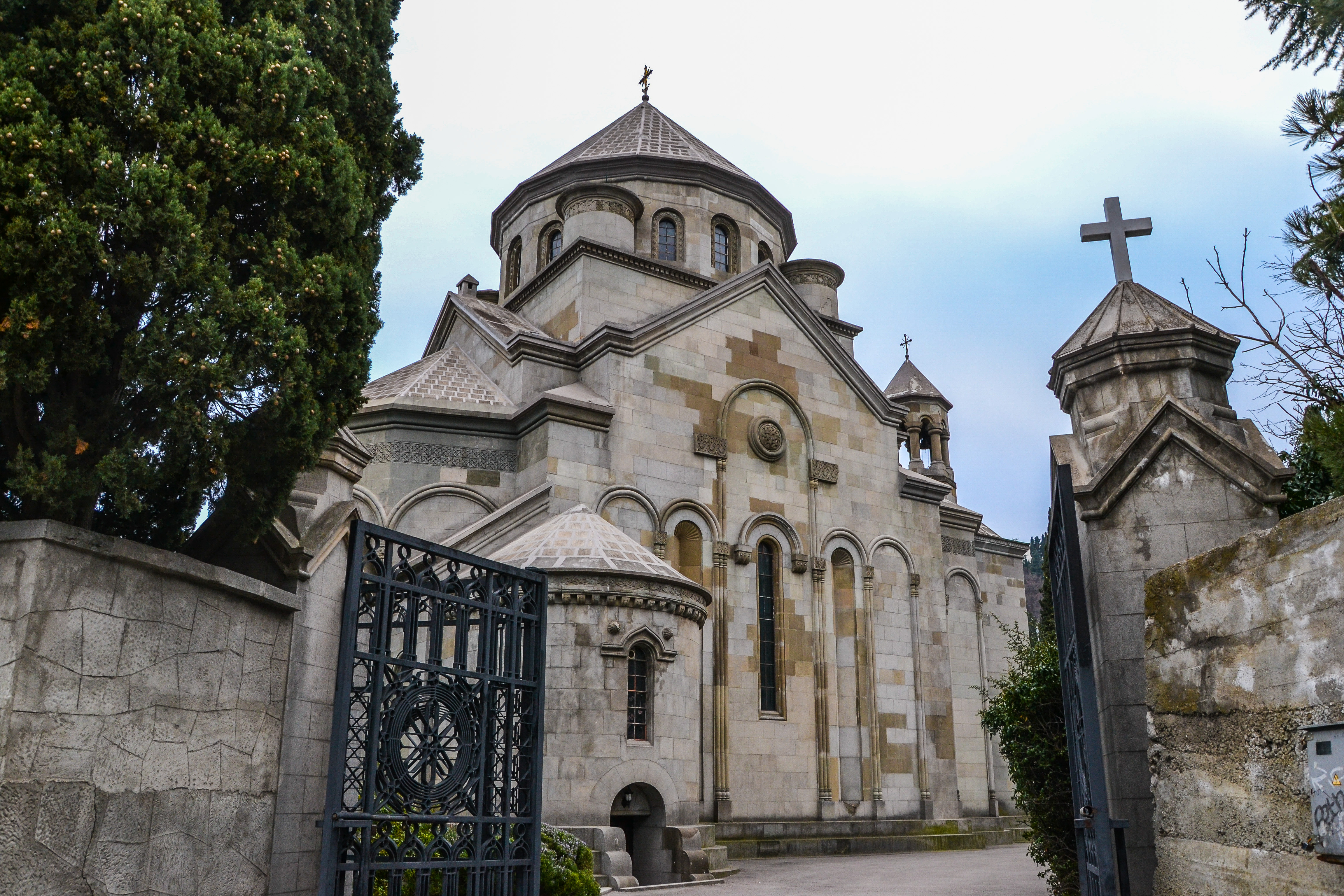
Вірменська церква (Ялта), 1905—1917

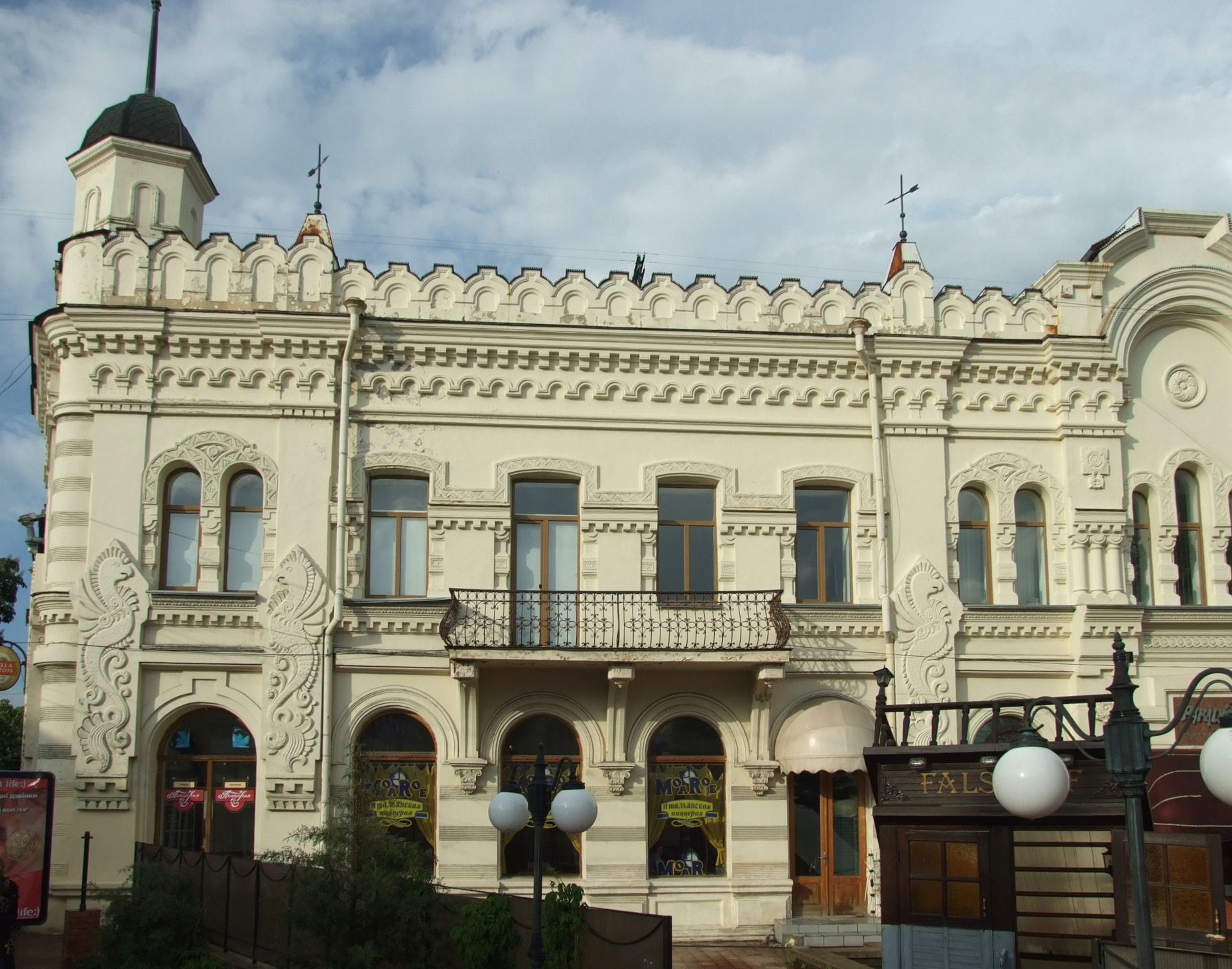
Будинок Чірахова (Сімферополь), початок ХХ ст.

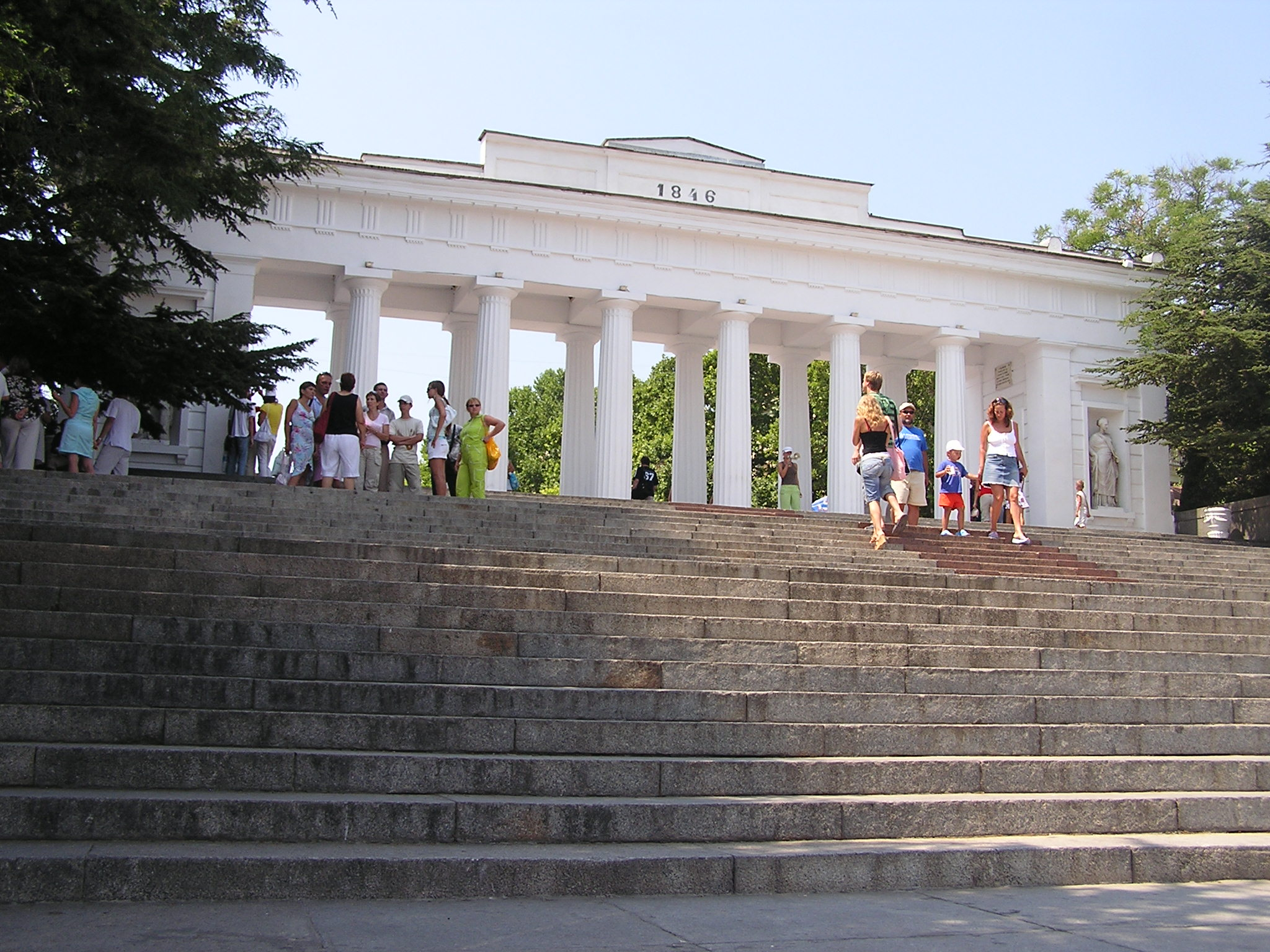
Графська пристань (Севастополь), 1846

Поява залізниці добре позначилась на розвитку промисловості та сільського господарства (хоча їх стрімке зростання почалося ще в 60-х роках). Кримський виноград, овочі та фрукти стали вивозити потягами далеко за межі півострова. Змінила залізниця і кримський степ: він все менш використовується для вигону худоби та віддається під зернові культури, які потім вивозились за межі Криму.
За підтримки князя Лева Голіцина в Новому Світі 1899 року почали випускати шампанське. Ім'я князя також пов'язано з побудовою в 1897 виноробного заводу у Масандрі.
У промисловості найпотужнішими виробництвами було суднобудування в Севастополі, видобуток залізної руди поблизу Керчі. А ось традиційне для минулого Криму добування солі йде на спад і вже не має такого великого значення. Розвиваються порти та торгівля. Монопольне становище тут займало «Російське товариство торгівлі та мореплавства».

### Містобудування та архітектура

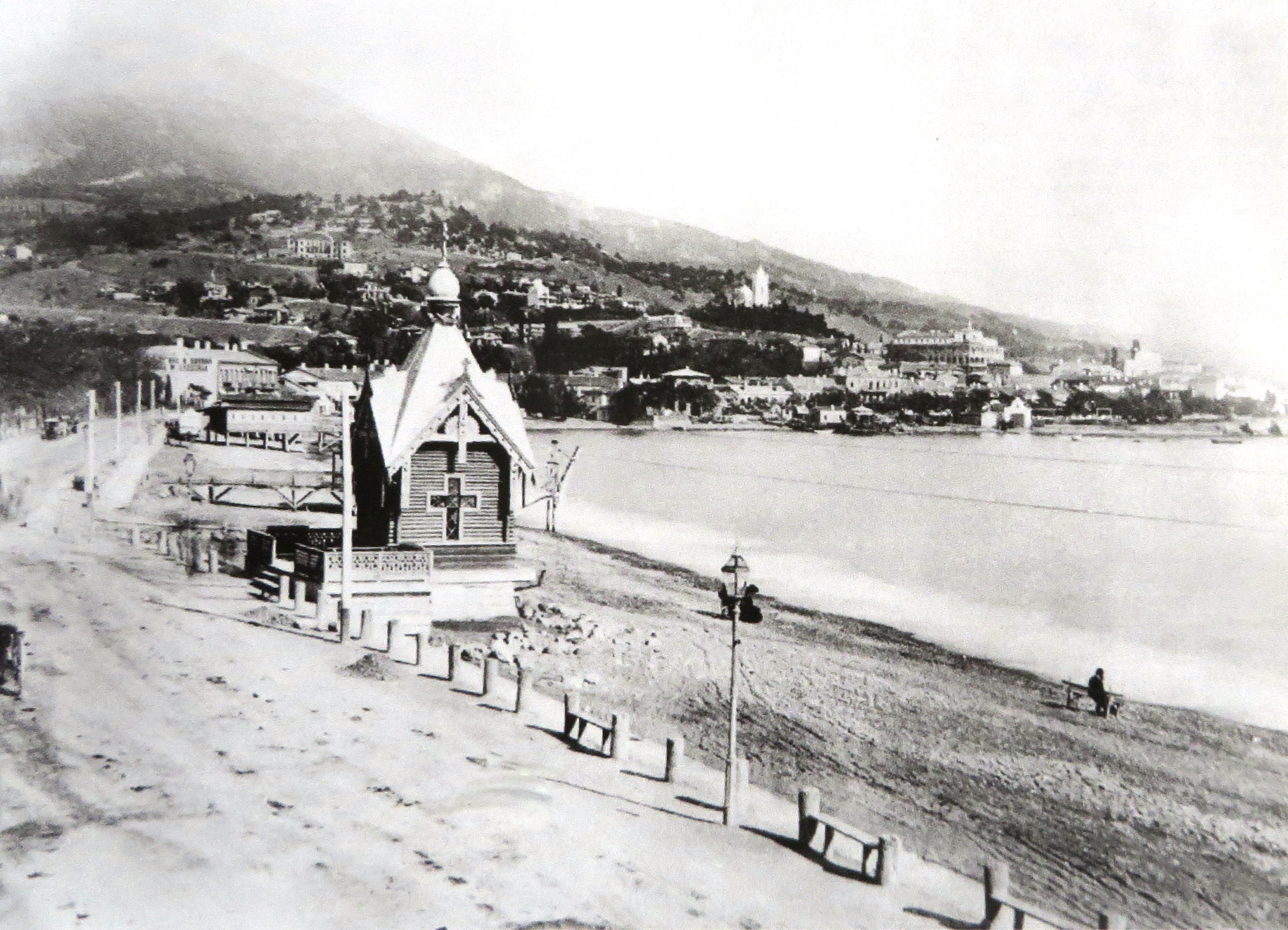
Берег Ялти в 19 ст.

У 1783 заснований Севастополь, а в 1784 — Сімферополь. Ці два міста з середини 19 сторіччя та до наших часів стають найбільшими містами півострова. В 1838 статус міста отримує Ялта. Розвиток отримали Керч та Євпаторія. Феодосія більше ніколи не мала статусу найбільшого міста Криму, як це було за османського панування, проте після стрімкого падіння кількості населення і вона починає зростати. Інші два важливі центри за часів Кримського ханства, Бахчисарай та Карасубазар, стають маленькими містами з кримськотатарським населенням та зберігають старе середньовічне планування.
Якщо в минулі сторіччя Крим не знав європейської архітектури, то нові міста будуються за європейським зразком. Саме 19 — початок 20 століть є архітектурним розквітом півострова. У цей період збудовані всі південнобережні палаци, багато величезних храмів, створені містобудівні ансамблі Севастополя та Сімферополя. Символами Криму стали Ластівчине гніздо (1912), Фороська церква (1892), Лівадійський палац (1911).
У 1898 році в Севастополі з'явився електричний трамвай (це раніше за Москву і Петербург). У 1914 трамвай отримали Сімферополь та Євпаторія.

### Початок курортної справи
Першим курортним містом Криму стали Саки. В 1827 тут була створена грязелікарня, а через 10 років відкрито військовий шпиталь.
Освоєння південного берегу Криму стало можливим після побудови шосе Сімферополь-Алушта-Ялта до 1837 року. Роком пізніше маленьке рибацьке село Яліта стає містом Ялтою. Курортна справа розпочинається тут з 1860-х. Цьому сприяла схвальна рекомендація краю професора Боткіна, за якою в Лівадії купила собі маєток царська родина. Поряд із царською родиною почали селитись представники еліт. Але з 70-х років 19 століття, коли в Крим стали ходити потяги, півострів став доступним курортом не тільки для еліт. Розвивалась як лікувальна сфера, так і просто курортна. Наприкінці 19 — початку 20 сторіччя в Криму певний час проживало багато відомих письменників. Від туберкульозу лікувались тут Антон Чехов та Леся Українка. Михайло Коцюбинський деякий час працював інспектором філоксерного комітету поблизу Алушти. Певний час жили в Криму Олександр Купрін, Максиміліан Волошин.
Поряд з Південним берегом Криму популярним морським курортом була Феодосія. А ось Євпаторія як курорт почала розвиватися трохи пізніше. Тільки в 1874 тут відкривається грязелікарня поблизу озера Мойнаки. В 1884 це озеро взяли в оренду на 40 років земські лікарі С. Ходжаш і С. Цецеповський та побудували тут будівлю санаторію.

### Демографічні зміни
(Див. також Населення Криму)
За час перебування Криму у складі Російської імперії суттєво змінюється його склад населення.
Частка кримських татар зменшується. При цьому в двох періодах спостерігається масовий виїзд кримських татар із Криму (переважно до Османської імперії): одразу після анексії Криму Російською імперією в 1783 та після Кримської війни в 1860—1862. Перше переселення татар майже спустошило Крим: якщо за приблизними оцінками в 1770-х роках на півострові проживало 450 тисяч осіб, то в 1795 — тільки 156 тисяч (також що за цей період в 1778 за ініціативою Росії було переселено з Криму до Північного Приазов'я 31 тисячу християн, переважно греків та вірмен). Друге масове переселення відбулося не одразу після Кримської війни, а в 1860-62 роки. За цей період Крим покинула 131 тисяча кримських татар (з них 126 тисяч виїхали в 1860 році). Причинами першого переселення були: 1) побоювання репресій з боку Росії, які посилювала проосманська позиція мусульманського духовенства; 2) несправедлива земельна політика Російської імперії, в результаті якої рядові татари позбувалися землі; 3) існування багаторічних сімейних, торговельних та духовних зв'язків кримчан з Османською імперією. На них були схожі і причини другої хвилі переселення: знову несправедливо зменшуються земельні наділи селян; мусульманське духовенство агітує переселитися в Османську імперію; серед татар поширюються чутки про плани Росії переселити їх углиб імперії (такі плани насправді існували, але були відкинуті урядом як необґрунтовані).
Проте майже весь період кримські татари залишалися найбільшим за чисельністю народом півострова. Тільки наприкінці 19 сторіччя їх частка перестала бути найбільшою, за даними 1897 року кримські татари становили 35,6 % населення Криму. Розселялись вони переважно в сільській місцевості. Вже від початку 19 сторіччя великі міста були заселені переважно росіянами. Кримсьткотатарська більшість залишалися у менших Бахчисараї, Карасубазарі та Алушті.
Крим активно заселяють народи Російської імперії. Найбільшими групами з них були росіяни та українці. В середині 19 сторіччя певний період українців навіть було в Криму більше за росіян. Але в 1897 росіяни складали 33,1 %, українці 11,8 % населення. Як і на території України 19 сторіччя росіяни більше селились до міст, українці — до сіл.
Серед інших нових народів півострова були німці, болгари, поляки, корейці, естонці. Збільшується частка євреїв (Крим потрапив до смуги осілості. Заборона на проживання євреїв існувала з 1829 до 1859 в Севастополі та з 1893 в Ялті). Замість виселених в 1778 греків, яким не дозволили повернутися, в Крим були заселені греки з Російської та Османської імперій. Традиційно залишалася в Криму частка вірменського населення. Переселенцям давали пільгові умови на перші роки (вони могли стосуватися скасування податків, орендної плати).
У 19 сторіччі Крим стає урбанізованим краєм. В 1897 41,9 % населення проживали в містах, що було більше середнього рівня в імперії
.

### Під час Першої світової війни
У ході Першої світової війни кораблі Чорноморського флоту брали участь у боях в Чорному морі. Їх противниками був германський та османський флот.
Після вступу у війну Османської імперії Крим був проголошений прифронтовою зоною. Крим став базою постачання для кавказького фронту.
Хоча основні бойові дії велись у морі, були випадки обстрілів населених пунктів на суші. 16 жовтня 1914 німецький крейсер «Гебен» обстріляв Севастополь, були людські жертви. 24 квітня 1916 крейсер «Бреслау» обстріляв Євпаторію.

## Крим в роки революції та громадянської війни

### Початок революції
У лютому-березні в результаті революції в Петрограді склав свої повноваження російський імператор. Це означало кінець монархії та створення в Росії республіки. Влада перейшла до тимчасового уряду.
В Криму у лютому-березні не було ніяких суспільних хвилювань. Проте новину про встановлення нової влади тут сприйняли спокійно. Новим губернським комісаром спочатку призначили Я. Т. Харченко, але в тому ж березні його змінили за «праві погляди» на Н. Н. Богданова. Земства, міські думи та управи збереглися. В червні-липні та вересні-жовтні до них пройшли перевибори, на яких більшість отримали соціал-революціонери.
Як і по всій країні, створюються Ради робітничих та солдатських депутатів. На своїх з'їздах вони підтримують тимчасовий уряд. Разом з тим, ближче до осені вони прибирають до себе все більше впливу та можна казати про початок двовладдя.
В Криму швидко пробуджується політичне життя. Активізуються всі партії, крім правих та монархічних: соціалісти різного толку (есери, меншовики, більшовики, українські та єврейські соціалісти), кадети, кримськотатарський рух. Свобода друку, що встановлена з новим режимом, сприяла зростанню політичного руху.
25 березня в Сімферополі відкривається з'їзд мусульман, на якому створюють Мусульманський виконавчий комітет (Мусвиконком), головою якого обирають Номана Челебіджіхана. Його також обирають муфтієм, та він стає першим демократично обраним муфтієм. Старе кримськотатарське панство (релігійна верхівка та мурзи) відсторонюється від влади. Мусвиконком очолив культурну, релігійну та економічну (розпорядження вакуфними землями) сторону життя кримських татар. З червня за згодою уряду виникають окремі кримськотатарські військові формування.
Через падіння виробництва та ріст цін влітку зростає економічне та політичне невдоволення, чим користуються радикали, популярність яких теж зростає. Більшовики підкоряють собі значну долю симпатій робітників та, що потім буде мати вирішальну роль, матросів чорноморського флоту.
Після Жовтневого перевороту Севастополь швидко переходить під владу більшовиків, які спиралися на військову силу флоту. Проте на іншій території півострова місцева влада намагається чинити опір більшовизму. 20 листопада в Сімферополі представники від міст, земств, профспілок та рад зібралися на Губернський з'їзд, який обирає Раду народних представників (РНП) у складі 48 осіб. Рада мала на своєму боці війська з офіцерів та національних кримськотатарських частин у численності від 2 до 5 тисяч осіб. Планувалось, що політичну кризу вирішать Установчі збори.
26 листопада в Бахчисараї відкривається кримськотатарський Курултай. На ньому проголошена створення Кримської народної республіки. При цьому Курултай не заперечував проти верховенства влади РНП в Криму та необхідність визначити майбутнє тільки на Установчих зборах, а багато членів Курултаю входили в РНП.
15-17 грудня в Севастополі проходять заворушення, які очолили матроси та місцеві люмпени. В ході них вбито 23 офіцери, які вважалися класовими ворогами для повсталих. Ескадронці (армійці, які підтримували Раду народних представників) направляються в міста, в Сімферополі, Євпаторії відбуваються сутички з більшовиками. Таким чином, в середині грудня в Криму розпочинається громадянська війна
Окрім партійної, вона отримує і національний характер. На початку січня більшовики, використовуючи флот, захопили південнобережні міста. Це супроводжувалося вбивствами «класово неблагонадійних» офіцерів та пов'язаних з царським режимом людей та пограбуваннями. Кримськотатарське населення втекло, покинуті будівлі кримських татар грабували греки. Потім була помста кримських татар, були випадки вбивства греків. Декілька випадків національних сутичок відбулися з січня до квітня.
У першій половині січня більшовики одержують військову перемогу. 14 січня під їх контроль переходить Сімферополь, а 15 січня останньою — Євпаторія.

### Радянська Соціалістична Республіка Тавриди

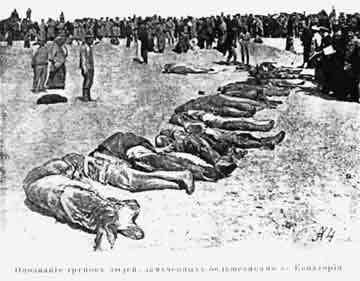
Жертви червоного терору в Євпаторії, вбиті в січні 1918

До кінця січня більшовики встановлюють владу над всім Кримом (хоча в гірських кримськотатарських селах залишаються незгідні з режимом озброєні групи). В січні розгорнулася перша в Криму хвиля червоного терору. На цьому етапі він йшов поряд з наростаючим безвладдям та самосудами. Жертвами терору становились перш за все класові вороги (офіцери, буржуазія, священство, успішні люди), але ними міг стати будь-хто. Терор супроводжувався особливою жорстокістю та знущаннями. Наприклад, в Євпаторії на борту судна «Трувор» в ніч з 15 на 16 січня перед вбивством жертвам відрізали ніс, вуха та статевий член, а тільки потім застрелювали та викидали у море.
У внутрішньому житті більшовики взяли курс побудови військового комунізму. Були націоналізовані всі значні підприємства. При цьому одночасно буржуазія, яку лишили власності, повинна була виплачувати контрибуцію, а якщо вони не могли цього робити — їх розстрілювали. У селян відбирали («реквізували») продовольство. Все це дуже ускладнило і до того складну економічну ситуацію. Закривались підприємства, зростало безробіття. Всі опозиційні політичні партії та преса були заборонені. Замість звичайного суду працювали ревтрибунали, які керувалися не законодавством, а революційною доцільністю.
22 березня на з'їзді рад Криму було проголошено створення Радянської Соціалістичної Республіки Тавриди у складі РСФСР. Проте, вже в березні радянська влада починає руйнуватися. Цьому сприяли як внутрішні чинники (розвал економіки, неконтрольованість банд), так і наближення німецьких військ, що дало привід активізуватися антибільшовицьким збройним загонам, які переховувалися до того в кримськотатарських селах.
18 квітня почався наступ на Крим українськими військами під командуванням полковника Болбочана, які отримали наказ випередити німців, дійти до Севастополя та підпорядкувати Українській Народній Республіці військовий флот. Однак, доволі легко дійшовши до Сімферополя, за вимогою німців війська запорізького корпусу залишили Крим, передавши його німецькій армії. Паралельно у східному Криму більшовицьку владу скидали кримськотатарські загони. В квітні знову пройшли національні сутички: кримськотатарські війська нищили грецькі села, а греки та більшовики — кримськотатарські. 25 квітня взятий Сімферополь, а 1 травня більшовики покинули Севастополь. При цьому частина команди флоту, на якому були сильні українські національні настрої, була готова перейти під контроль Української центральної ради. Проте більшовики змогли вивести частину кораблів до Новоросійська (в червні їх потопили, щоби вони не дісталися нікому).

### Перший Кримський крайовий уряд

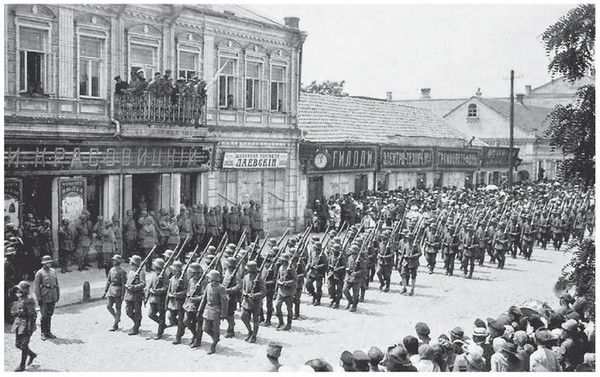
Парад німецької армії в одному з міст Криму, 1918

Після приходу німців ситуація в Криму швидко стабілізується. У відношенні між місцевими жителями та німецькими військовими було проголошено використання німецького права. Але в цілому німці майже не втручалися у внутрішнє життя. Первісно вони зробили ставку на Курултай, на базі якого планувалось створити всекримський уряд з залученням представників інших народів Криму. Однак Курултай виявився неспроможним швидко сформувати владу, тому за підтримки німців з 5 червня формується новий уряд під головуванням литовського татарина Сулеймана Сулькевича. В історіографії він отримав назву Кримського крайового уряду.
Уряд взяв курс на побудову незалежної держави в Криму. Були введені власні державні символи. Гербом став герб колишньої Таврійської губернії (двоголовий орел з восьмикінцевим хрестом), прапором — блакитний стяг з означеним гербом у верхньому куту. Столицею став Сімферополь, державними мовами — російська, кримськотатарська та німецька. Була введена власна військова форма (хоча на перехідний період дозволялося носити стару форму). Законом від 11 вересня вводилося громадянство Криму. Остаточно долю Криму повинен був вирішити парламент, вибори до якого не встигли призначити за час роботи уряду.
Уряд розпустив старі земства та думи та проголосив нові вибори до них за недемократичним цензовим принципом (встигли обрати тільки севастопольську та карасубазарську думи). Використовувалися закони Російської імперії, хоча було прийнято декілька нових законів. Обмежувалася свобода друку. В економіці націоналізована більшовиками власність (в тому числі земля) поверталась господарям (таким чином в політиці робилася ставка на поміщиків та буржуазію). Вводилась свобода торгівлі з існуванням державних фіксованих цін на хліб. Слід відмітити, що за всі роки громадянської війни при уряді Сулькевича ситуація в економіці була найбільш стабільною. Хоча збереження труднощів провокувало невдоволення серед населення, проте відносно хаосу в економіці у всіх попередників в цей період життя в Криму було краще та стабільніше.
В соціальному плані уряд спирався на великих власників (поміщиків та буржуазію), в національному мав підтримку серед кримських татар (уряд визнав їх право на культурну автономію). В самому уряді були представники різних політичних сил та національностей. Уряд не мав підтримки серед соціалістів та серед значної частки лібералів, яка вважала неправильним розпуск органів місцевого самоврядування та введення цензури. Не мав підтримки уряд і серед селян, які не привітали повернення землі поміщикам.
У червні між Кримом та Україною розгорнулася митна війна. В 1917 члени кримськотатарського руху були присутніми у Української раді в Києві, але питання приєднання Криму до України не ставилося. Згідно з Третім Універсалом до території УНР входила Таврія без Криму (тобто частина сьогоднішніх Херсонської та Запорізької областей, яка входила до Таврійської губернії). Ще в квітні 1918 позиція УНР змінилася стосовно чорноморського флоту, на якому був сильний український національний рух. Кримський похід під керівництвом Болбочана мав не меті дійти до Севастополя та прийняти до лав української армії флот (однак німці не дозволили дійти до Севастополя).
Після утворення Української Держави гетьман Павло Скоропадський взяв курс на приєднання Криму до України. Ще у червні до Сімферополя почали надсилати документи із Києва, які уряд Сулькевича ігнорував, оскільки бажав забезпечити незалежність Криму. Тоді уряд Скоропадського почав чинити економічний тиск та з 20-х чисел червня заборонив рух товарів, поштово-телеграфний зв'язок та залізничне сполучення між Кримом та Україною. Митна війна завдала шкоди економіці і Криму, і України, але більше від неї постраждав Крим. У червні в Криму були запроваджені карточки на хліб. Крім того не було врегульоване питання кордону між Кримом та Україною (у часи Російської імперії Таврійська губернія охоплювала територію і за межами Криму). Сулькевич вважав, що до Криму повинні входити повністю півострови Чонгар та Арабатська коса, проте північну частину коси та Чонгар зайняли війська Гетьманату.
Митна війна припинилася у вересні, коли сторони згодилися на перемовини. Уряд Федора Лизогуба пропонував Криму широку автономію, при якій Україна брала на себе міжнародні відносини, законодавство, підпорядковувала собі армію та флот, а у всіх інших галузях (економіка, культура, мови, місцеве самоврядування) Крим мав визначати своє життя самостійно. Кримська делегація у відповідь пропонувала створення федерації, у яку Крим входив би як суверенний суб'єкт. Перемовини не закінчилися до відходу німців та припинення існування обох урядів (Лизогуба та Сулькевича).
Уряд Сулькевича склав свої повноваження 14 листопада 1918 після того, як він втратив підтримку німців. Всередині Криму в листопаді уряд мав підтримку тільки у Директорії кримських татар, але соціалісти, кадети та російські офіцери його не підтримували. Новий уряд очолив Соломон Крим.
Залишаючи Крим німецькі війська грабували місцевих власників та вивозили майно до Німеччини.

### Другий Кримський крайовий уряд. Десант військ Антанти в Криму
Ще до відставки Сулькевича в жовтні триденний з'їзд губернських гласних та міських голів обрав новим головою уряду Соломона Крима, а німці дозволяють проникнути в Крим представникам армії Денікіна. 14 листопада 1918 німці заявили про непідтримку Сулькевича. Тоді ж за підтримки білої армії призначений новий уряд, головою якого став Соломон Крим. Багато членів уряду належали до кадетів.
Новий уряд відмовився від курсу на самостійність півострова та взяв курс на входження в єдину небільшовицьку Росію. Була знята цензура, проголошувалось прихильність до демократичних принципів (однак в лютому 1919 через вкрай важкий стан краю уряд вводить цензуру, забороняє критику уряду та добрармії, та вводить позасудові арешти).
Уряд спирався на силу Добровольчої армії, в Криму був проголошений військовий призов до її лав. В Крим вводилися частини Добровольчої армії. За угодою з урядом вони не повинні були втручатися у внутрішнє життя півострова. Проте було багато неузгоджених з урядом дій (наприклад, арешти, що проводила добрармія в Криму), а також випадків неконтрольованої поведінки білих військовослужбовців з актами залякування, пограбуваннями або навіть вбивствами. Так, білими офіцерами були вбиті представники буржуазії Гужон та Тітов, а також багато учасників опозиційного профспілкового чи соціалістичного руху. Особливих розмірів новий терор отримав в Ялті. Крайовий уряд не втручався в терор білої армії та не проголосив жодного засудження таким діям.
Скасування обмежень експорту хліба поряд з необхідністю годувати Добровольчу армію, армію Антанти та велику кількість біженців, що оселилася в Криму, спричинила неконтрольоване зростання цін на хліб та інші продукти. Катастрофічний рівень інфляції поєднувався з закриттям багатьох підприємств (наприклад, знову закритий Севморзавод), що спричинило велику кількість безробітних. Зубожіння населення в умовах громадянської війни збільшувало популярність радикалів більшовиків.
Знову активізуються партизанські загони (зелено-червоні). Найбільшим був загін «Червона каска», що орудував біля Євпаторії та ховався в каменоломнях. Він був знищений спільною операцію Добровольчої армії та війська Антанти.
26 листопада ескадра з 22-х французьких, британських кораблів, грецьких та італійських кораблів приходить до Севастополя. Залишились тут переважно французькі та грецькі кораблі, бо згідно з домовленістю британською зоною відповідальності був Кавказ. Базою союзників став Севастополь, невеликі загони базувались в Євпаторії, Ялті, Феодосії та Керчі. Уряд Криму прохав розмістити війська Антанти ще на Перекопі, але лише в березні 1919, коли було вже пізно, кілька тисяч грецьких солдат перекинули туди. Кількість французьких та грецьких солдат до березня 1919 становила більше 20 тисяч.
Головною задачею військ Антанти була охорона важливих об'єктів та патрулювання проблемних територій (робітники, серед яких сильні були більшовицькі симпатії, чинили опір іноземним військам: відмовлялись ремонтувати їх кораблі, частими були збройні напади на іноземних військових). Було проведено кілька успішних операцій з піймання більшовицьких партизан.
7 боєздатних кораблів колишнього флоту Росії, а також частину берегової зброї союзники прибрали собі.
Під час наступу більшовиків в квітні 1919 війська Антанти не змогли протистояти їм. Після взяття Перекопу французькі війська почали відправлятися з Криму. В рядах французьких солдат був невисокий бойовий дух, оскільки вони не хотіли воювати на чужих землях. Коли 15 квітня Червона армія підійшла до Севастополя, французькі війська відмовилися чинити опір, а на трьох французьких кораблях («Мірабо», «Жан Маре», «Франс») були підняті червоні прапори. Повсталих французьких моряків обстріляли грецькі війська, але, придушивши повстання всередині військ Антанти, не було вже і мови про те, щоби чинити опір більшовикам. 29 квітня 1919 останні кораблі Антанти покинули Севастополь. Як і німці, при відступу французи пограбували місцеве населення.
Сам крайовий уряд після того, як 6 квітня 1919 Червона армія взяла штурмом Перекоп, переїздить з Сімферополя в Севастополь. Звідси більша частина уряду виїхала пароплавами. Більшовики зайняли Севастополь 29 квітня. Керченський півострів залишився під контролем Збройних сил півдня Росії (Денікіна).

### Другий прихід більшовиків. Кримська Соціалістична Радянська республіка
1 травня 1919 Крим, за винятком Керченського півострова, був зайнятий червоною армією. В цей раз більшовицька влада проіснувала тільки 75 днів. В червні розпочався успішний наступ білої армії на Донбас та Харків, 12 червня десант білих зайняв Феодосію та Євпаторію. Рятуючись від оточення, більшовики відступили з півострова на північ (26 червня вони залишили Сімферополь, а через два дні вийшли з Криму).
З 10 травня була створена Кримська Соціалістична Радянська республіка, що з одного боку входила до РРФСР, а з іншого — як рівноправний член входила у військово-політичний союз радянських республік. Цього разу були вивчені помилки минулого щодо ігнорування національного питання. В уряд увійшли кримські татари, була визнана партія Мілі-Фірка, а також створені національні кримськотатарські загони у складі Червоної армії. Не було також в цей раз широкої хвилі червоного терору.
У внутрішній політиці знову панував військовий комунізм: націоналізувались підприємства, землі (не тільки поміщицькі, але й кулацькі), на селах продзагони віднімали продовольство. Буржуазія була залучена до примусових робіт. На півострові в цей час ходили самі різні валюти: російські, українські, крайового уряду, ростовські гроші, що підживлювало хаос у економіці.

### Збройні сили Півдня Росії в Криму під час Денікіна та Врангеля

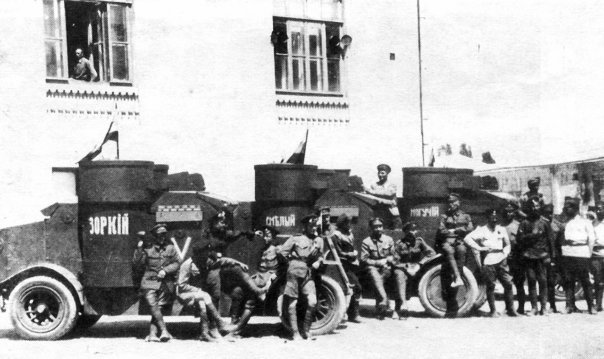
Білій армії допомагали з озброєнням французи та британці. На фото передані Великою Британією бронеавтомобілі «Остін»

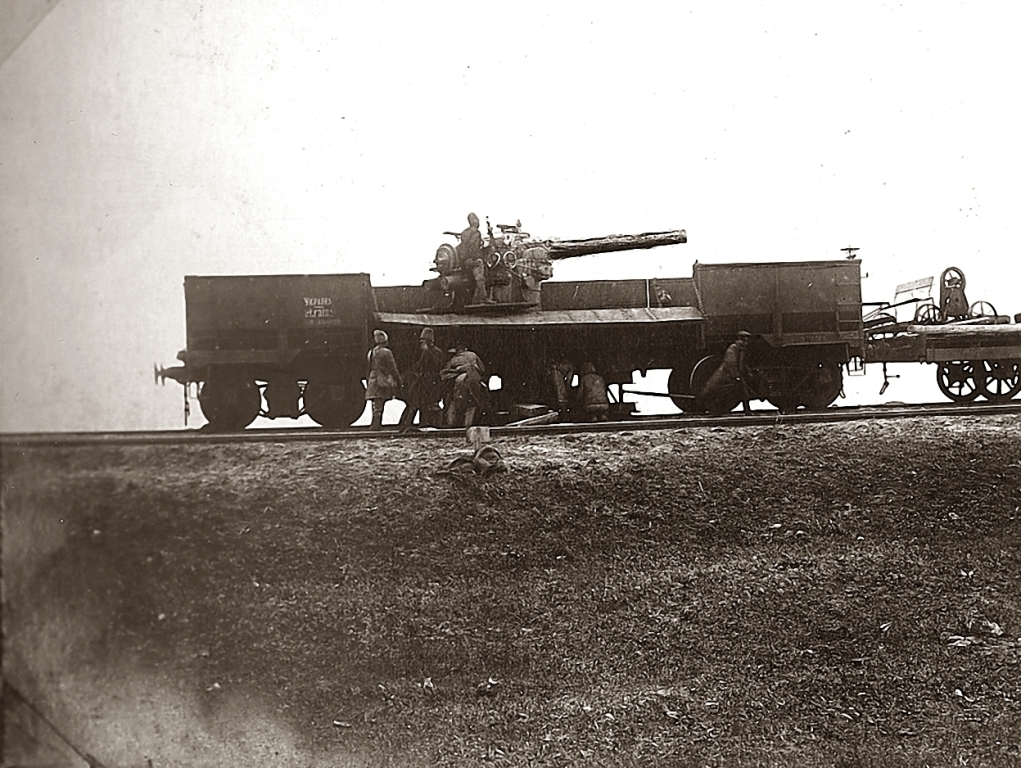
Бронепотяг білої армії

Наприкінці червня 1919 Крим перейшов під владу Збройних сил Півдня Росії. Це супроводжувалося повномасштабним наступом військ білих в сторону Москви. Наступ зупинився в жовтні 1919 під Орлом, після цього білі також швидко почали відступати. Зупинити наступ більшовиків вдалося тільки на кордоні з Кримом в грудні 1919.
В цей раз Крим не отримав свого уряду, головним органом невійськової влади була Особлива нарада при армії білих. Вона не мала програми внутрішнього розвитку та реформ, оскільки за позицією Денікіна економічну та політичну форму нової Росії мали встановити Установчі збори, що повинні були зібратися після перемоги над більшовиками. Були відмінені всі закони, прийняті більшовиками та крайовими урядами, відновлювалась дія дореволюційного права, а також відновлена Таврійська губернія у старому складі (в тому числі з некримськими територіями).
Земля, що була націоналізована, поверталася колишнім власникам (серед яких були переважно поміщики). Вводилася цензура друку, заборонялись всі більшовицькі організації. В кримськотатарському питанні нова влада вирішила підтримати стару царську мусульманську еліту, а Курултай розпустила, бо вважала його соціалістичним.
Розв'язався терор відносно більшовиків. За рішеннями військово-польових судів масово розстрілювалися люди, які мали навіть зовсім мале відношення до більшовизму. Мотивами таких вироків могли бути «служба в радянських закладах», «співчуття радянській владі», «агітація проти Добровольчої армії».
Економіка продовжила падіння, інфляція збільшували ціни в кілька раз. Цьому також сприяла відміна монополії на хліб. Все це посилювало невдоволення владою в Криму.
Саме поганий економічний та політичний стан тилу став однією з причин поразки наступу білих на Москву. З жовтня починається стрімкий наступ Червоної армії на південь. В грудні була введена обов'язкова трудова повинність (хоча за обіцянками на роботи мали забирати осіб з нормальним станом здоров'я, часто брали слабких, особливо багато залучали до робіт євреїв, тоді як багаті верстви відкуповувалися від призову).
В березні 1920 Крим стає єдиною територію, що продовжувала контролюватися білою армією. Крим наводнили тисячі біженців, що рятувались від більшовиків. Невдачі спричинили відставку з посади головнокомандувача Антона Денікіна 2 березня 1920. Наступного дня військова рада обрала новим головнокомандувачем Петра Врангеля.
Врангель змінив стратегію управління військом, відмовившись від курсу на відвоювання всієї Росії та взявши курс на оборону Криму та побудову міцної влади хоча б на півдні Росії (фактично під його владою був тільки Крим). Відмовився він і від безапеляційної позиції про «єдину та неподільну» Росію, ставши готовим надати національну автономію краям колишньої імперії.
Була започаткована земельна реформа, згідно з якою надлишки поміщицької землі передавались селянам за викуп 1/5 частини врожаю протягом 25 років (це було трохи менше розміру орендної плати). В 1920 побудована залізниця до Перекопу та Армянського базару (сучасний Армянськ), а також бешуйська залізниця, що дозволила привозити вугілля з бешуйських каменоломень до станції Сирень (після здачи Донбасу потрібно було джерело палива). Армія, що після масштабного відступу перебувала у небоєздатному вигляді, знову отримала озброєння (в багатьом завдяки допомозі британців та французів), скорочувалось кількість пограбувань населення армійцями. На Перекопі укріплялися оборонні споруди.
Червона армія, значні сили якої були задіяні у війні з Польщею, не мала можливості взяти штурмом Крим. Скориставшись цим, війська Російської армії (Врангель змінив назву Добровольчої армії на Російську) в червні перейшли в наступ та дійшли до Донбасу та Катеринославу. За планом, Російська армія повинна була з'єднатися з армією УНР, перемовини з якою вів Врангель (а у складі Руської армії були створені українські загони). Проте в серпні більшовикам вдалося зупинити наступ, тому цей план не був реалізований. В вересні закінчилась радянсько-польська війна, значна частина війська більшовиків звільнилася. У союзі з армією Махно вони почали наступ на Крим. 9 листопада був взятий Перекоп, 11 листопада — Чонгар. Стало зрозуміло, що Російська армія не зможе далі тримати Крим. 13-16 листопада йшла евакуація з Криму (насамперед офіцерів, козаків, військових та їх родин). Було евакуйовано 145 тисяч осіб.
13 листопада Червона армія зайняла Сімферополь, а 15 листопада — Севастополь.

### Червоний терор 1920—1921
Після приходу більшовиків в Криму розгорнулася друга хвиля масового червоного терору. За даними істориків, були вбиті від 50 до 150 тисяч осіб. Розстрілювалися не тільки члени білої армії, а також члени їх родин, буржуазія, біженці (що прибули до Криму за час влади білих), священики.

## Радянський період

### Голод 1921—1923 років
Восени 1921 року в сільській місцевості розпочався голод. Він був спричинений політикою військового комунізму та неврожаєм. Селяни повинні були здавати продовольство у масштабах, що були вказані в державних планах, незважаючи на реальний стан речей. Так, навіть у голодному 1922 для Криму був встановлений продподаток 1,2 млн пудів. Влада довго не визнавала існування голоду. Тоді, коли почала працювати програма допомоги голодувальникам Поволжя, Крим не отримував жодної допомоги від держави, а навпаки, повинен був здавати продовольство.
Лише в лютому 1922 року, коли від голоду вже померли десятки тисяч людей, влада визнала всю територію Криму голодуючою. Створюється комітет з допомоги голодувальникам (Помгол). Вводяться додаткові податки, організуються збори на допомогу. Допомога поступала від закордонних благодійних організацій, з яких найбільший внесок зробила АРА.
Пік голоду припав на весну 1922 року. До того часу він вже поширювався не тільки на села, але і на міста. Голодували більше половини населення півострова. Влітку 1922 року голод вдалося на деякий час зупинити, але восени він почався знову та остаточно припинився літом 1923 року. Таким чином, голод в Криму закінчився пізніше, ніж в інших регіонах країни.
Під час голоду загинуло близько 100 тисяч людей, що складало 15 % населення. Найбільше постраждали кримські татари, які складали більшість сільського населення.

### Кримська АРСР
18 жовтня 1921 року спільною постановою ВЦВК та РНК РСФРР «Про Автономію Кримської Радянської Соціалістичної республіки» проголошено створення Кримської АССР у складі РСФРР. Рішенню про визначення автономного статусу Криму у складі РРФСР на початку 1920-х років передувала дискусія серед керівників кримських державних і партійних органів. Так, голова Севастопольського ревкому С. Крилов вважав за необхідне утворити в Криму область з губернським апаратом влади у складі РРФСР, оскільки більшість населення краю становили росіяни.

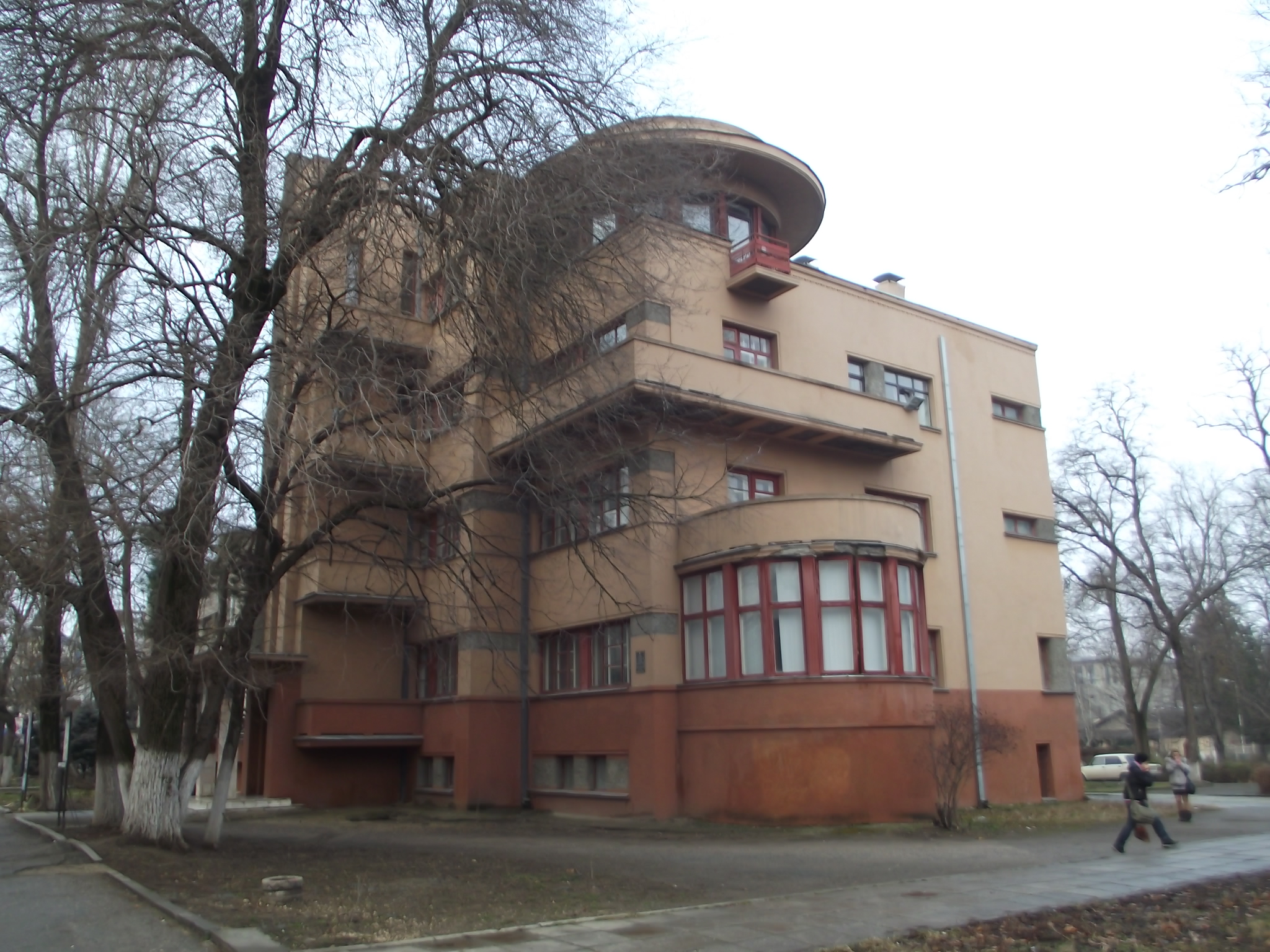
Житловий будинок кримського уряду, конструктивізм, 1934

Члени Керченського повітового комітету РКП(б) наполягали на включенні Криму до складу Української Радянської Республіки, «беручи до уваги географічне розташування і економічні зв'язки». Представники кримськотатарської інтелігенції, які працювали в радянських органах, — А. Озенбашлі, Б. Чобан-Заде, Хаттатов та інші — пропонували утворити національну автономну республіку, надати їй права «повної автономії»: самостійні стосунки із закордоном, провадження зовнішньої торгівлі тощо..
Першу Конституцію автономії було затверджено 7 листопада 1921 на І Всекримському установчому з'їзді Рад. Це був період, коли щойно встановлена радянська влада заявляла про вирішення національних проблем створенням національно-державних і національно-територіальних утворень різних рівнів. У цих утвореннях передбачалася можливість розвитку національних мов і культур, розширення представництва національних кадрів в управлінському апараті.
20-ті роки були часом політики коренізації, яка в Криму прийняла форму татаризації. У першому складі КримЦВКа з 50 його членів 18 були кримські татари (36 %), РНК — з 15 членів 4 були кримськими татарами (26,6 %). Кримськотатарська мова була визнана, поряд з російською, державною. Кримськотатарські державні елементи використовувалися у державній символіці республіки. В основу адміністративного поділу автономії було покладено національний принцип — 1923 було утворено 15 районів, у складі яких функціонувало 345 сільських рад. До 1930 на півострові було утворено 145 кримськотатарських сільрад і п'ять кримськотатарських районів. Одночасно було утворено 102 російські, 29 німецьких, 7 болгарських, 5 грецьких, одна вірменська, одна естонська і 54 змішані сільські ради.
З 1928 в Криму, як і на територіях інших національних утворень СРСР, набрала обертів репресивна політика Сталіна. Політика коренізації почала згортатися.
9 травня 1928 був розстріляний за сфабрикованим звинуваченням голова КримЦВКа Велі Ібрагімов. Під гаслами боротьби з буржуазним націоналізмом 1928 були зібрані і спалені старовинні рукописи, а також численні нові книги, видані кримськотатарською мовою. Цей акт вандалізму більшовиків став завершальним етапом так званої «культурної революції» серед тюркських народів СРСР.
У радянський період продовжився розвиток туристичної галузі. Багато палаців, дач, вілл що раніше належали приватним особам, було націоналізовано, та з них створювали пансіонати. Півострів давав відпочинок для людей різного соціального рівня та грошових можливостей. Крим став так званим «партійним заповідником». У Криму відпочивала вища партійна номенклатура СРСР.
26 червня та 11-12 вересня 1927 в Криму стався найпотужніший землетрус в його історії. З них сильнішим був другий, який завдав багато руйнувань передусім населеним пунктам Південного берегу. Було пошкоджено 70 % будівель Ялти. Постраждали такі відомі пам'ятки, як Воронцовський палац, Ластівчине гніздо, Генуезька фортеця в Судаку.
З 1935 до 1940 була реконструйована та покрита асфальтом траса Сімферополь — Алушта.

### Під час Другої світової війни
(див.також Битва за Крим (1941—44))
В перший день нападу нацистської Німеччини на СРСР, 22 червня 1941, авіаційному бомбардуванню зазнав Севастополь.
12 вересня 1941 німецькі війська підішли до Криму. Перевага була на їхньому боці, до 16 листопада радянські війська відступили з півострова, окрім Севастополя. Оборона Севастополя (1941—1942) трималася 250 днів. Лише 4 липня 1942 радянські війська повністю залишили контроль над Севастополем.
У грудні 1941 Червона армія пішла в контрнаступ з Таманського півострова у напрямку Керчі (Керченсько-Феодосійська десантна операція). І хоча спочатку вдалося звільнити Керченський півострів та міста Керч і Феодосія, операція завершилася для радянської армії повною поразкою. У травні 1942 радянська армія знову відступила за Керченську протоку. Були розбиті 3 радянські армії, а втрати з радянської сторони становили 300 тисяч людей.
Крим був де-юре включений у склад райхскомісаріату Україна 1 вересня 1941, коли був створений окремий округ «Крим» з центром в Сімферополі. Фактично Крим ніколи не підкорявся райхскомісаріату, оскільки до відходу німців в 1944 знаходився в прифронтовій зоні та підкорявся військовій адміністрації безпосередньо.
Існували плани виселити народи з Криму та заселити півострів німцями (спираючись на історичну присутність в Криму готів, німецькі ідеологи відносили Крим до споконвіку німецьких земель). Але було вирішено відкласти це питання до завершення війни, а оскільки Німеччина війну програла, цим планом не судилося збутися.
У перші місяці окупації були розстріляні євреї, кримчаки, цигани, комісари комуністів.
Шкільну програму обмежили вивченням простої грамоти та арифметики. Людей забирали працювати до Німеччини.
В національній сфері німці проводили політику розділення та налаштування народів один проти одного. Створювалися національні підрозділи поліції. При цьому часто навмисно надавалися пільги представникам однієї національності на противагу представникам іншої. Створювалися кримськотатарські, азербайджанські, грузинські, російські, українські поліцейські, а іноді і військові формування. Багато людей, що були настроєні проти комуністів, співпрацювали з нацистами свідомо.
Німецькі війська були вибиті з Криму у ході Кримської операції в квітні-травні 1944 року.

### Депортація народів з Криму

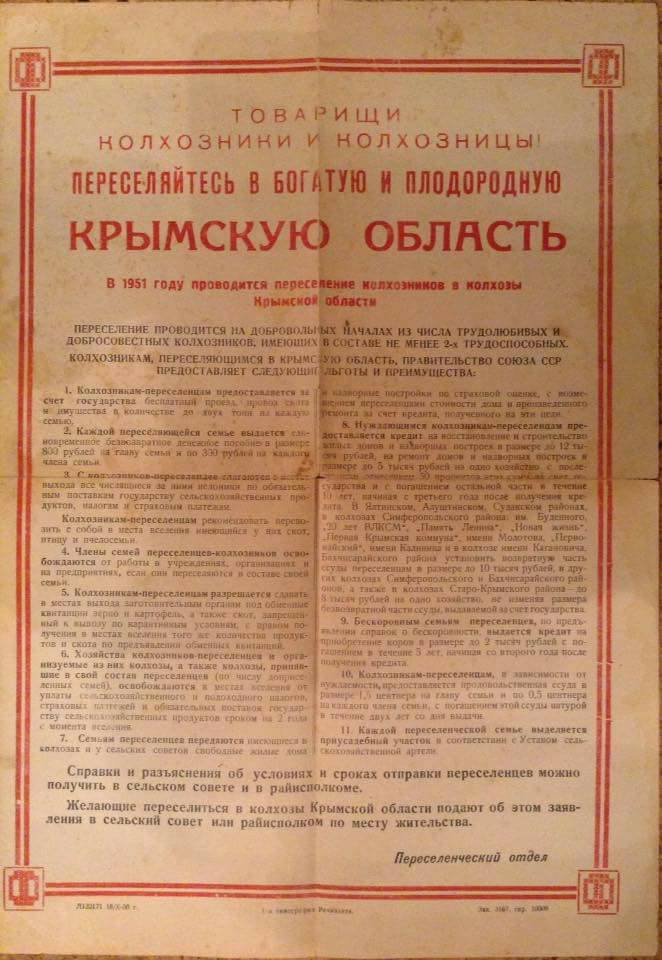
Агітаційна листівка часів мимовільного виселення кримських татар, видана переселенським відділом, яка обіцяла найрізноманітніші вигоди та фінансову допомогу переселеним на родючу Кримську область, 1951

Після відновлення радянської влади в Криму в травні 1944 були насильницьки вислані кримські татари, а в червні — греки, вірмени та болгари. Усі вони були звинувачені у пособництві німцям. Людей везли переповненими товарними вагонами тижнями, дуже багато з них не доїхали та померли на шляху. Всього було виселено близько 230 тисяч осіб.
Після депортації в 1944—1948 роках в Криму провели масштабне перейменування населених пунктів, зокрема нову назву отримало місто Білогірськ (до 1944 — Карасубазар).
1945 року була скасована автономія Криму, півострів став Кримською областю у складі РРФСР.

### Відновлення після війни

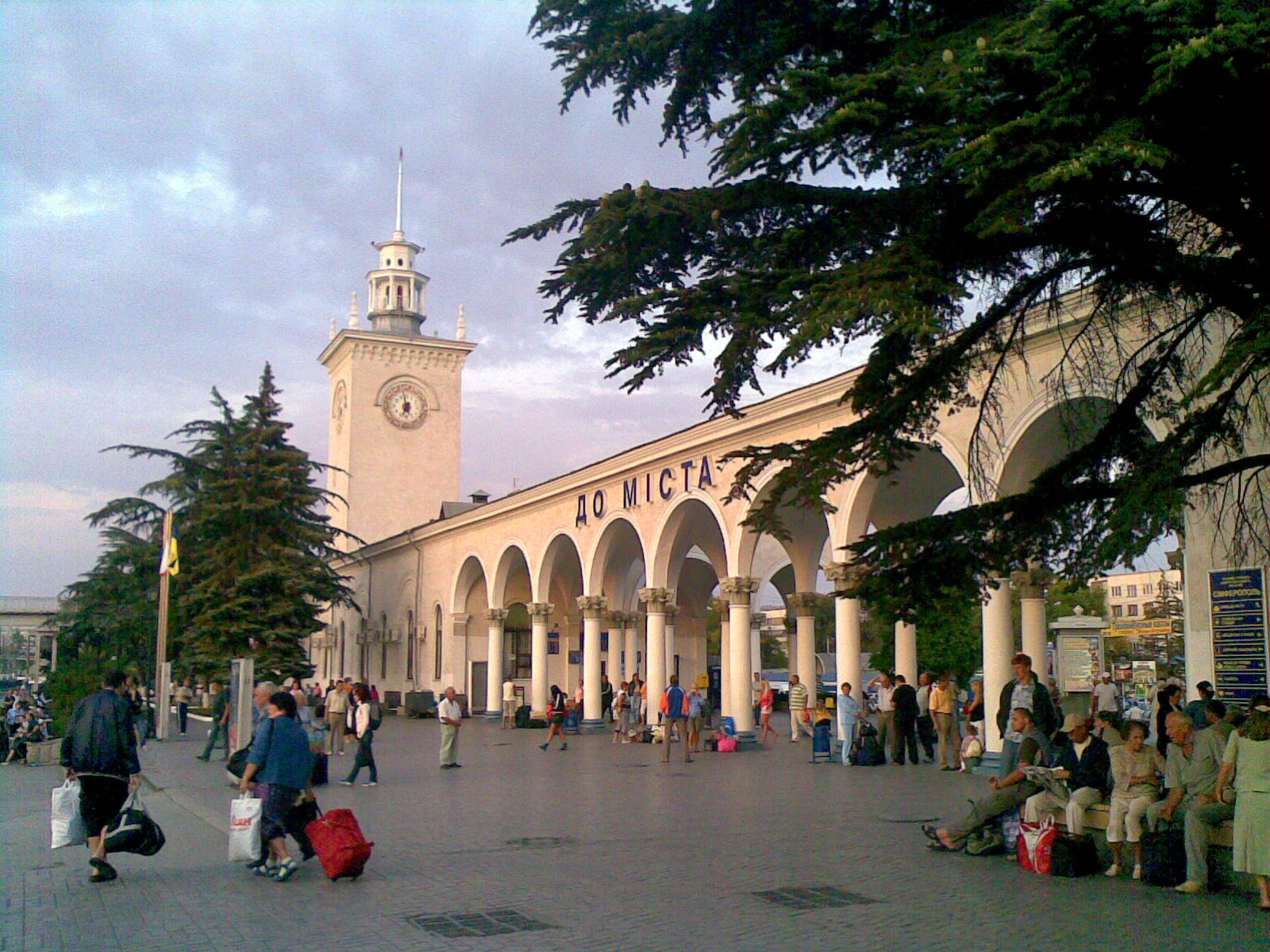
Будівля нового залізничного вокзалу в Сімферополі, 1951

Крим зазнав великих руйнувань під час Другої світової війни. Майже повністю був зруйнований Севастополь, великих руйнувань зазнали Керч та Феодосія.
Севастополь потрапив до переліку з 15 міст, що потребували першочергового відновлення. В ньому були задіяні тисячі робітників, військовополонені, а план нового міста розробляли в тому числі провідні архітектори з Ленінграда. В травні 1944 місто лежало в руїнах: були зруйновані 94 % будинків, залізничні тунелі, що ведуть до міста, всі промислові об'єкти та комунікації. Вже на початку 1950-х центральна частина міста була відбудована в стилі неокласицизму.
Активне відновлення йшло і на шляху, яким мали проїхати учасники Ялтинської конференції, що проходила в Лівадійському палаці 4 — 11 лютого 1945. Був навіть збудований залізничний міст через Керченську протоку. Матеріали для мосту завезли ще німці, але вони не встигли його встановити. 11 лютого мостом верталася радянська делегація Ялтинської конференції, а 18 лютого опори мосту були зруйновані льодовою кригою та його прольоти впали в море.

### Кримська область у складі УРСР
19 лютого 1954 року Президія Верховної Ради СРСР, враховуючи спільність економіки, територіальну близькість, тісні господарські й культурні зв'язки між Кримом та Україною, позицію урядів РРФСР та УРСР, ухвалила указ «Про передачу Кримської області зі складу РРФСР до складу УРСР». Подію приурочили до 300-річчя Переяславської ради.
26 квітня 1954 року Верховною Радою СРСР відповідно до радянського законодавства, було прийнято закон «Про передачу Кримської області зі складу РРФСР до складу УРСР».
Перебуваючи у складі РРФСР, Кримська область залишалася в економічному просторі України. Паливно-енергетичний комплекс, металургія, машинобудування та легка промисловість, залізничний транспорт України і Криму фактично були єдиними. До того ж після війни Крим перебував у руйнівному стані, а депортація народів з Криму тільки підсилила кризу, особливо у сільському господарстві. Найважливішим економічним проектом, який мав дати великий поштовх розвитку Криму, був проект проведення до півострова, що мав дефіцит прісної води, води з Дніпра.
1957 року розпочалося будівництво Північно-Кримського каналу. Перша вода з Дніпра в Крим прийшла у 1963 (до Красноперекопська); у 1965 канал став подавати воду до Джанкоя, а в 1971 дійшов до Керчі. Дніпровська вода дозволила зробити посушливий степ родючою землею та збільшити обсяги сільськогосподарського виробництва півострова в кілька разів. Так, у 1977 площа садів становила 70,2 тисяч га (у 1950 — 20 тисяч га); у 1978 площа виноградників досягла 94,3 тисячі га (у 1950 — 11,4 тисячі га).
В цей період створено багато потужних виробництв у машинобудуванні, хімічній промисловості, енергетиці, серед яких Кримський содовий завод, Кримський завод двоокису титану, Сімферопольська ТЕЦ.
Активно розбудовувалася транспортна система.

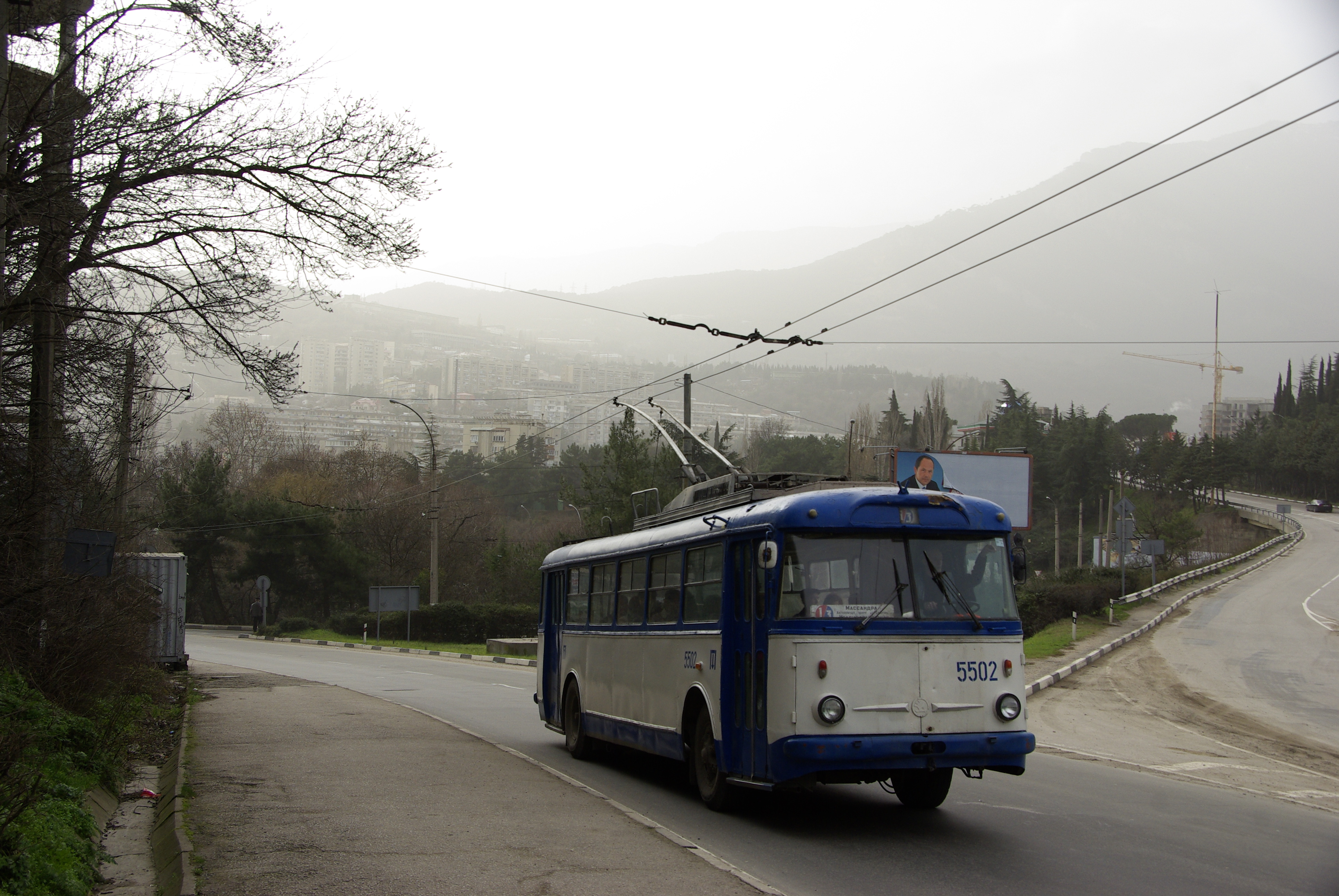
Škoda 9Tr на гірській трасі

У жовтні 1958 розпочато будівництво унікальної міжміської гірської тролейбусної траси від Сімферополя до Ялти. Вже 6 листопада 1959 року почав ходити тролейбус від Сімферополя до Алушти, а в липні 1961 тролейбус став йти до Ялти.
Паралельно з будівництвом тролейбусної лінії йшло повне оновлення дороги Сімферополь-Алушта-Ялта, з її розширенням. Траса була збудована до 1961. А 1972 здана нова траса з Ялти до Севастополя, частиною якої є Південнобережне шосе.
Сімферопольский аеропорт, що з'явився ще 1936-го, з другої половини 50-х перетворюється на величезний термінал. 1957 року збудовано головна будівля аеровокзалу. 1960 збільшена злітно-посадкова смуга, що дозволило приймати літаки Ан-10 та Іл-18. 1982 завершено будівництво другої посадкової смуги, здатної приймати Іл-86. Якщо 1960 року обсяг перевезень аеропортом склав 186 тисяч пасажирів, то 1965—700 тисяч, а 1991 — більше 5 мільйонів, що було серед найбільших показників в СРСР
Проекти будівництва канатної дороги з Місхора до гори Ай-Петрі з'явилися ще у 1967, але будівництво було завершено лише у 1988.
Розвиток транспортних можливостей, будівництва, практична відсутність можливості виїзду за кордон для громадян СРСР сприяли збільшенню курортних можливостей півострова. Він перетворюється на головну здравницю країни, з курортами як для масового відпочивальника, так і для еліт. 1988 року в Криму відвідало 8,3 млн туристів.

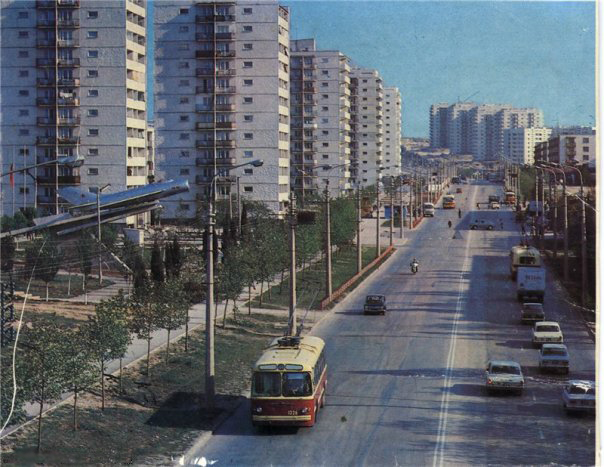
Проспект Острякова в Севастополі, 1970-і

Архітектурний вигляд міст змінювався за загальнодержавними тенденціями. Наприкінці 50-х розпочинається масове будівництво простих швидкомонтованих хрущовок. Кримською особливістю було те, що будинки будувалися з місцевого досить теплого каменю. В 70-х роках з'являються будинки «поліпшеного» планування з залізобетону. Найвищою будівлею епохи став готель Інтурист у Ялті (1977).

### Перебудова
Поодиноке повернення кримських татар в Крим розпочалося ще в 60-ті. Проте держава стримувала масове повернення адміністративними мірами. У листопаді 1989 ВР СРСР визнала незаконною та злочинною депортацію кримських народів. Відтоді почалося масове повернення кримських татар додому.
20 січня 1991 відбувся всекримський референдум, який підняв запитання: «Ви за відновлення Кримської Автономної Радянської Соціалістичної Республіки як суб'єкта Союзу РСР і учасника Союзного договору?». Понад 93 проценти виборців відповіли «так». Референдум не мав жодних наслідків.
12 лютого 1991 року Верховна Рада УРСР постановила відновити Кримську АРСР у складі УРСР, ґрунтуючись на постанові «Про висновки і пропозиції Комісії з проблем радянських німців і кримськотатарського народу» від 28 листопада 1989 року.
У ході всеукраїнського референдуму 1 грудня 1991 54,19 % виборців Криму та 57,07 % виборців Севастополя підтримали державну незалежність України.

## У складі незалежної України

### Політичні процеси. Сепаратизм
На початку 90-х у Криму активізувався кримськотатарський рух. 26-30 червня 1991 в Сімферополі відбувся Курултай кримськотатарського народу, на якому була прийнята Декларація про національний суверенітет кримськотатарського народу. Декларація вимагала надання Криму суверенітету за етнічною ознакою та створення національної кримськотатарської держави. Учасники Курултаю вимагали не визнавати результати референдуму 20 січня 1991 та не створювати в Криму територіальну автономну республіку, де владу буде формувати проста більшість населення, яка була некримськотатарською. Однак Курултай не зміг добитися скасування результатів референдуму.
У наступні роки учасники кримськотатарського руху продовжували підтримувати зміст Декларації про державний суверенітет кримськотатарського народу, але до серйозних активних дій та безладів це не призводило.
З кінця 1991 року Крим став автономною республікою у складі незалежної України. Відсутність сформованого законодавчого поля, наявність великої кількості прихильників проросійських поглядів, економічний крах початку 90-х років та боротьба за владу між місцевими та загальнодержавними елітами створили умови для політичної кризи в Криму.
5 травня 1992 Верховна Рада Криму проголосила «Акт про державну самостійність Криму», який спочатку передбачалося винести на всекримський референдум. Також того дня була ухвалена постанова щодо звернення до Президента і Верховної Ради України щодо укладення двостороннього договору між Республікою Крим і Україною. Наступного дня, 6 травня 1992, Верховна Рада Криму прийняла Конституцію, згідно з якою Крим проголошувався суверенною державою у складі України. В ході наступних переговорів центральної влади та влади Криму вони домовилися розмежувати повноваження місцевої та державної влади та внести зміни до прийнятої Конституції Криму, що пом'якшили її категоричний тон. На основі домовленостей 29 квітня Верховна Рада України прийняла закон «Про розмежування повноважень між органами державної влади Криму та України».
Економічний крах 1992—1993 років та викликане ним зубожіння населення посилили реваншистські настрої на півострові. В січні 1994 року в Криму пройшли вибори до Верховної Ради та вибори президента Криму. Перемогу одержали політичні сили сепаратистського проросійського толку. Президентом був обраний Юрій Мєшков з результатом 72,9 % голосів.
Новообрана влада Криму пішла на загострення конфлікту. Була відновлена первісна редакція Конституції 1992 року. У відповідь на це указом президента України Леоніда Кравчука всі силові органи Криму переводились у пряме підпорядкування центральній владі. Втрата контролю над силовими органами стала однією з головних причин поразки сепаратистського руху.
Хоча Мєшков використовував пряму проросійську риторику («аж до входження Криму у склад Росії»), позицією президента Росії Єльцина було недопущення зміни кордонів держав. До того ж між Мєшковим та Верховною Радою Криму розпочалося протистояння. Мєшков видав наказ про розпуск Ради, який Рада не визнала. Користуючись гострим конфліктом між президентом та Верховною Радою Криму, 17 березня 1995 Верховна Рада України відмінила дію Конституції Криму 1992 року разом з посадою президента. Указом Леоніда Кучми від 30 березня 1995 виконавча влада півострова повністю підпорядковувалась центральній владі. Юрій Мєшков виїхав до Росії.
Фактично, гостра фаза протистояння центральної та місцевої влади була завершена у 1995 році. Новий статус Криму як автономії у складі України юридично закріпили Конституція України (1996) та Конституція Автономної Республіки Крим (1998).

### Поділ Чорноморського флоту. Підтримка сепаратизму Росією
До 1994 не було чіткого поділу Чорноморського флоту між Україною і Росією. В умовах політичної кризи з назріваючим кримським сепаратизмом, який підтримували сили з Росії, це призводило до гострих конфліктів, що неодноразово могли вилитися у збройні протистояння. Проросійські націоналістичні активісти залякували українських військовослужбовців, а будь-який новий випадок підняття українського прапору на кораблі супроводжувався тиском на його екіпаж з боку проросійських військових. Російські служби навіть намагалися створити незалежну кримську армію, що мала підкорятися президенту Криму Мєшкову, а фактично — Росії. В самій Росії сепаратизм в Криму активно підтримували члени Верховної Ради на чолі з Русланом Хасбулатовим. 21 травня 1992 ВР Росії приймає постанову «Про правову оцінку рішень вищих органів державної влади РРФСР щодо зміни статусу Криму, що прийняті у 1954 році», якою відмінялася постанова Президіума ВР РРФСР від 5 лютого 1954 «Про передачу Кримської області зі складу РРФСР у склад Української РСР». В той же час ВР Криму приймає нову Конституцію та проголошує державну самостійність Криму. Разом ці два рішення ВР Росії та ВР Криму відкривали шлях до входження Криму у склад Росії.
Криза пішла на спад у 1994 завдяки введенню великого контингенту української національної гвардії до півострова та завдяки позиції президента Росії Єльцина, який не підтримав направлену на відділення Криму політику(у жовтні 1993 в Росії пройшла політична криза з розстрілом парламенту, та Хасбулатов і його прихильники, які працювали на відділення Криму, були відсторонені від влади).
15 квітня 1994 між Україною та Росією була укладена Угода про поетапне врегулювання проблем Чорноморського флоту, згідно з якою флот України та Росії мав базуватися роздільно. 28 травня 1997 підписана Угода між Україною і Російською Федерацією про статус та умови перебування ЧФ РФ на території України, яка остаточно поділила кораблі флоту, прописала території, які надавалися ЧФ РФ в оренду на 20 років. В ході протистояння за чорноморський флот Росія забрала собі 80 % кораблів, багато з яких були просто виведені з Чорного моря на інші флоти Росії.
Хоча після 1994 року офіційна російська влада зупиняє відкриту підтримку кримського сепаратизму, численні проросійські націоналістичні сили півострова продовжують отримувати підтримку з Росії. В Криму виникають численні організації сепаратистського спрямування, серед яких — «Російський блок», «Російська громада Криму», Народний фронт «Севастополь-Крим-Росія», Євразійський союз молоді. Крім цього в Криму, завдяки віщанню російського телебачення через кабельні мережі, здійснюється російська пропаганда, спрямована на висвітлені доброго образу Росії, негативного образу України, підсиленні антизахідних (насамперед — антиамериканських та антинатівських) настроїв. Негативне ставлення до НАТО стає одним з головних атрибутів єднання кримської спільноти. Одним з його проявів став лист Верховної Ради Криму від 18 лютого 2009 Кабінету Міністрів України і Президенту України, в якому було заявлено, що вона вважає недоцільним відкриття представницького офісу США у Криму і закликала українське керівництво відмовитися від цієї ідеї. Лист також був відправлений Голові Генеральної Асамблеї ООН.. Новий виток інспірування сепаратизму в Криму почався при Володимирі Путіні, який завершився кримською кризою.

### Економіка

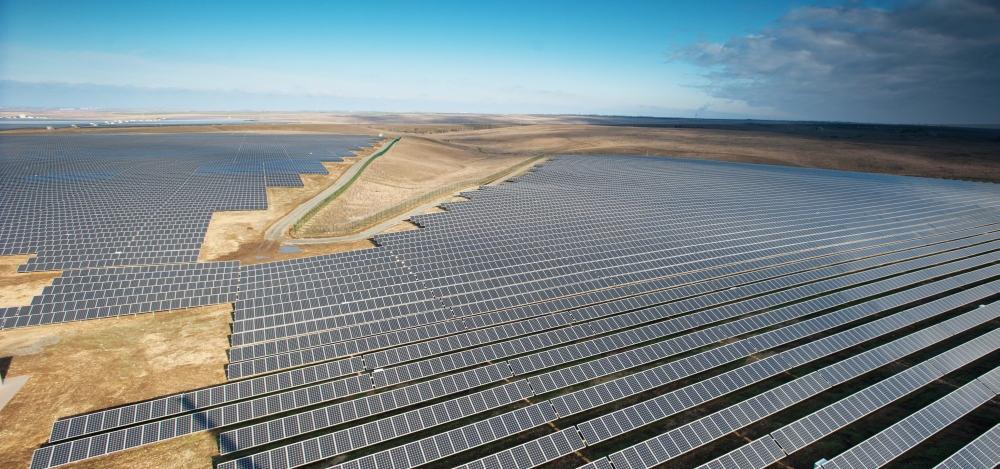
Найбільша в Європі сонячна електростанція в Перове

З початку 90-х Крим, як і вся країна, переживає велику економічну кризу. Обсяги виробництва значно скорочуються, але нерівномірно за галузями.
Практично повністю зупинилися виробництва, що були зав'язані на оборону. У 2000-ні в Севастополі воєнний завод КБ «Мусон» перетворився на величезний торговельно-розважальний комплекс, а завод КБ «Маяк» — на офісний центр. В кілька разів скоротилися обсяги роботи в машинобудуванні, суднобудуванні (Севастопольський морський завод, керченський Суднобудівний завод «Залив»).

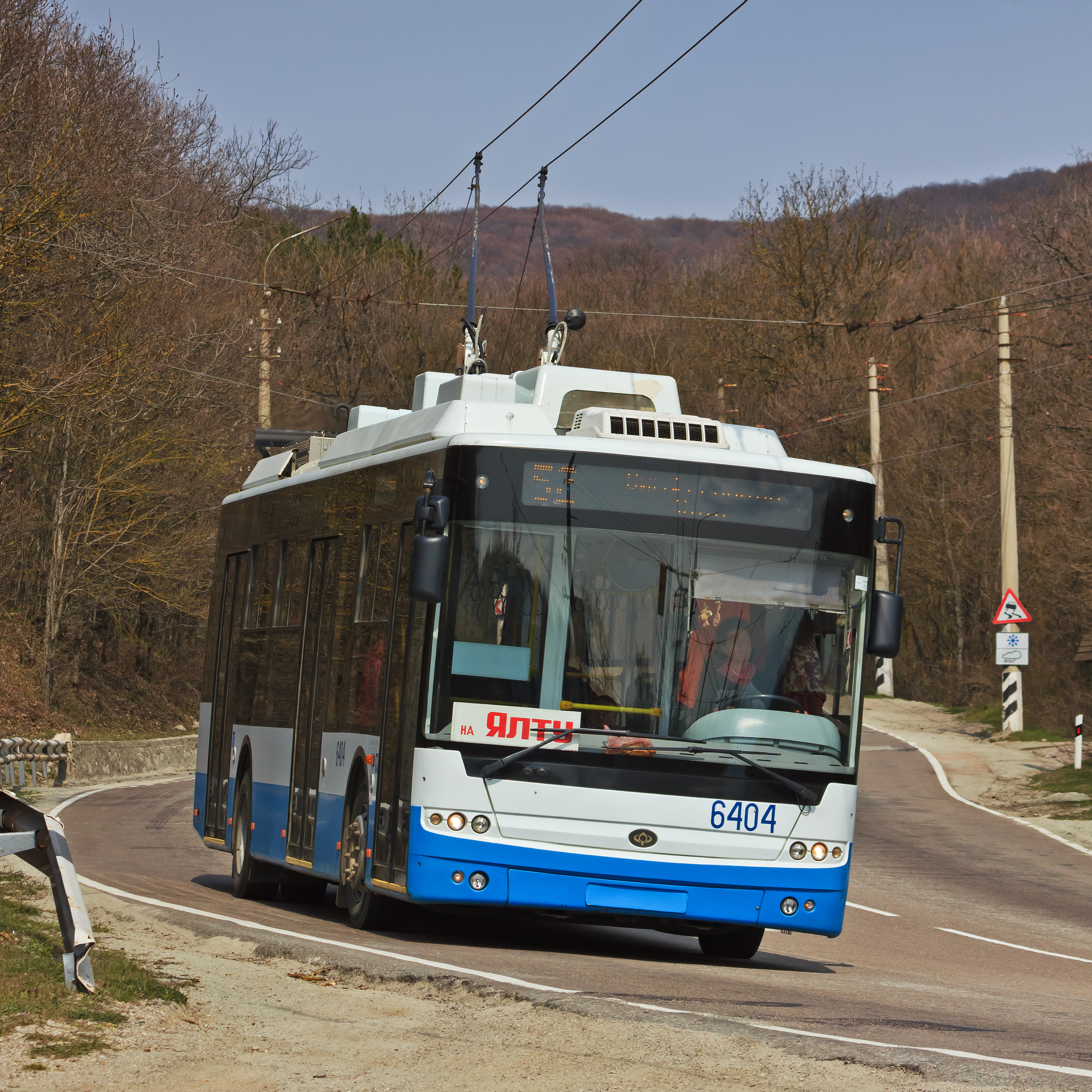
Тролейбус Богдан Т701.15 на трасі під Алуштою

Великі хімічні заводи півночі півострова Кримський содовий завод, Кримський титан хоча скоротили виробництво відносно радянського періоду, проте продовжили працювати в нових умовах.
Найбільший розвиток показала енергетика, створені нові великі підприємства транспорту та харчової промисловості. Збільшилися обсяги добутку палива Чорноморнафтогазом. У 2010—2012 зведено чотири сонячних електростанції сумарною потужністю більше 220 МВТ, з яких електростанція в Перове стала найпотужнішою сонячною електростанцією в Європі. 1995 в Севастополі відкритий глибоководний вантажний порт Авліта, який пізніше мав два причали довжиною 240 та 260 метрів, елеватор для зберігання 100 тисяч тон зерна. Порт займався відвантаженням зерна та металу.
Гірше було з автошляхами. Різко зростає кількість автотранспорту, старі дороги не справляються з навантаженням. З нового дорожнього будівництва можна відмітити: дорога від аеропорту Бельбек до Севастополя в об'їзд Інкерману (в народі — «президентська траса»), завершена в 2003 році; напівоб'їзна в Севастополі та в Сімферополі; розширення в півтора рази траси Сімферополь — Алушта від Сімферополя до Ангарського перевалу (2012—2013 роки).
Туризм також пристосовується до нових ринкових реалій. Обсяги туристичного навантаження впадають через падіння рівня життя населення та відкриття для жителів колишнього СРСР доступу до закордонних курортів. Курорти Туреччини та Єгипту виявляються здатними конкурувати з Кримом при подібному рівні ціни, але з більш високим рівнем сервісу.
Багато великих пансіонатів з радянської епохи зазнають кризи. Відкриваються нові переважно невеликі приватні готелі та будинки відпочинку, де, на відміну від прийнятих радянських стандартів, в номерах цілодобово є гаряча вода та інші зручності.

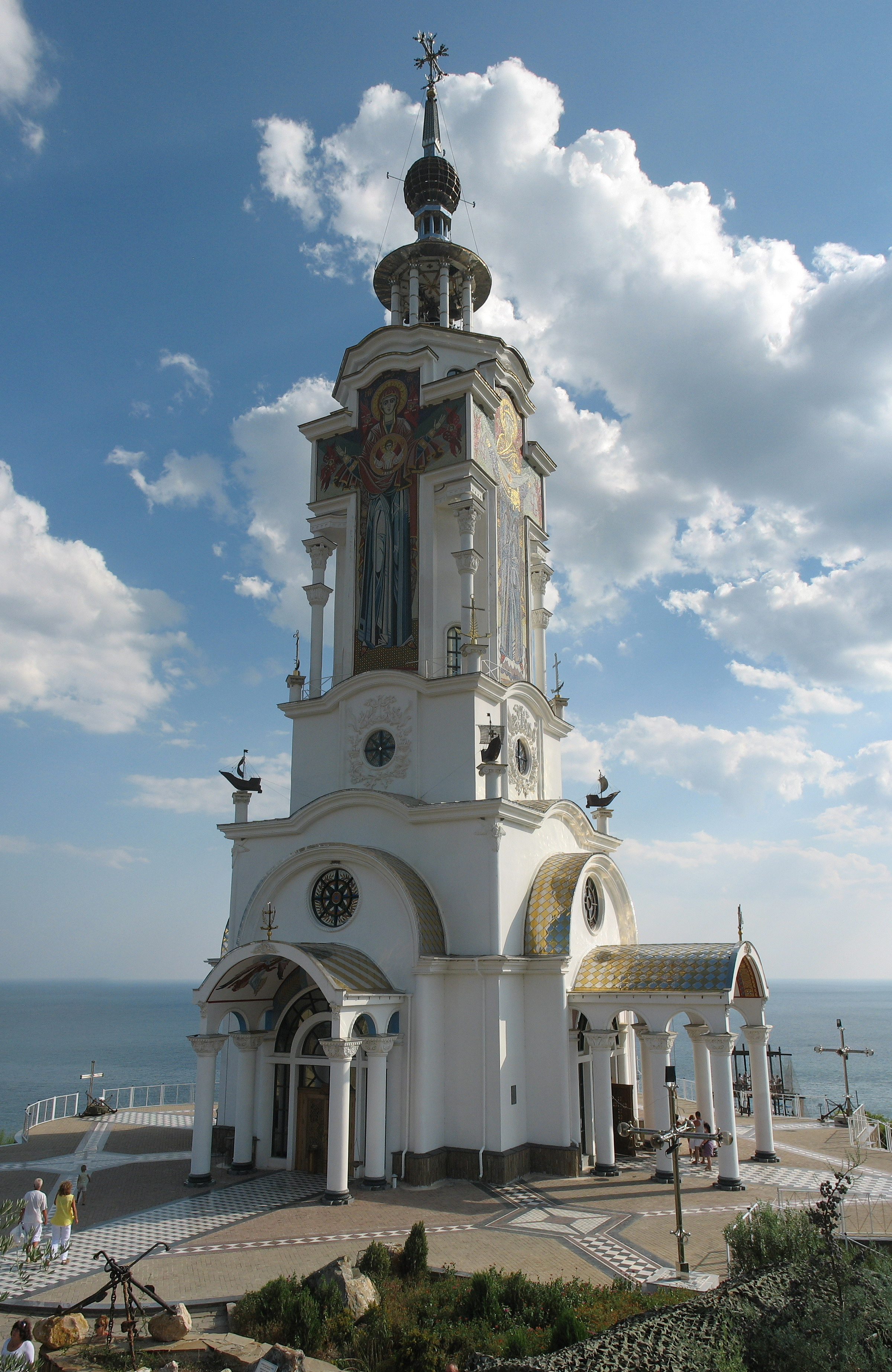
Храм-маяк у Малоріченському — один з нових символів Криму, 2007

Проводяться спроби привезти до Криму закордонних туристів (не з країн минулого СРСР), проте вони в цілому зазнають поразки. Переважна більшість туристів в Крим приїжджає з України та Росії.
У 2000-ні відкриваються великі аквапарки: Бананова Республіка в Саках, Голуба затока в Симеїзі, Зурбаган в Севастополі та інші.

### Зміни в містобудуванні
На початку 90-х темпи будівництва за інерцією були високими. Будівництво йшло за радянськими типовими проектами. Проте до середини десятиліття нове будівництво значно скоротилося і практично зникло.
Новий етап житлового будівництва в Криму почався у 2000-х роках. Проекти були нетиповими, багато будинків цього періоду здавалися сучасними у порівняні з радянськими. Проте будівництво в більшості випадків йшло без додержання вимог районного планування, так звана «точкова забудова». Виникають скандали через забудову на прибережних ділянках. Найбільші темпи будівництва мали Севастополь та Ялта.
З'являються великі торговельні центри, супермаркети.
З початку 90-х відновлюються релігійні споруди, будуються нові храми. У 2004 відкритий після реставрації Володимирський собор в Херсонесі, а з 2003 відбудовується знесений в 1930 році Собор Олександра Невського. Новим символом Криму став храм-маяк у с.Малоріченське.

## Анексія з боку РФ

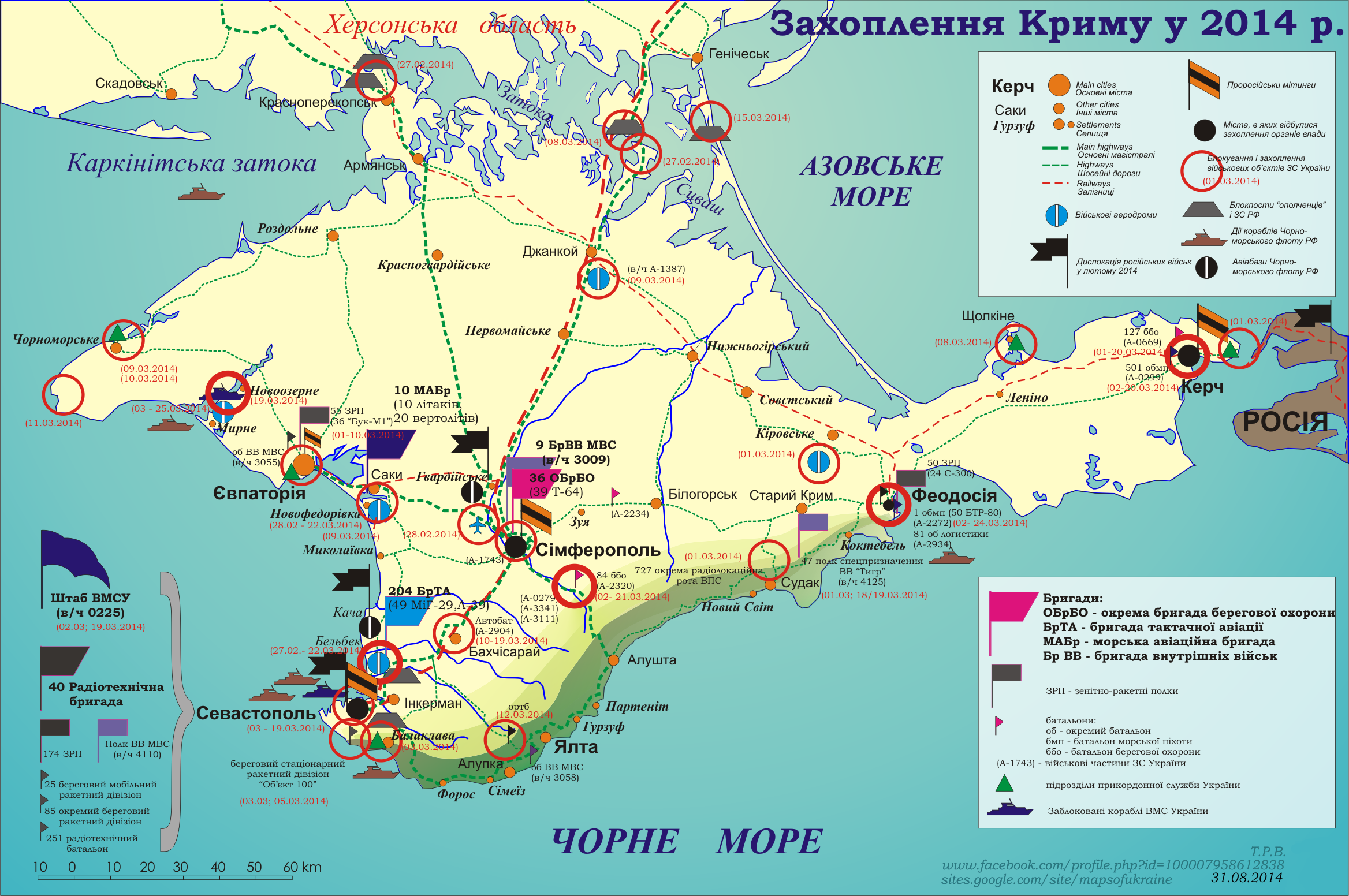
Захоплення АР Крим і м. Севастополя Росією у лютому — березні 2014 р.

Під час Євромайдану не пізніше 21 лютого 2014 Росія розпочала неоголошену військову спецоперацію з окупації Криму за допомогою спецназу ГРУ РФ, підрозділів військ ВДВ та чеченського батальйону «Восток».
При захопленні держустанов та військових об'єктів України використовувалися також привезені з Росії «козаки» та так звані «сили місцевої самооборони» (російські військовики без знаків державної приналежності на уніформі). До другої половини березня 2014 окупація Криму російськими військами була закінчена. Українські війська, що до цього утримували свої бази та місця дислокації, здалися без бою. Більшість колишніх військовослужбовців ЗСУ (переважно, місцевих мешканців) залишилось у Криму, а менша частина отримала можливість евакуюватися з півострова; також Росією було передано і частину військової техніки, але переважно пошкодженої.
16 березня з підтримкою російських військових був проведений нелегітимний референдум, за результатами якого було прийнято рішення про приєднання Криму до Росії.18 березня 2014 Державна дума РФ ухвалила «Договір про входження Криму до складу РФ». 21 березня президент Путін підписав указ про ратифікацію цього Договору та надання Криму статусу «федерального округу у складі РФ» та присвоєння Севастополю статусу міста федерального значення.
27 березня 2014 Генеральна асамблея ООН більшістю голосів підтримала резолюцію, якою визнається непорушність територіальної цілісності України і визнається недійсним «Референдум про статус Криму».
За відповідну резолюцію проголосували 100 країн-членів ООН.

## Хронологічна таблиця
- Найдавніше відоме населення гірської частини та південного узбережжя Криму — таври.
- З XII ст. до н. е. степовий Крим населяли кімерійці.
- VIII—IV ст. до н. е. — Проникнення в Крим грецьких колоністів, заснування Пантікапея, Керкінітиди, Феодосії (VI ст. до н. е.) та Херсонеса (V ст. до н. е.). Степова частина півострова заселяється скіфами.
- III—II ст. до н. е. — Центр скіфської держави під тиском сарматів зі сходу переміщується з Придніпров'я до Криму. Столиця — Неаполь Скіфський (на території нинішнього Сімферополя).
- 63 рік до н. е.. — Понтійське царство завойоване Римською імперією, кримські міста перейшли під контроль римлян. Початок панування Римської імперії в Криму.
- 257 рік — Підпорядкування Криму готами, знищення Скіфської держави.
- 375 рік — Нашестя гунів, розгром ними Боспорського царства.
- IV—V століття — поступове відновлення влади Римської (Візантійської) імперії над гірською частиною Криму. Уцілілі після навали гунів готи визнали владу Візантії.
- Кінець VII — століття майже весь Крим, окрім Херсонеса, що залишився під владою Візантії, захопили хозари.
- 964 рік Князь Київської Русі Святослав Ігорович знищив столицю хозарського каганату Ітиль. На берегах Керченської протоки створене Тмутороканське князівство, до якого входили частина Таманського та Керченського півостровів.
- XIII століття — ослаблення влади Візантії. Частина її володінь перейшла до Генуї, частина стала самостійним князівством Готія (Феодоро).
- 1239 — завоювання Криму монгольським військом хана Бату. Степовий Крим разом з сусідніми землями Великого князівства Руського потрапив у підданство до царства Ординського.
- XII ст. — 1475 р. — існування держави Феодоро
- ХІІІст. — 1475 — існування генуезьких колоній в Криму
- XIV — сер. XV століття — війни генуезців з князівством Феодоро за землі південного берегу Криму.
- 1441 — утворення незалежного Кримського Ханства.
- 1475—1774 — Кримське ханство у васальній залежності від Османської імперії.
- 1774—1783 — Після невдалої для Османської імперії війни з Російською імперією Кримське ханство формально незалежне, а фактично — у залежності від Російської імперії.
- 1778, серпень-вересень — переселення християн з Криму у Північне Причорномор'я
- 1783 — Крим анексований й включений до складу Російської імперії. Спочатку як частина Таврійської області, з 1796 року Крим був частиною Новоросійської губернії, а з 1802 року був частиною Таврійської губернії.
- 1853—1856 — Кримська війна (Східна війна).
- 1917—1920 — революція та громадянська війна. Влада в Криму переходила з рук в руки між різними силами: Кримська Народна Республіка, Радянська Соціалістична Республіка Тавриди, німецька армія, Перший Кримський крайовий уряд, Другий Кримський крайовий уряд, флот Антанти, Кримська Соціалістична Радянська республіка, Збройні Сили Півдня Росії.
- 18 жовтня 1921 — Утворена Кримська Автономна Соціалістична Республіка.
- 1921—1945 — Кримська Автономна Радянська Соціалістична Республіка у складі Російської РФСР.
- 1941—1944 — німецька окупація Криму під час Другої світової війни.
- 1944, травень — депортація кримських татар до східних регіонів СРСР.
- 1944, червень — депортація греків, вірмен та болгар з Криму.
- 1945, 30 червня — Отримано статус Кримської області у складі РРФСР.
- 1954 — За рішенням уряду СРСР Крим передано до складу УРСР.
- 1990 — Початок масового повернення кримських татар до Криму (1989 року уряд СРСР затвердив їхнє право на повернення).
- 1991, 12 лютого — Кримська Автономна Радянська Соціалістична Республіка.
- 1994, лютий — 1995, березень - президентство Мєшкова та загострення сепаратизму.
- 1998, 21 жовтня — прийнята Конституція Автономної Республіки Крим.
- 2014
  - 20 лютого — у той час, як у столиці України Києві продовжуються антипрезидентські протести (Євромайдан), Росія починає захоплення Криму за допомогою перевдягнених спецпризначенців і завезених «самооборонців».
  - 16 березня — окупаційна влада проводить на території захоплених АР Крим і м.Севастополь незаконний «референдум» щодо відокремлення від України, під наглядом окупантів.
  - 18 березня — верховні органи влади Російської Федерації приймають рішення щодо включення захопленого Криму до російських володінь.
  - 27 березня — Генеральна Асамблея ООН приймає резолюцію 68/262 про територіальну цілісність України «у міжнародно визнаних кордонах».
- 2018, 25 липня — держсекретар США Майк Помпео видає Кримську декларацію про невизнання анексії півострова Росією, подібну до Декларації Веллеса щодо окупації СРСР країн Балтії (1940).